# Pomerânia Ocidental
Voivodia da Pomerânia Ocidental (em polonês/polaco: województwo zachodniopomorskie) é uma das 16 voivodias (províncias) da atual divisão administrativa localizada na parte noroeste da Polônia, na costa do mar Báltico. Faz fronteira a leste com a voivodia da Pomerânia, a sul com as voivodias da Grande Polônia e Lubúsquia e a oeste com os estados federais alemães: Brandemburgo e Mecklemburgo-Pomerânia Ocidental. Abrange uma área de 22 892,48 km², em 30 de junho de 2020, contava com aproximadamente 1,7 milhão de habitantes. Estetino (Szczecin) é a sede das autoridades da voivodia. É a voivodia mais ocidental da Polônia.
A voivodia foi criada em 1999 em decorrência da reforma da administração pública, em substituição às antigas voivodias: Szczecin e Koszalin, bem como partes das voivodias: Słupskie, Piła e Gorzowski. O nome se refere à histórica Pomerânia Ocidental.

## História

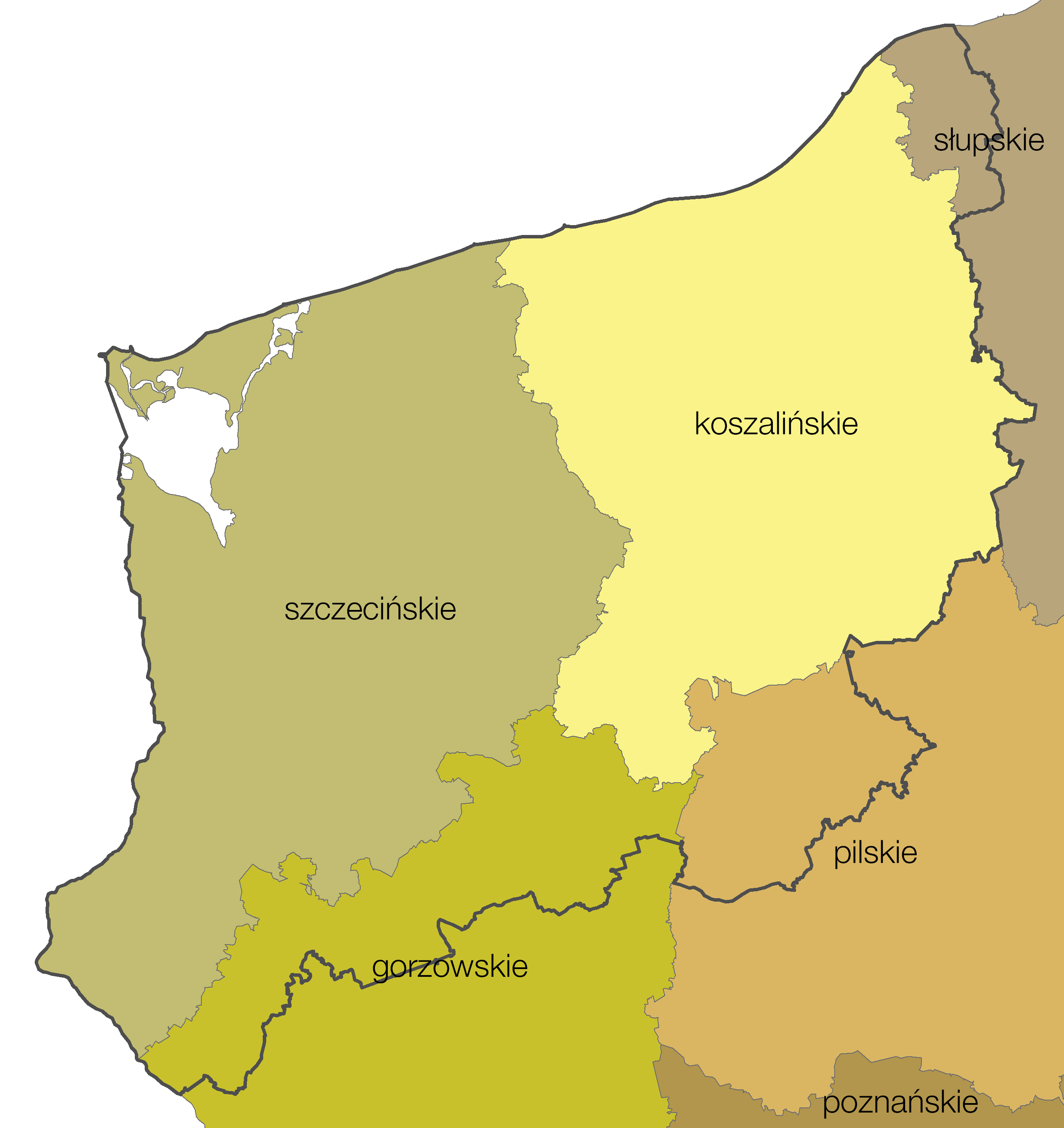
Voivodias de 1975-1998 com a fronteira da atual voivodia da Pomerânia Ocidental

A voivodia da Pomerânia Ocidental foi criada a partir das seguintes partes administrativas:
- Voivodia de Szczecin (na totalidade)
- Voivodia de Koszalin (na totalidade)
- Voivodia de Gorzów (as comunas dos condados de Choszczno e Myślibórz)
- Voivodia de Piła (as comunas do condado de Wałcz)
- Voivodia de Sławno (3 comunas do condado de Sławno: Sławno, Sławno (rural) e Postomino).

O estabelecimento da voivodia da Pomerânia Ocidental não ocorreu sem protestos dos habitantes de Koszalin, que não quiseram aceitar a perda da voivodia de Koszalin e submeteram o projeto à criação da voivodia de Środkowopomorskie. Também foram feitos esforços para delinear as fronteiras históricas e incluir Słupsk na voivodia da Pomerânia Ocidental. Em última análise, a criação da voivodia de Środkowopomorskie não ocorreu, e Słupsk foi incorporada à voivodia da Pomerânia.

## Geografia

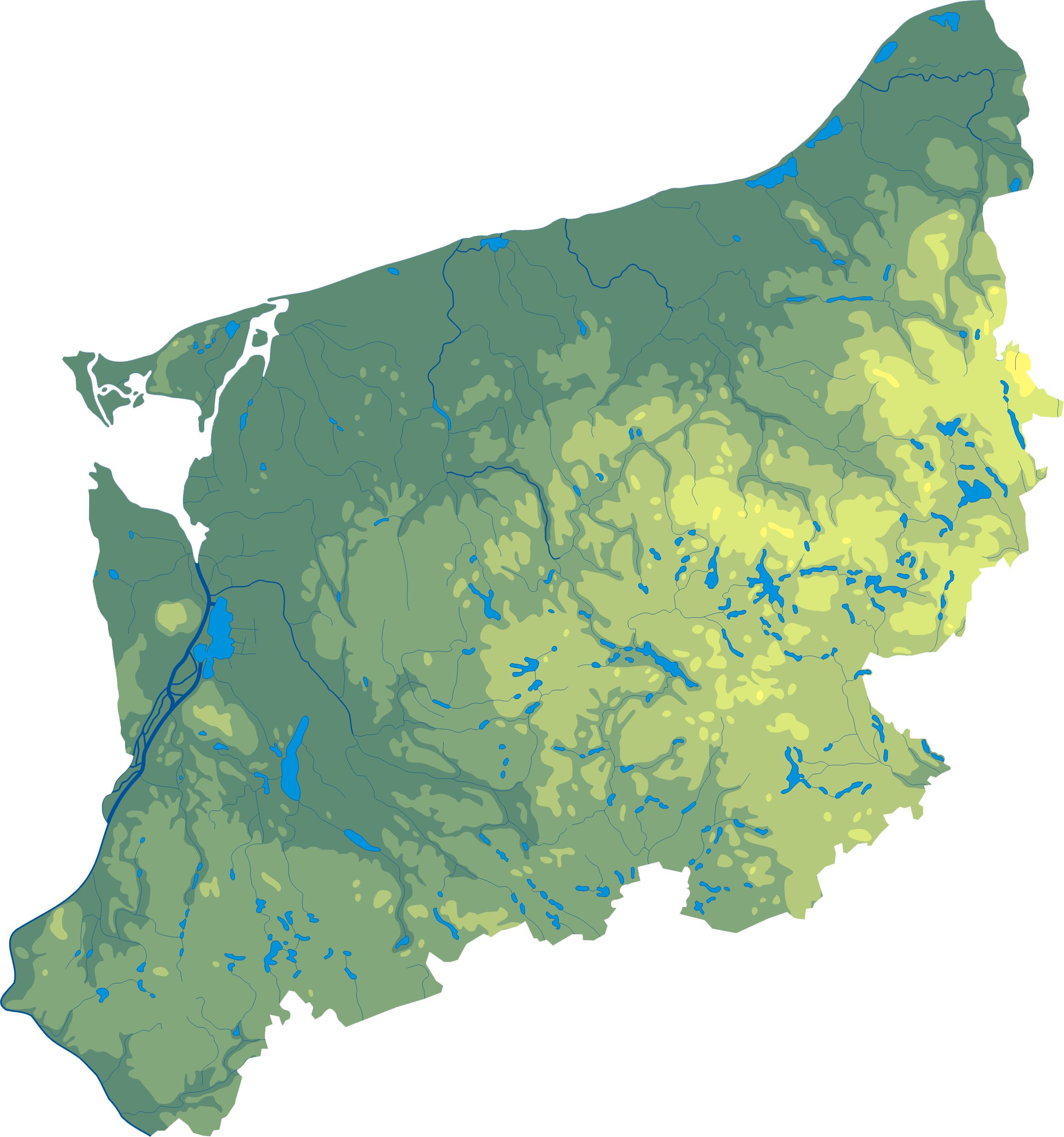
Mapa físico da voivodia

### Localização geográfica
A voivodia da Pomerânia Ocidental está localizada no noroeste da Polônia, no mar Báltico. De acordo com dados de 1 de janeiro de 2014, a área da voivodia é de 22 892,48 km². Esta área inclui as águas interiores do mar da parte polonesa da lagoa de Estetino e os reservatórios em torno dos estreitos dos rios Dziwna e Świna, que fazem parte do mar Báltico. A fronteira norte da voivodia é uma linha costeira designada na Baía da Pomerânia e no resto do mar Báltico - esta fronteira tem 185 km de comprimento.
A voivodia está localizada no noroeste da Polônia e nas fronteiras:
- Alemanha (com os estados federais de Brandemburgo e Mecklemburgo-Pomerânia Ocidental), 188,9 km no oeste

e com as voivodias:
- Lubúsquia com 216,9 km de comprimento no sul
- Pomerânia com 190,9 km de comprimento no leste
- Grande Polônia com 197,4 km de comprimento no sudeste

A região está localizada na costa sul do mar Báltico: costas de Estetino e Koszalin, e na região dos lagos da Pomerânia (parte da região dos lagos do sul do mar Báltico).
A histórica Pomerânia Ocidental cobre a maior parte da voivodia. As partes do sul costumavam pertencer à Grande Polônia e à Nova Marca, antiga região da Terra da Lubúsquia. Os territórios da voivodia então pertenciam à voivodia da Pomerânia. Em 1946, a maior parte da área atual constituía a voivodia de Estetino, que em 1950 foi dividida em voivodias menores. Estetino e voivodia de Koszalin.

### Topografia
Na extensão norte-sul, a voivodia se estende por 216 km, ou seja, 1°56′42″. Na extensão leste-oeste, o comprimento da voivodia é de 191 km, o que na medida angular dá 2°51′33″.
Coordenadas geográficas de pontos extremos:
- Norte: 54°34′10″ lat. N – condado de Sławno,
- Sul: 52°37′28″ lat. N – o rio Oder entre os postos fronteiriços nº 568 e nº 569 (condado de Myślibórz),
- Oeste: 14°07′22″ long. E – o rio Oder entre os postos de fronteira nº 630 e nº 631 (condado de Gryfino),
- Leste: 16°58′55″ long. E – condado de Szczecinek.

De acordo com o Escritório Regional de Turismo PTTK (Ramo Pomerânia Ocidental), o pico natural mais alto da voivodia tem uma colina sem nome de 247,5 m acima do nível do mar próximo ao assentamento de Kosobudy (53° 58′ 32″ N 16° 50′ 05″ E), na região do lago Bytów. Não muito mais abaixo está um dique artificial 245 m acima do nível do mar, não oficialmente conhecido como a Montanha de Areia da Pomerânia. O ponto mais baixo é a área perto da baía de Rokitka na comuna de Stepnica, 0,12 m acima do nível do mar.

### Recursos hídricos

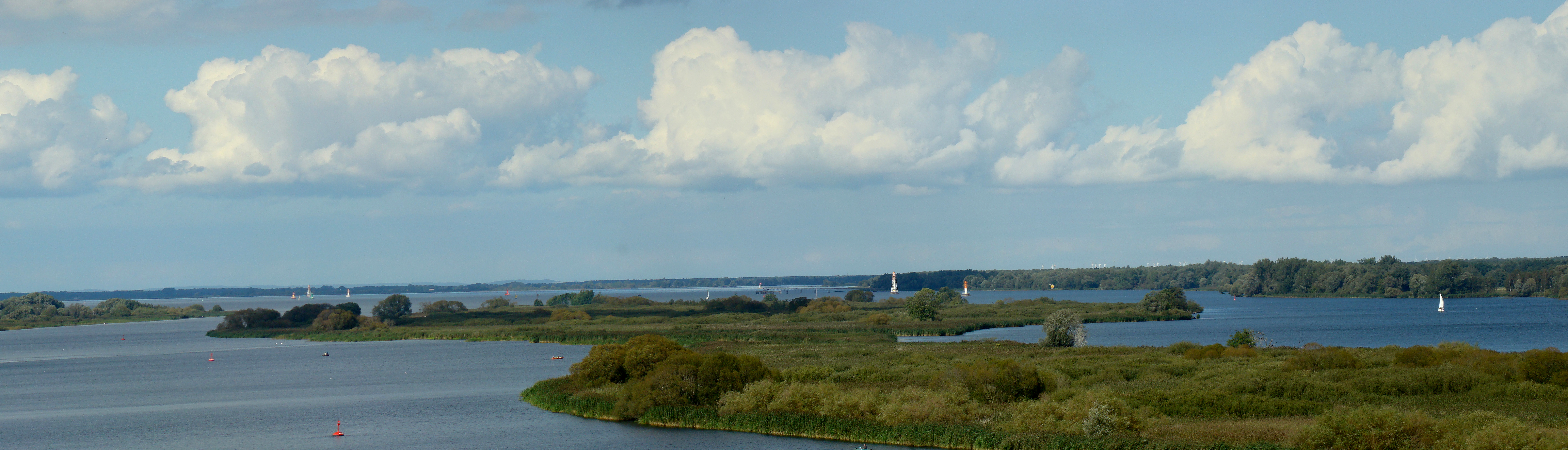
O rio Oder (Domiąża) em Police e seu estuário na baía Roztoka Odrzańska (lagoa de Estetino)

Várias dezenas de rios fluem através da voivodia, incluindo o segundo maior rio do país: o rio Oder e muitos outros menores, os maiores dos quais estão inteiramente dentro da voivodia: Rega (aprox. 180 km), Parsęta (aprox. 135 km), 129 km) e Płonia (aprox. 79 km).
O maior reservatório de água é o vasto reservatório costeiro - Lagoa de Estetino. Entre a Baía da Pomerânia, no norte, e a Lagoa de Estetino, no sul, fica a Ilha Wolin - a maior ilha e a costa de penhasco mais alta da Polônia. Além disso, existem muitos lagos, os maiores dos quais são Dąbie, Miedwie, Jamno, Drawsko, Wielimie, Bukowo, Lubie, Myśliborskie, Pile, Płoń, Woświn, Kopań e Ińsko.

### Clima

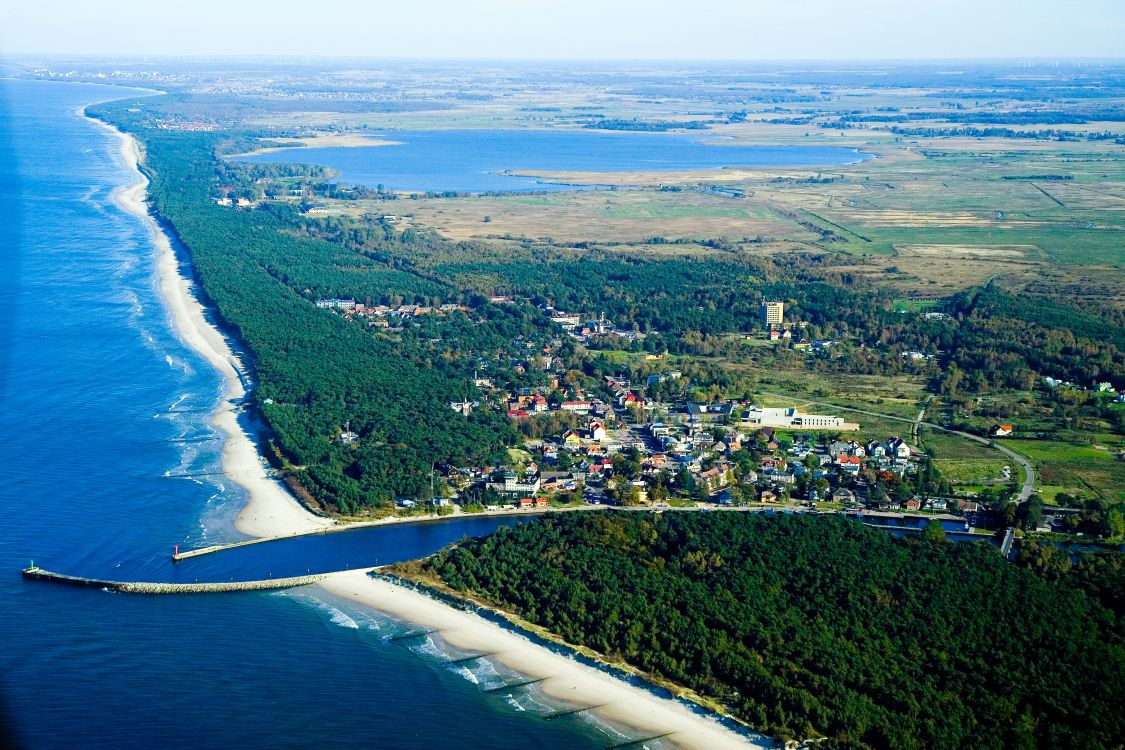
A foz do rio Rega no Mar Báltico em Mrzeżyno

O clima da região é caracterizado por grande diversidade e variabilidade. Isso se deve ao confronto do clima marítimo e terrestre nesta área e à influência de fatores locais na formação dos fenômenos meteorológicos. As partes norte e oeste da voivodia apresentam características marítimas típicas. À medida que se afasta do mar em direção ao leste, as características de um clima continental tornam-se gradualmente visíveis. Uma característica do clima é o aumento da precipitação nas regiões de maiores elevações da região dos lagos. A precipitação média anual está no nível de 650–800 mm. Dentro de áreas individuais, há uma grande variabilidade do clima (microclima), condicionado por características ambientais como localização (perto do mar, lagos, grandes rios), topografia, cobertura da área (florestas, prados, edifícios), relevo (vales e colinas).
A proximidade do mar, os recursos hídricos e uma grande área de florestas criam um clima temperado, caracterizado por elevada umidade do ar e predominância de ventos de oeste e noroeste. O clima à beira-mar pode ser descrito como mar temperado quente, enquanto o clima no interior como temperado quente transicional.

### Florestas
De acordo com dados de 31 de dezembro de 2012, as florestas cobriam uma área de 809,4 mil hectares na voivodia da Pomerânia Ocidental, que responde por 35,4% de sua área. 8,9 milhares de hectares de florestas estavam dentro dos parques nacionais. De acordo com as classes de idade e composição de espécies dos povoamentos, calculou-se que em 2009 a área de florestas da Pomerânia Ocidental incluía os seguintes grupos genéricos: pinheiro 62,1%, bétula 10,0%, faia 7,5% carvalho 6,3%, amieiro 5,5%, abeto 5,1%.

## Preservação da natureza

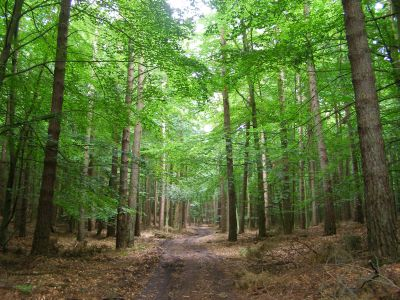
Parque Nacional Wolin

Na voivodia da Pomerânia Ocidental, há 2 parques nacionais: Parque Nacional Wolin e Parque Nacional Drawa, 7 parques paisagísticos: Barlinecko-Gorzowski (parcialmente), Cedyński, Drawski, Iński, Parque Paisagístico do Vale do Baixo Oder, parcialmente o Parque Paisagístico "Ujście Warty" e o Parque Paisagístico "Puszcza Bukowa" em Szczecz. Além disso, existem 114 reservas naturais de vários tipos na voivodia, por exemplo, florística, floresta, turfeiras, paisagem, pássaros, bem como a floresta Wkrzańska, a floresta Goleniów e a floresta Bukowa. A área total das áreas que formam o sistema nacional de áreas protegidas é de aproximadamente 20% da área total da voivodia.

## Divisão administrativa
A voivodia está dividida em 18 condados e 3 cidades com direitos de condado. O maior condado da voivodia é o condado de Gryfiński com uma área de 1 869,11 km², e o menor condado é o de Police - 665,33 km². Os condados possuem 113 comunas: 11 urbanas, 55 urbano-rurais e 47 rurais. A maior comuna da voivodia é Wałcz, 574,91 km², e a menor - Sławno - 15,83 km².
Excluindo as cidades com direitos de condado (Estetino, Koszalin, Świnoujście), de acordo com dados de 30 de junho de 2020, o condado com maior número de habitantes é o condado de Stargard - 120,2 mil habitantes, e o condado com o menor número de habitantes é o condado de Łobeski - 36,5 mil habitantes. Excluindo as cidades com estatuto de condado, a comuna com o maior número de habitantes é a de Stargard - 67,8 mil hab., e a comuna com o menor número de habitantes é a comuna de Nowe Warpno - 1 170 pessoas.
| Brasão | Cidade com direitos de condado | População (30 de junho de 2020) | Área [km²] | Densidade populacional [hab./km²] | Despesas orçamentárias de 2016 [milhões de zł] | Receita orçamentária de 2016 [milhões de zł] | Dívida em relação à receita 2016 [%] | Entidades inscritas no registro REGON para 10 000 habitantes 2013 | Média da taxa de desemprego (30 de junho de 2015) |
| ------ | ------------------------------ | ------------------------------- | ---------- | --------------------------------- | ---------------------------------------------- | -------------------------------------------- | ------------------------------------ | ----------------------------------------------------------------- | ------------------------------------------------- |
|        | Koszalin                       | 106 880                         | 98,34      | 1 087                             | 499,47                                         | 527,15                                       | 55,85%                               | 1 677                                                             | 9,6%                                              |
|        | Estetino                       | 400 990                         | 300,55     | 1 334                             | 2 017,07                                       | 2 251,89                                     | 46,96%                               | 1 649                                                             | 8,0%                                              |
|        | Świnoujście                    | 40 864                          | 197,23     | 207                               | 246,67                                         | 330,85                                       | 23,30%                               | 1 581                                                             | 6,3%                                              |

| Brasão | Condado    | População (30 de junho de 2020) | Área [km²] | Densidade populacional [hab./km²] | Urbanização [%] | Número de comunas | Despesas orçamentárias de 2016 [milhões de zł] | Receita orçamentária de 2016 [milhões de zł] | Dívida em relação à receita 2016 [%] | Entidades inscritas no registro REGON para 10 000 habitantes 2013 | Média da taxa de desemprego (30 de junho de 2015) |
| ------ | ---------- | ------------------------------- | ---------- | --------------------------------- | --------------- | ----------------- | ---------------------------------------------- | -------------------------------------------- | ------------------------------------ | ----------------------------------------------------------------- | ------------------------------------------------- |
|        | Białogard  | 47 434                          | 845,46     | 56                                | 67,8            | 4                 | 51,10                                          | 52,29                                        | 38,7%                                | 1015                                                              | 25,8%                                             |
|        | Choszczno  | 48 035                          | 1327,63    | 36                                | 47,4            | 6                 | 46,02                                          | 49,93                                        | 10,8%                                | 830                                                               | 23,2%                                             |
|        | Drawsko    | 56 842                          | 1 764,24   | 32                                | 62,6            | 6                 | 67,65                                          | 65,32                                        | 36,3%                                | 1016                                                              | 21,4%                                             |
|        | Goleniów   | 82 396                          | 1 615,53   | 51                                | 52,5            | 6                 | 85,84                                          | 84,46                                        | 32,0%                                | 1 064                                                             | 9,5%                                              |
|        | Gryfice    | 60 025                          | 1 017,37   | 59                                | 50,6            | 6                 | 72,12                                          | 72,52                                        | 15,7%                                | 1 246                                                             | 19,3%                                             |
|        | Gryfino    | 81 598                          | 1 869,11   | 44                                | 45,6            | 9                 | 71,18                                          | 72,58                                        | 12,7%                                | 1 020                                                             | 16,8%                                             |
|        | Kamień     | 46 861                          | 1003,44    | 47                                | 52,4            | 6                 | 41,91                                          | 45,79                                        | 40,9%                                | 1 484                                                             | 17,0%                                             |
|        | Kołobrzeg  | 79 399                          | 724,66     | 110                               | 62,1            | 7                 | 94,61                                          | 98,33                                        | 23,0%                                | 1 612                                                             | 9,0%                                              |
|        | Koszalin   | 66 465                          | 1 653,46   | 40                                | 21,2            | 8                 | 80,90                                          | 86,77                                        | 16,3%                                | 1 070                                                             | 21,7%                                             |
|        | Łobez      | 36 514                          | 1 065,13   | 34                                | 52,9            | 5                 | 39,59                                          | 39,19                                        | 17,4%                                | 878                                                               | 24,0%                                             |
|        | Myślibórz  | 65 426                          | 1 182,40   | 55                                | 59,0            | 5                 | 66,32                                          | 70,72                                        | 40,7%                                | 1 014                                                             | 13,5%                                             |
|        | Police     | 81 229                          | 665,33     | 122                               | 47,3            | 4                 | 78,56                                          | 79,70                                        | 11,8%                                | 1 355                                                             | 9,8%                                              |
|        | Pyrzyce    | 39 251                          | 726,00     | 54                                | 41,8            | 6                 | 42,31                                          | 43,29                                        | 38,5%                                | 896                                                               | 20,5%                                             |
|        | Sławno     | 56 010                          | 1 043,20   | 54                                | 47,1            | 6                 | 56,55                                          | 58,24                                        | 42,8%                                | 1 021                                                             | 19,5%                                             |
|        | Stargard   | 12 0151                         | 1 519,94   | 79                                | 65,1            | 10                | 102,81                                         | 109,67                                       | 25,0%                                | 1 028                                                             | 15,7%                                             |
|        | Szczecinek | 77 394                          | 1 765,42   | 44                                | 65,1            | 6                 | 95,72                                          | 95,70                                        | 43,4%                                | 999                                                               | 21,9%                                             |
|        | Świdwin    | 46 526                          | 1093,06    | 43                                | 49,8            | 6                 | 62,96                                          | 62,56                                        | 17,1%                                | 929                                                               | 21,1%                                             |
|        | Wałcz      | 52 929                          | 1 414,98   | 37                                | 61,6            | 5                 | 45,26                                          | 45,99                                        | 71,9%                                | 1 050                                                             | 15,3%                                             |

## Arquitetura

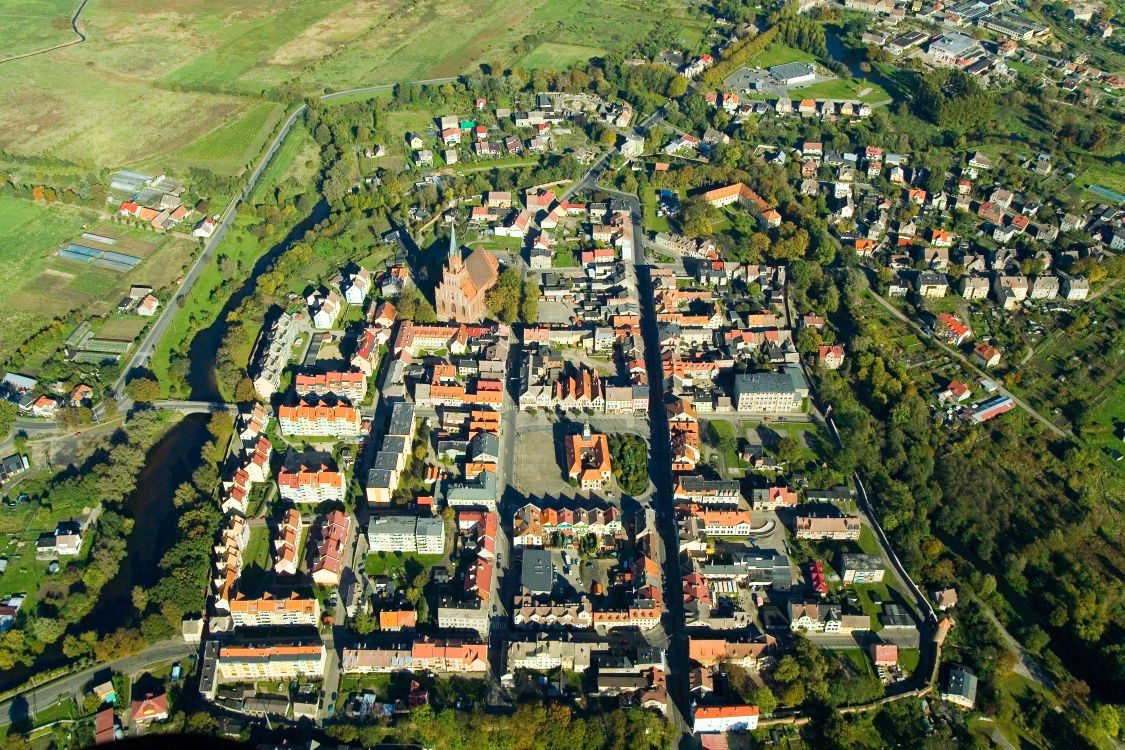
Plano urbanístico de Trzebiatów

Os recursos culturais da voivodia incluem 2 893 monumentos imóveis e 1 547 monumentos móveis inscritos no registro de monumentos, bem como objetos nos registros de conservação. Existem três monumentos históricos na voivodia: o complexo da catedral em Kamień Pomorski e o complexo da igreja da Bem-aventurada Virgem Maria, Rainha do Mundo e as muralhas medievais da cidade de Stargard.

### Urbanismo e arquitetura
Existem planos urbanísticos de antigas cidades com características medievais, que se mantiveram inalteradas. Neles se encontram igrejas paroquiais, câmaras municipais e complexos de edifícios burgueses - principalmente do século XIX, mas também casas com uma certidão de nascimento mais antiga dos séculos XV-XVII. Os planos urbanísticos da cidade velha em Cedynia, Darłowo, Dobra perto de Nowogard, Lipiany, Maszewo, Mieszkowice, Moryń, Myślibórz, Trzebiatów, Trzcińsko-Zdrój e Wolin estão em boas condições. Atualmente, os complexos da Cidade Velha em Estetino, Stargard e Kołobrzeg estão sendo reconstruídos.

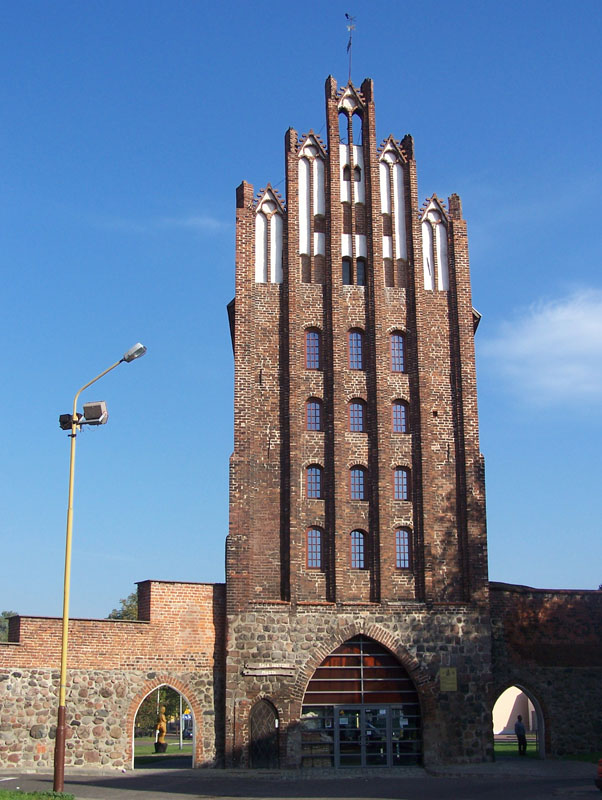
Portão Wolin em Goleniów

Há um grande grupo de cidades na voivodia com muralhas defensivas claramente preservadas com torres, bastiões, portões e fossos da Idade Média. Eles são únicos no país em termos de número e valor histórico. Os mais bem preservados são as muralhas em Drawsko Pomorskie, Koszalin, Mieszkowice, Pyrzyce, Recz, Stargard e Trzcińsko-Zdrój. Entre elas, há exemplos de arquitetura de defesa de cidade de classe europeia, como o Portão Świecka e Barnkowska em Chojna, o Portão Wolin em Goleniów, o Portão Wałowa, Portão Młyńska e Portão Pyrzycka em Stargard.

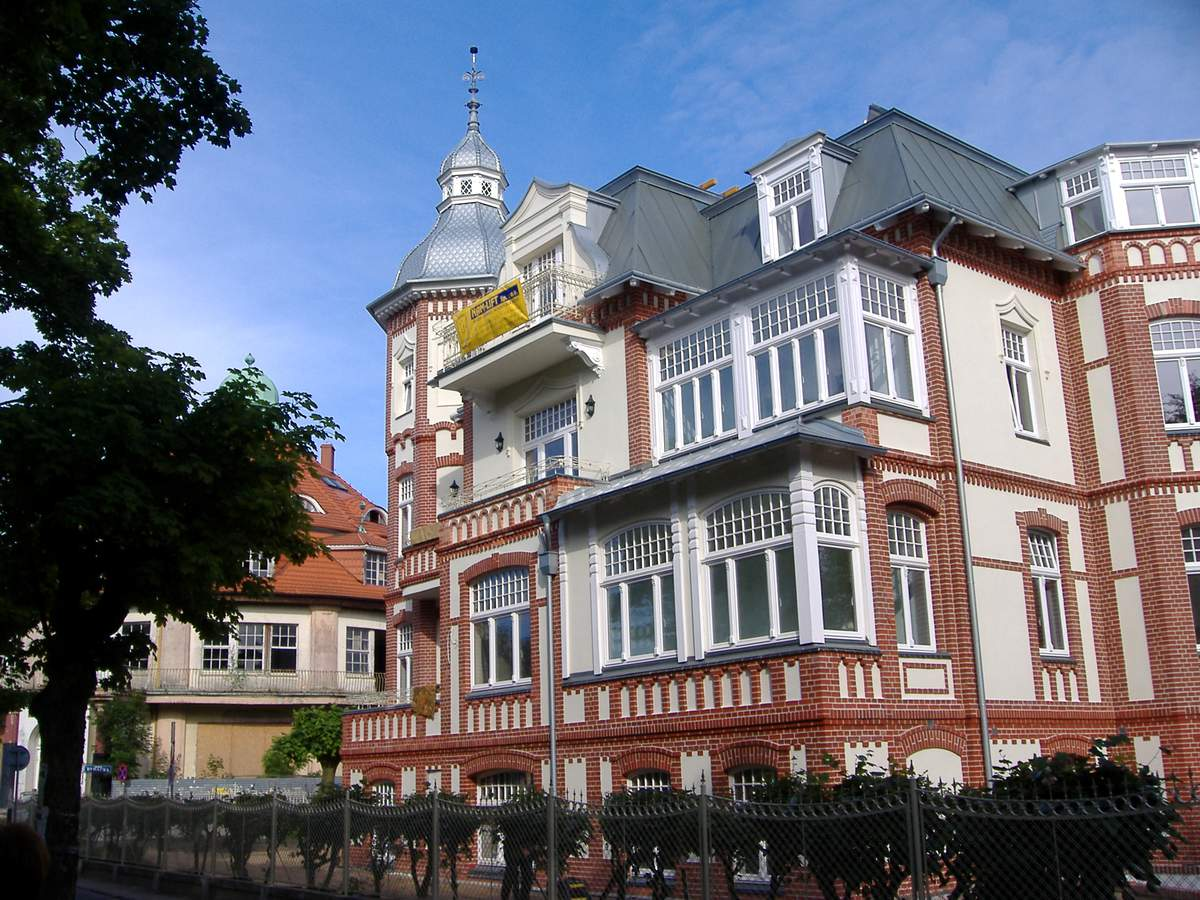
Edifício histórico em Międzyzdroje

Em alguns resorts, a arquitetura da estância termal foi mantida, relacionada ao desenvolvimento de funções recreativas e de lazer no final do século XIX, principalmente no cinturão costeiro (Świnoujście, Kamień Pomorski, Dziwnów, Kołobrzeg), bem como nas áreas de águas curativas ou lamas medicinais (Trzcińsko-Zdrój, Połczyn-Zdrój). Esta arquitetura segue os padrões suíços e do sul da Alemanha. As cidades acima mencionadas ainda são, em sua maioria, funções de resort e recreação, mas o layout e os edifícios estão significativamente degradados, ou seja, aqueles elementos do layout espacial que constituem muitas cidades termais históricas e tradicionais da Europa.
Existem estruturas urbanísticas rurais com características medievais, em formato circular, oval ou distribuídas ao longo das estradas rurais, com tijolos preservados e edifícios agrícolas em enxaimel do século XIX, com exemplos de edifícios mais antigos do século XVIII (por exemplo, nas proximidades de Pyrzyce, o cinturão à beira-mar).

### Castelos, residências

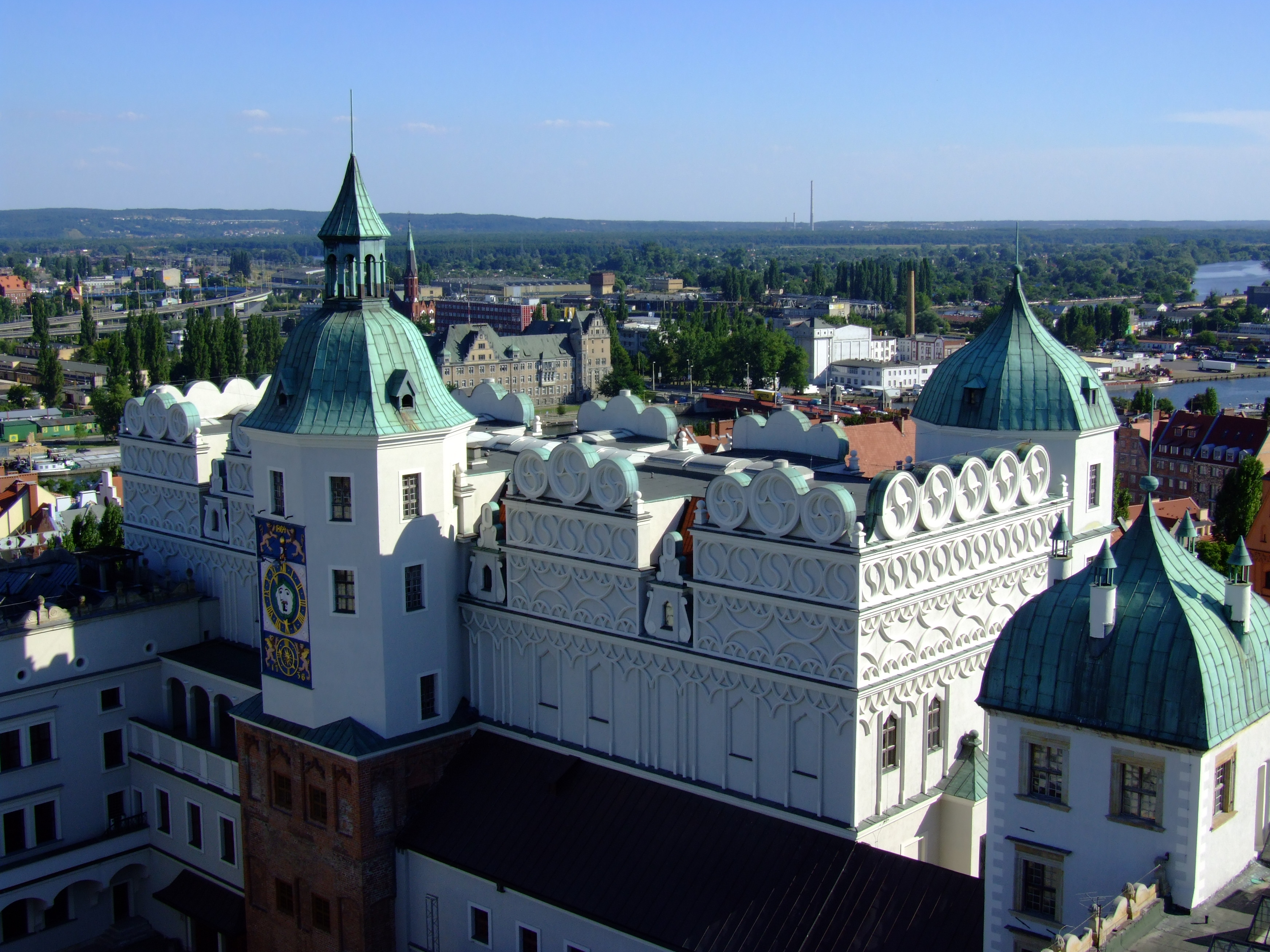
Castelo dos Duques da Pomerânia em Estetino

A voivodia da Pomerânia Ocidental tem castelos que eram os centros de poder dos duques e bispos da Pomerânia. Os mais impressionantes são: o Castelo dos Duques da Pomerânia em Estetino e o Castelo dos Duques da Pomerânia em Darłowo. Os demais castelos estão em Białogard, Pęzino, Swobnica e Świdwin. As relíquias dos castelos estão localizadas em Dobra perto de Nowogard, Drawno, Stary Drawsko, Golczewo, Karlino, Moryń e Złocieniec.

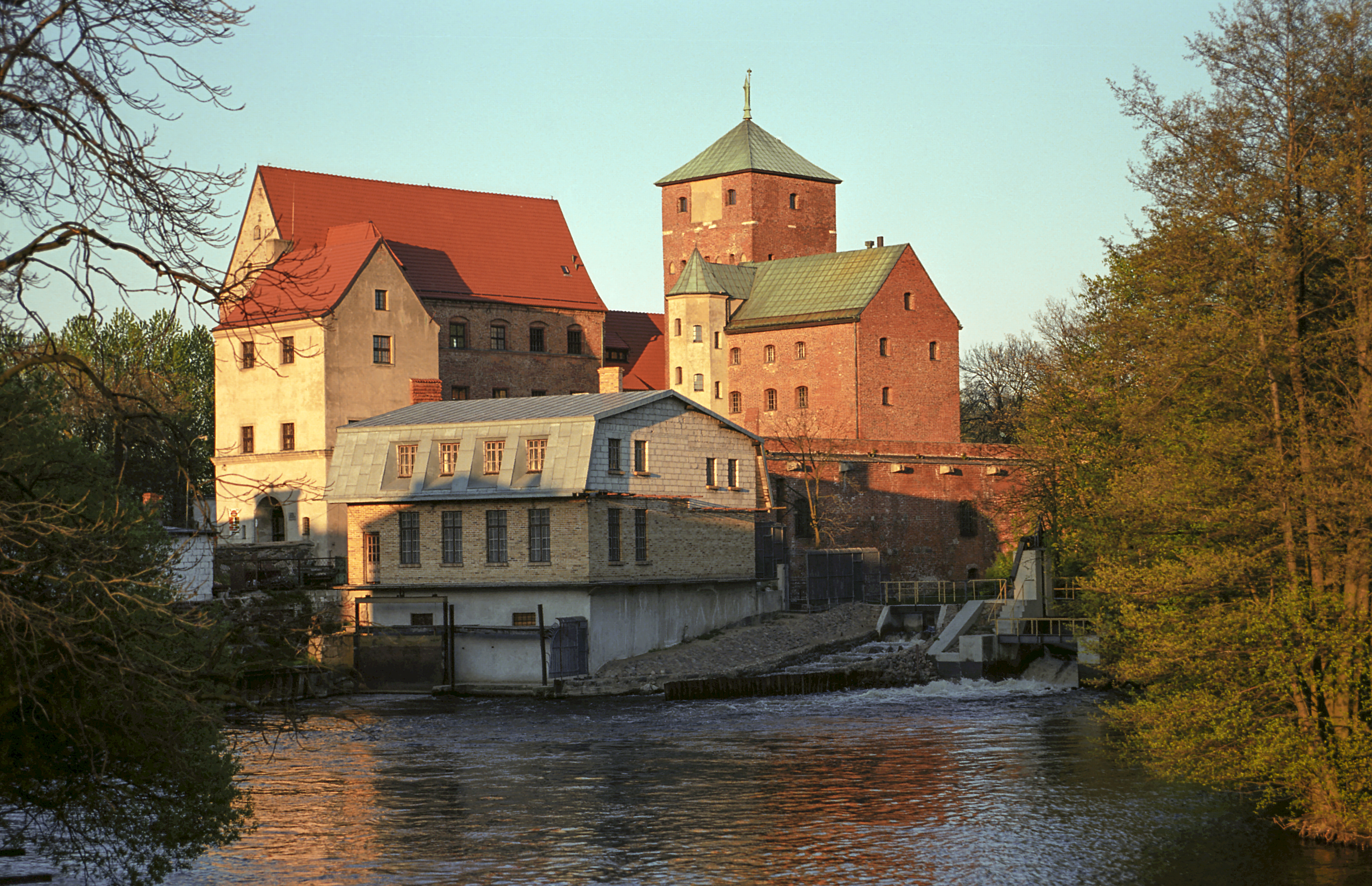
Castelo dos Duques da Pomerânia em Darłowo

Existem residências da Pomerânia na voivodia, que são um palácio senhorial e complexos de parques com fazendas, e fazem parte da paisagem da maioria das aldeias da Pomerânia. A maioria delas são mansões do século XIX, mas também mais antigas, do século XVIII, como as fundações barrocas únicas em Świerzno e Niepołck. Os edifícios residenciais apresentam ecletismo característico do século XIX. Das muitas residências anteriores, apenas os parques com árvores antigas valiosas permanecem, como o parque em Zatoń Dolna, que tem valores supralocais.

### Edifícios religiosos

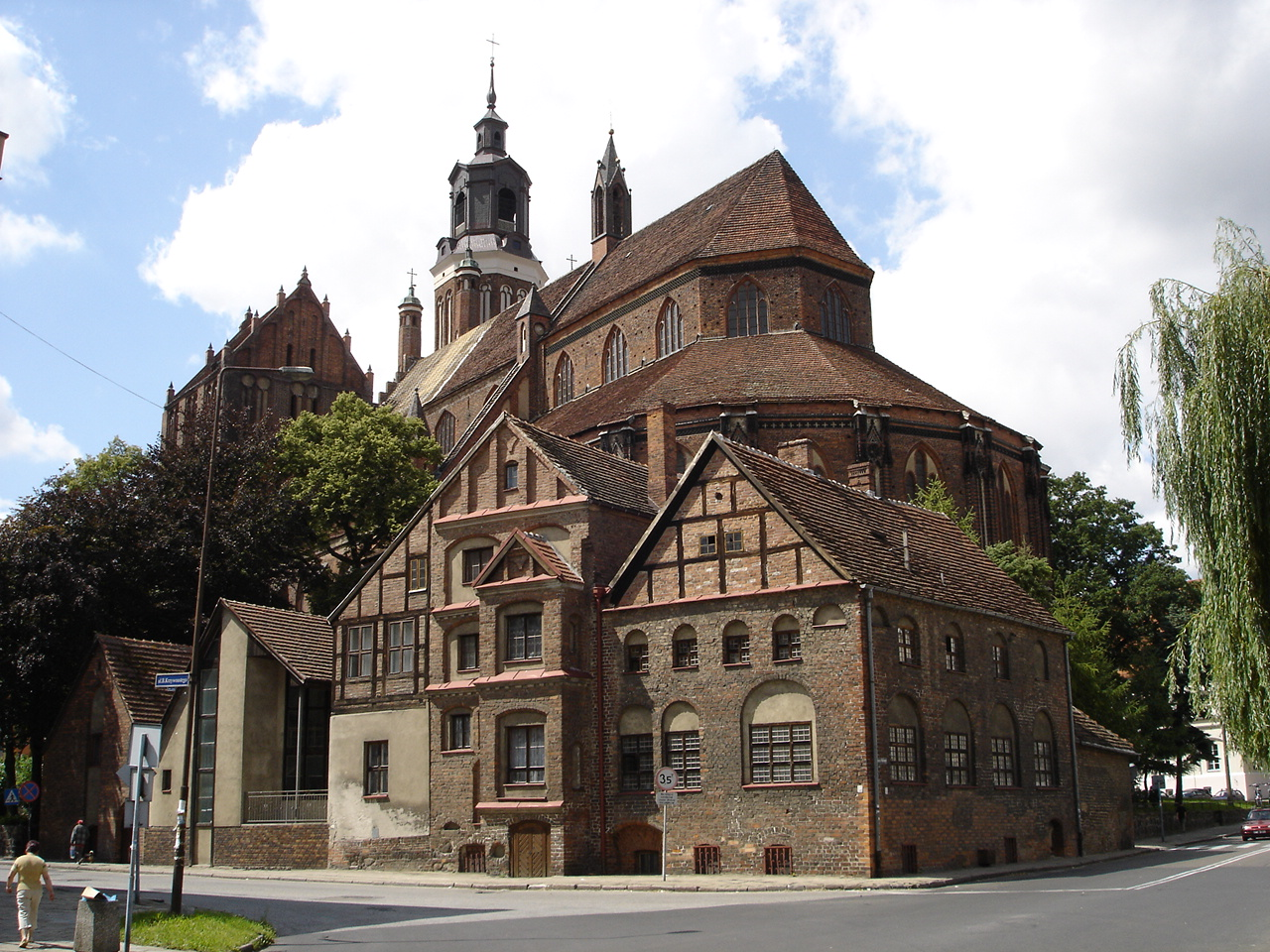
Igreja colegiada Maria Santíssima, Rainha do Mundo em Stargard

Da Idade Média ao século XIX, os edifícios religiosos foram e continuam a ser dominantes no desenvolvimento das cidades e aldeias. Os edifícios religiosos mais antigos da Pomerânia datam dos séculos XII e XIII. Estes incluem igrejas de granito românicas e do início do gótico. É um grupo de igrejas municipais e rurais localizadas na parte sudoeste da voivodia, que é uma continuação deste tipo de estrutura no lado oeste do rio Oder (incluindo a comuna de Moryń, Chojna e Mieszkowice). Os edifícios sagrados mais valiosos incluem a catedral em Kamień Pomorski com os edifícios do Conjunto Habitacional da Catedral, a colegiada da Virgem Maria, Rainha do Mundo em Stargard  e a Catedral da Virgem Maria em Kołobrzeg [16]. Nas regiões nordeste da voivodia (característica dessas áreas) existem mais de 70 igrejas rurais em enxaimel (principalmente rurais) dos séculos XVII e XVIII.

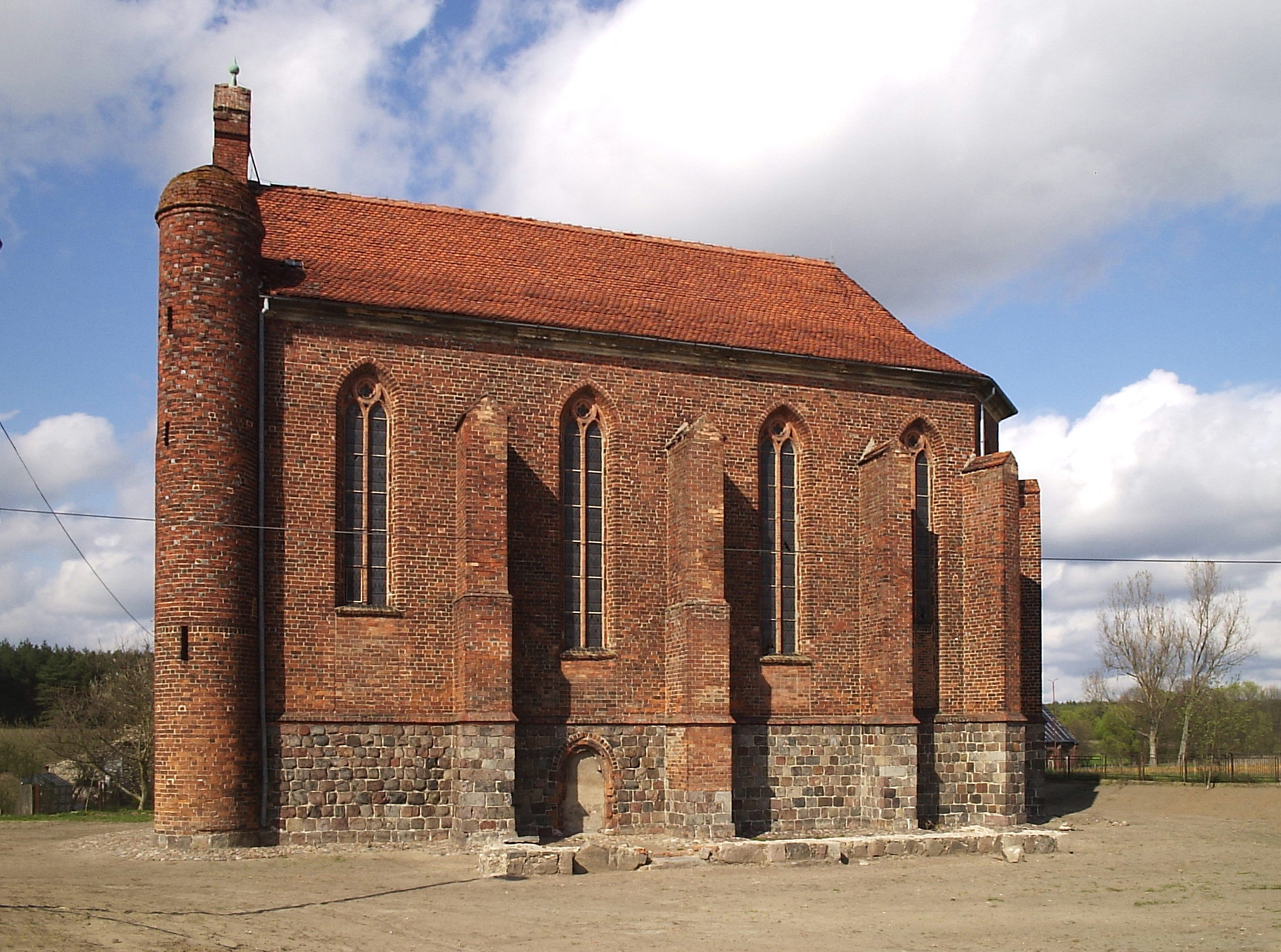
Igreja de Santo Estanislau Kostka em Chwarszczany

Na Pomerânia Ocidental, operaram as ordens cisterciense, hospitaleira, premonstratense e templária, que na Idade Média construíram complexos de edifícios de mosteiros em Bierzwnik, Chwarszczany, Cedynia, Kołbacz, Marianowo, Jasienica, Pełczyce, Rurka e Buków Morskie.

### Monumentos técnicos

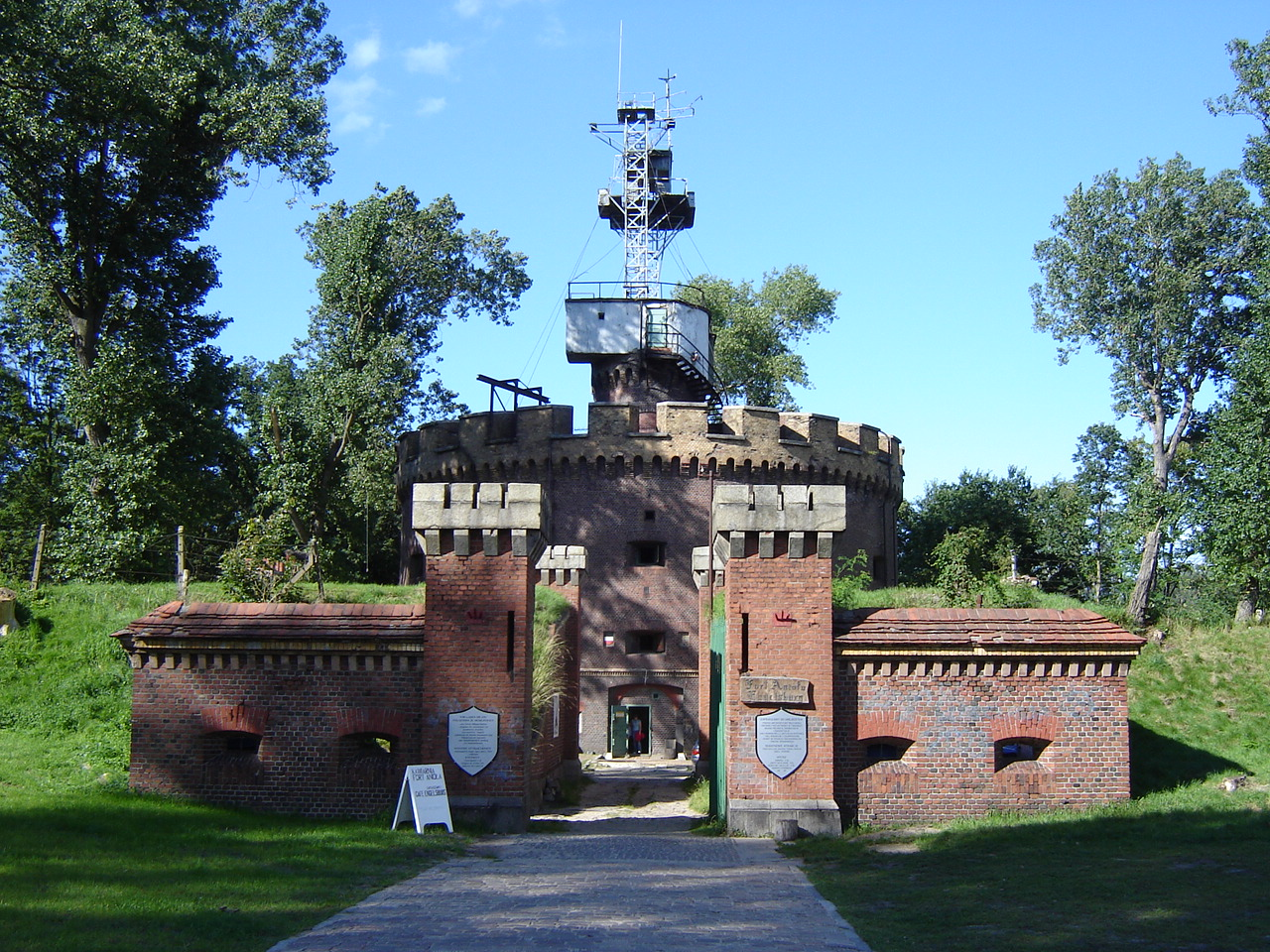
Forte do Anjo em Świnoujście

Muitos monumentos técnicos e industriais foram preservados na voivodia, que são de valor histórico, e ao mesmo tempo são usados até hoje. A evidência do desenvolvimento do pensamento técnico está relacionada principalmente ao desenvolvimento da indústria no século XIX, e as instalações militares testemunham a localização estratégica da voivodia da Pomerânia Ocidental. O primeiro grupo inclui moinhos de vento que deram continuidade às tradições de moagem que datam da Idade Média. Existem pequenas centrais hidrelétricas e outros aparelhos hidrotécnicos construídos nos maiores rios da região: rio Oder, Rega, Ina, Drawa, Parsęta. Existem complexos de dispositivos hidrotécnicos do rio Oder - um sistema de canais, eclusas, açudes, entre outros, do Cedyński Polder e Międzyodrze. As linhas ferroviárias de bitola estreita sobreviveram, a maioria delas estão indisponíveis atualmente, e algumas delas estão em operação (linhas Gryfice-Rewal e Koszalin-Wielino).

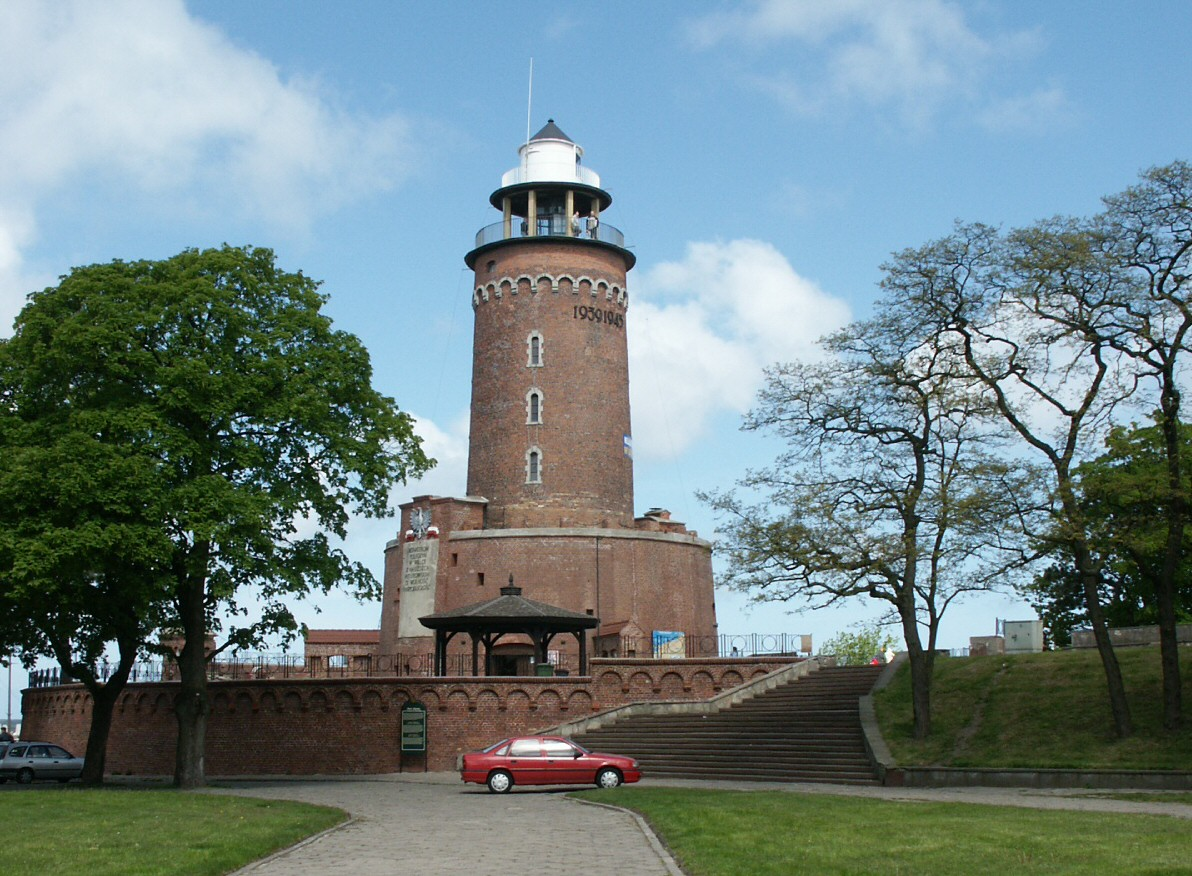
O farol em Kołobrzeg

O segundo grupo de monumentos de arte militar inclui as fortificações na área do rio Oder e da Muralha da Pomerânia, a faixa costeira, as ruínas da fortaleza de Kołobrzeg e o complexo de fortes do século XIX em Świnoujście. Os faróis do século XIX (em Świnoujście, Niechorze, Kołobrzeg) e os portos (em Estetino, Darłowo, Kołobrzeg) são os marcos característicos da localização costeira da voivodia.

### Arqueologia
Existem inúmeros monumentos arqueológicos na voivodia que testemunham a história mais antiga da Pomerânia Ocidental, como tumbas megalíticas da Idade da Pedra na área de Dolice e Przelewice; redutos da cultura lusaciana, principalmente do início da Idade Média; cemitérios da Idade do Bronze nas áreas de Wolin, Dolice, Osina, Przelewice, Trzebiatów, perto de Świelub; um cemitério com círculos de pedra em Grzybnica, perto de Koszalin; fortaleza nas terras altas, porto medieval e cemitério crematório em Budzistowo.

## Urbanização

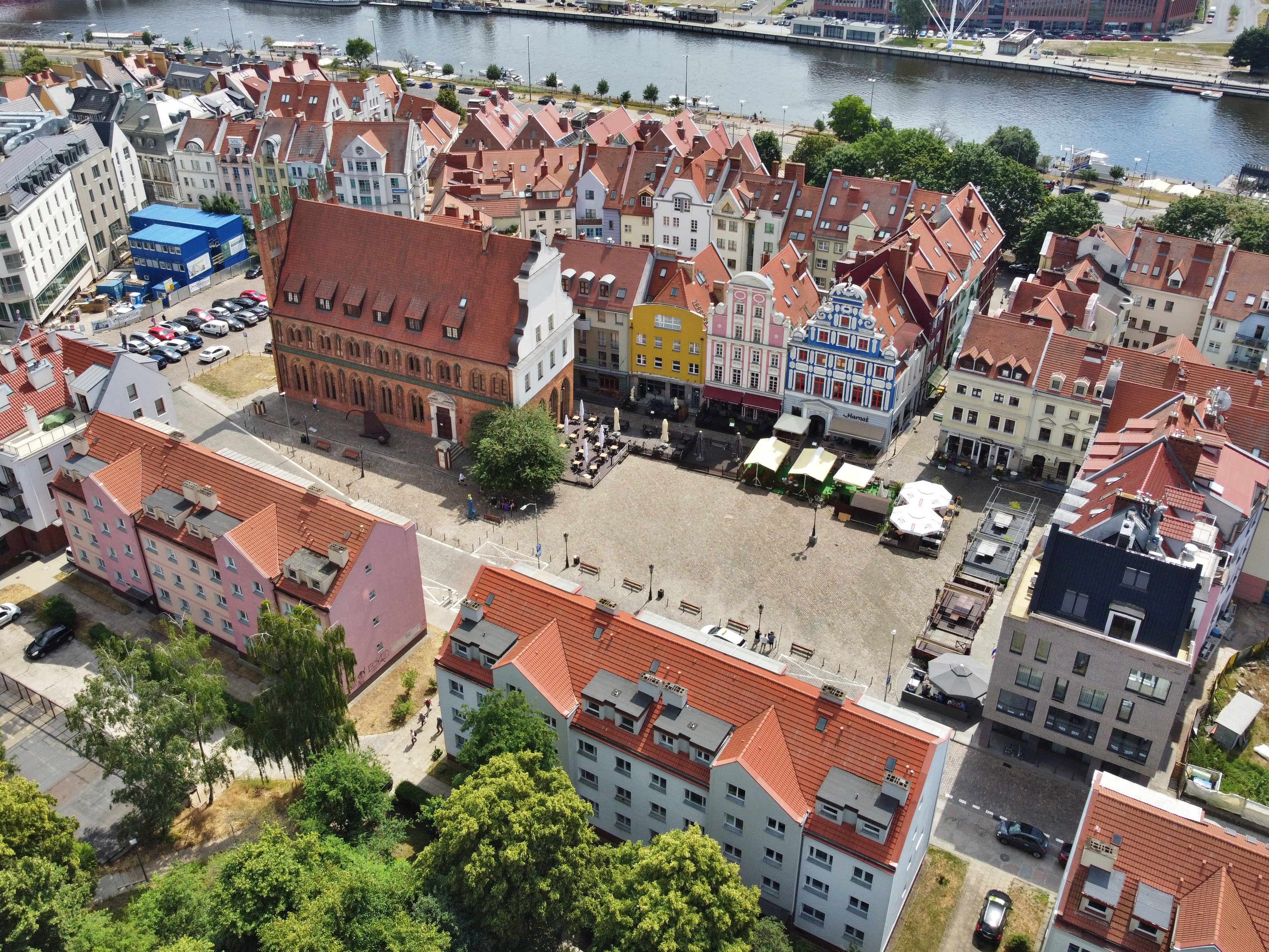
Cidade velha de Szczecin

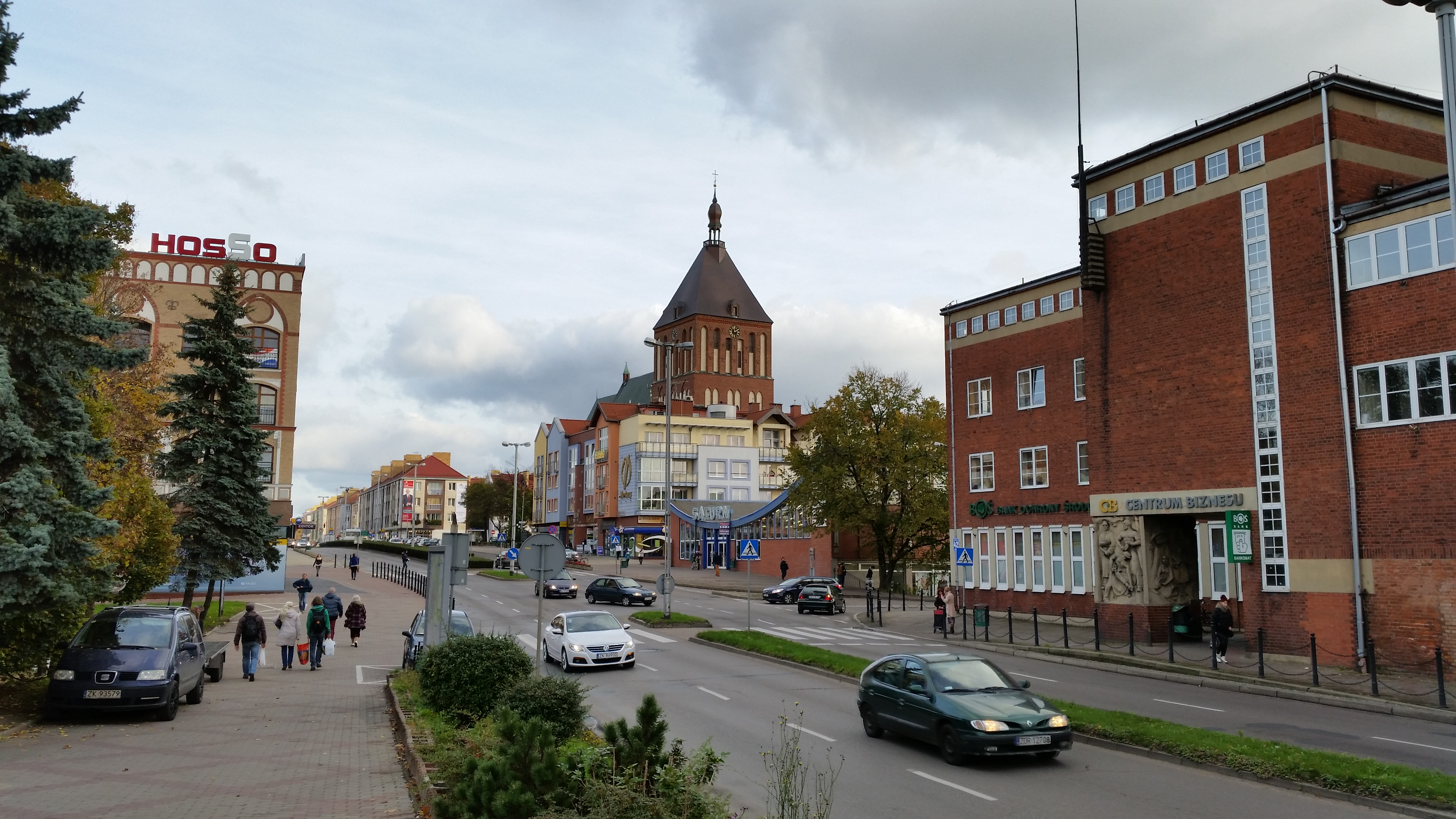
Rua Zwycięstwa em Koszalin

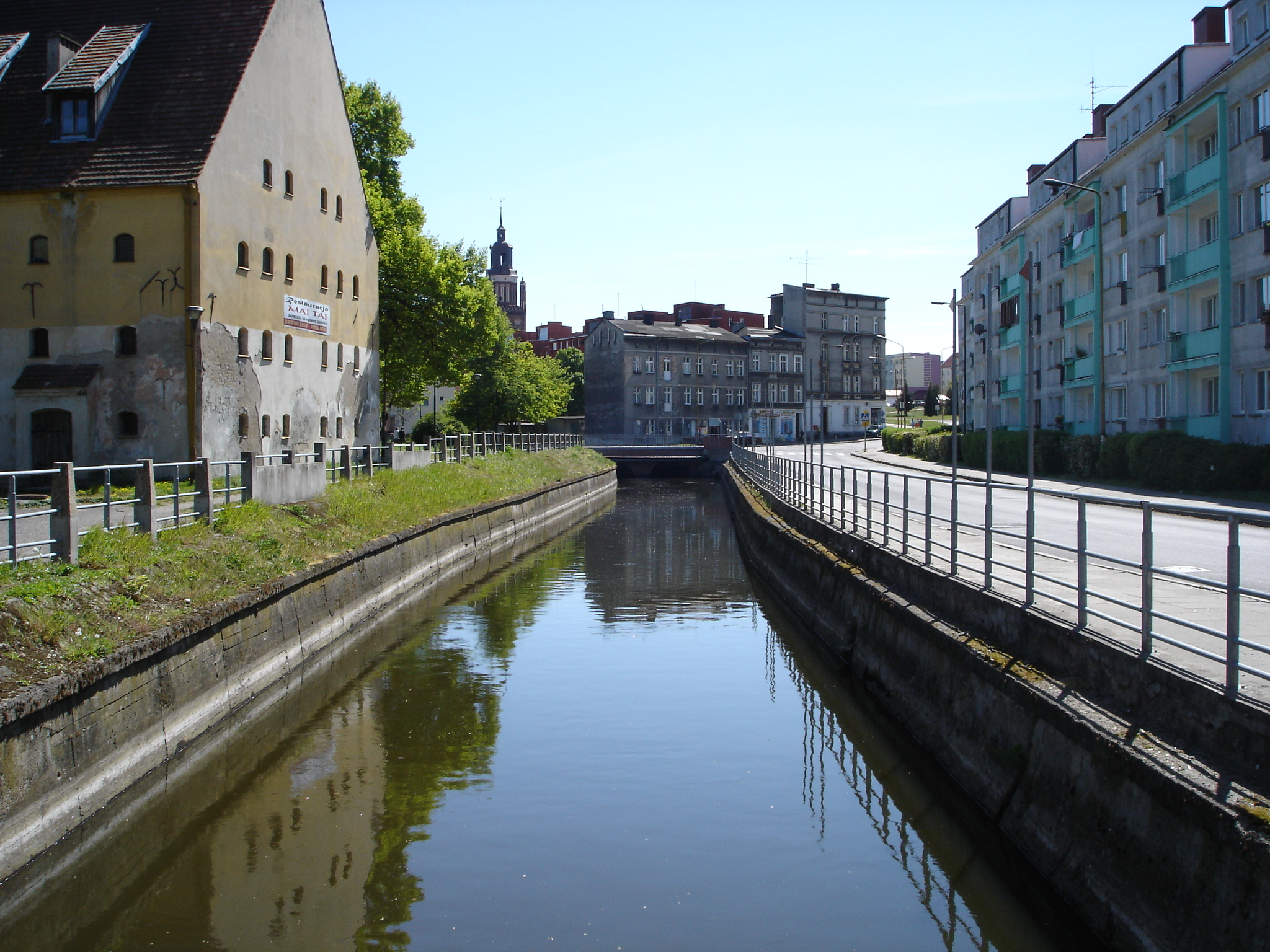
Canal Młyński em Stargard

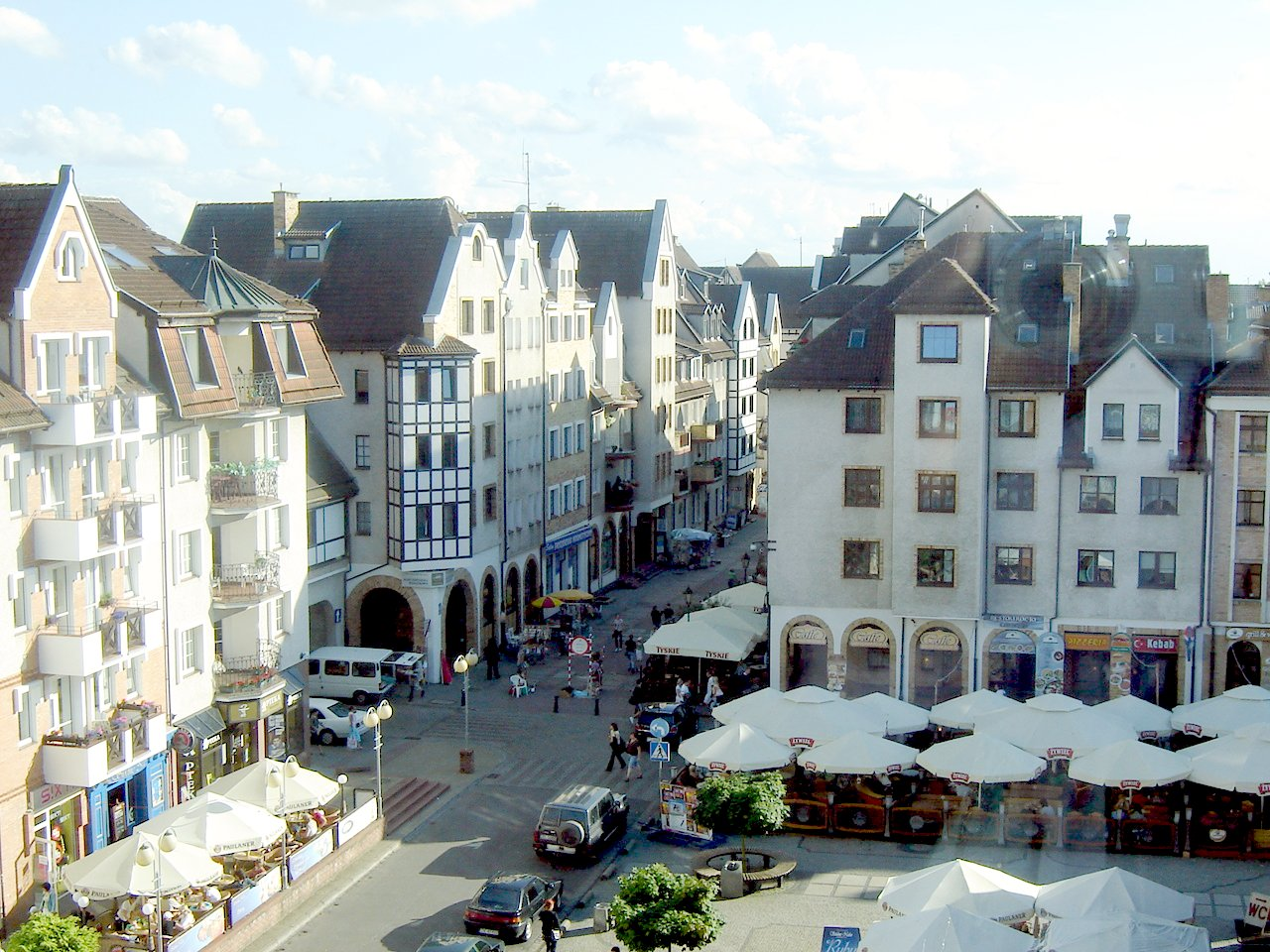
Edifícios na praça da Câmara Municipal em Kołobrzeg

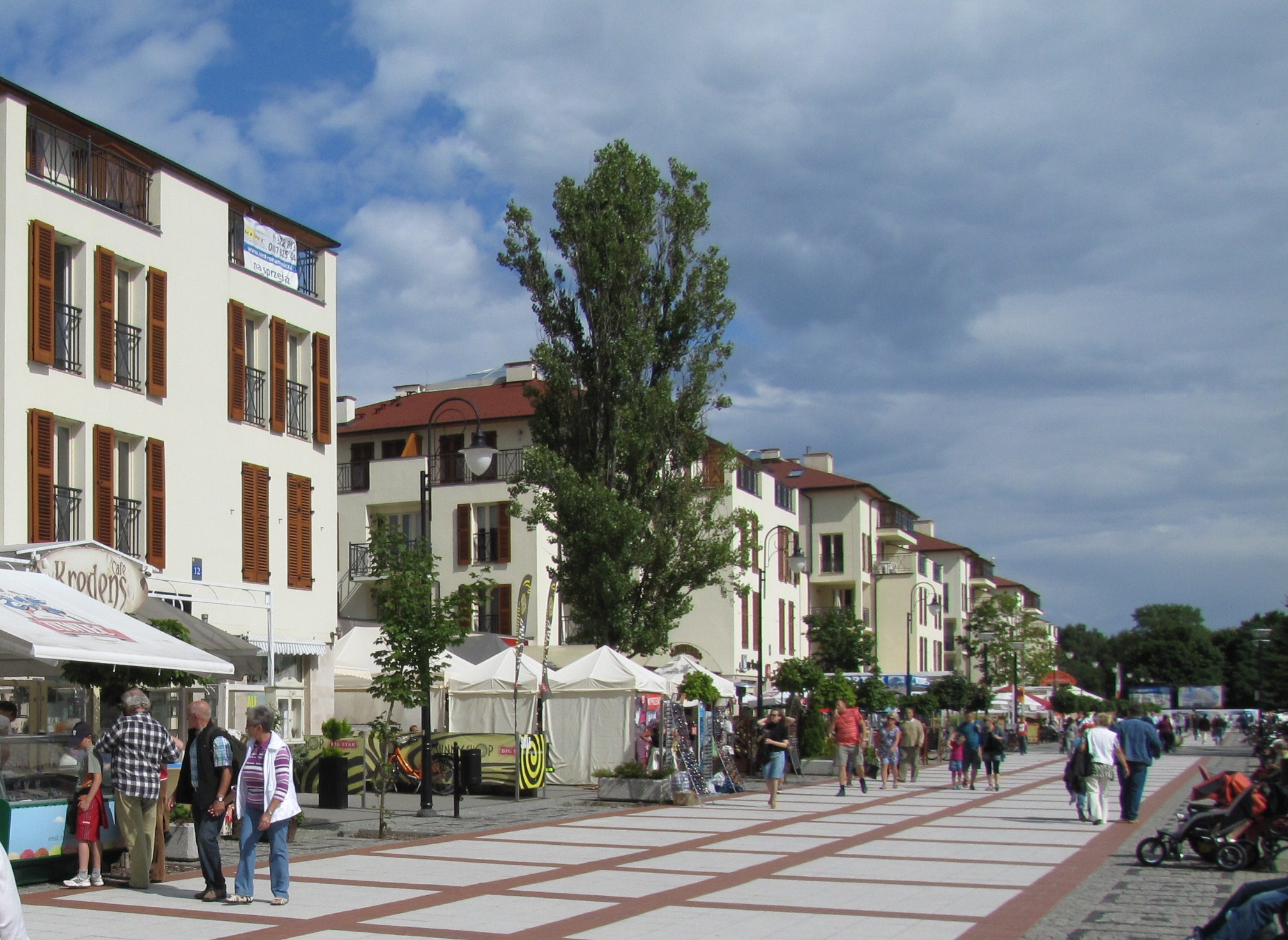
Edifícios na Promenade em Świnoujście

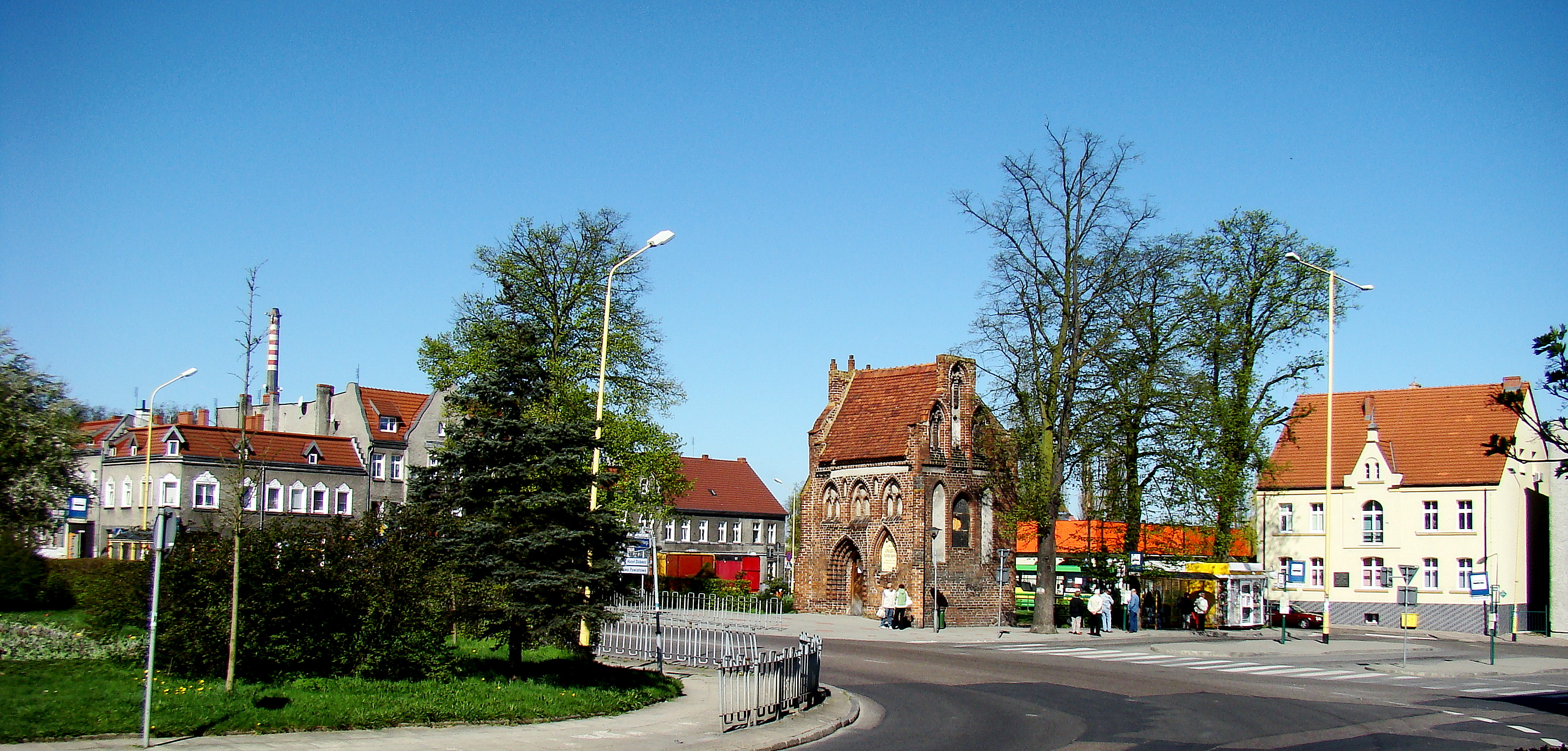
Praça Bolesław Chrobry em Police

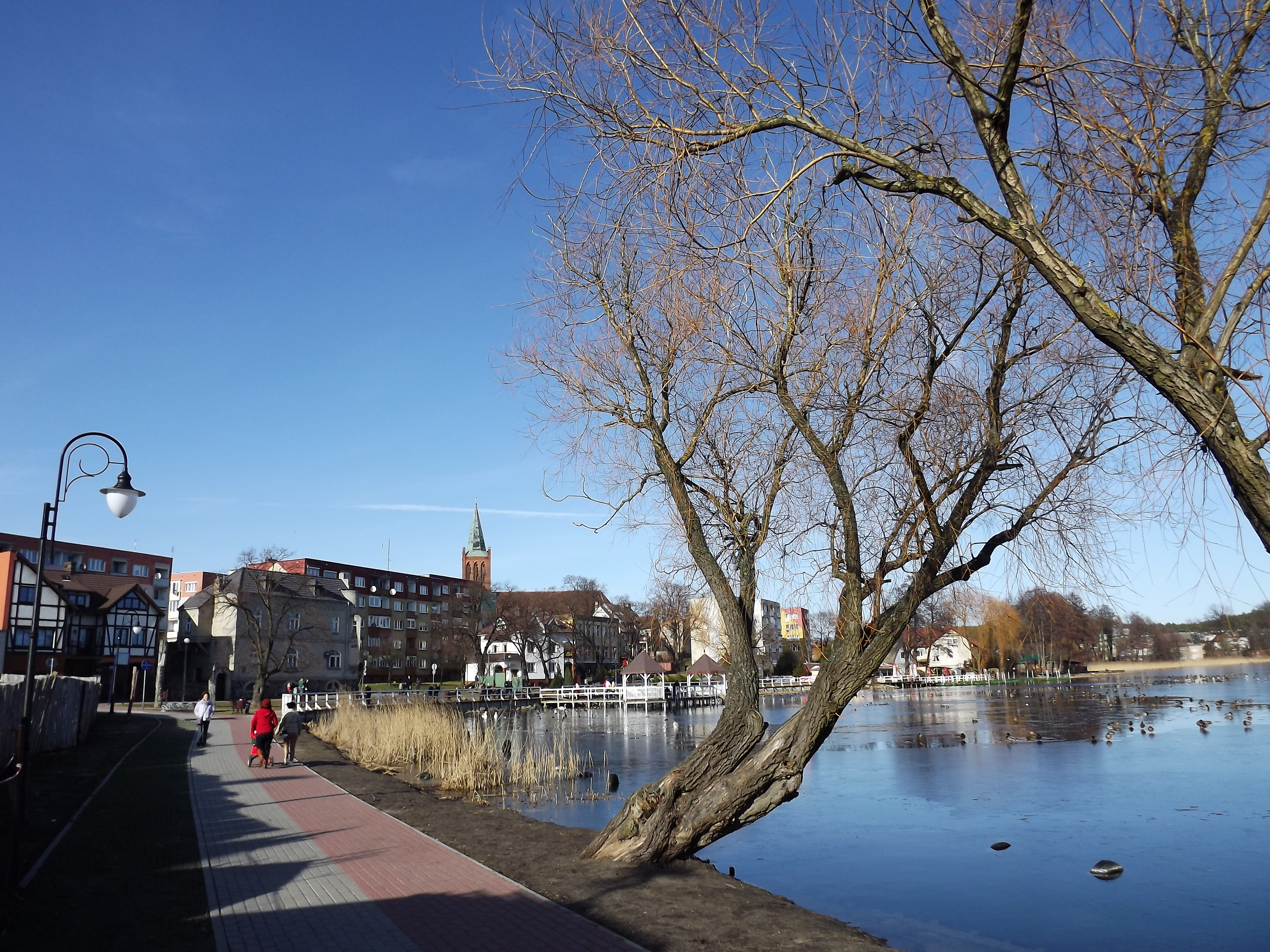
Passeio à beira do lago em Barlinek

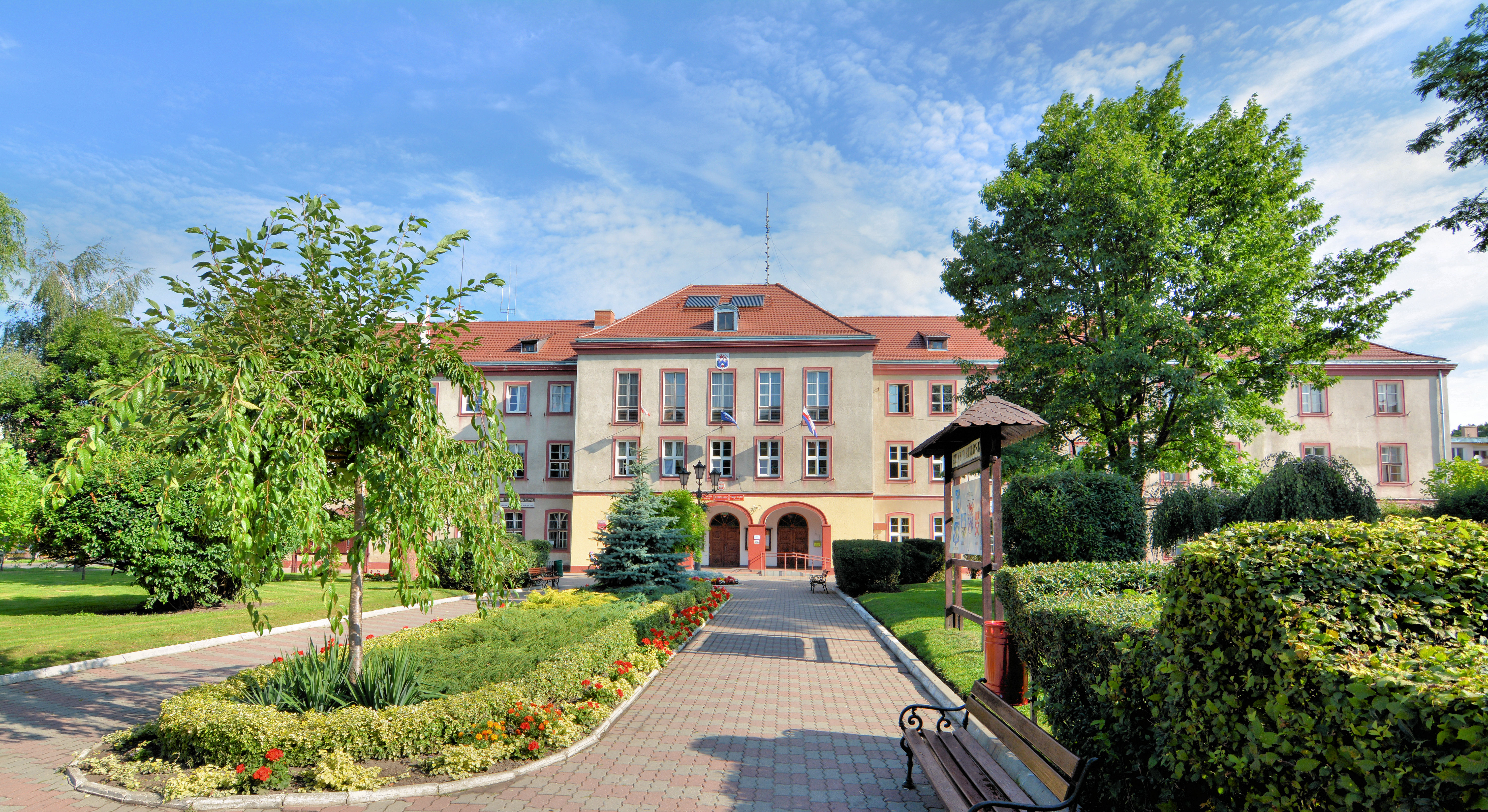
Edifício da Prefeitura Municipal de Pyrzyce

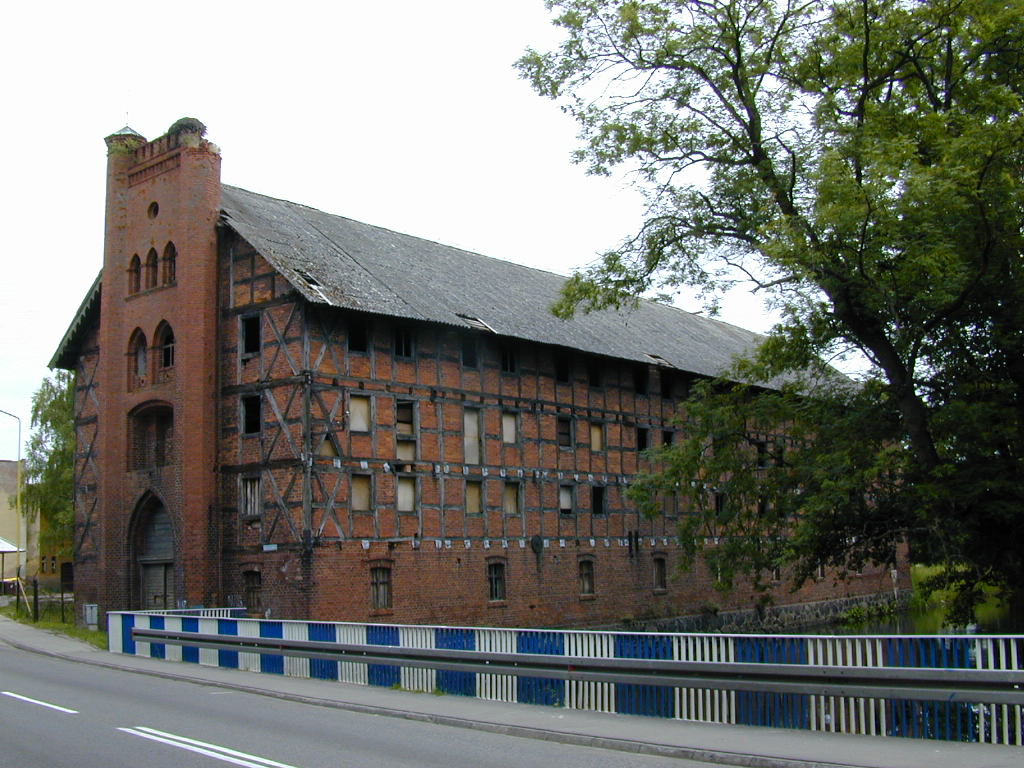
Celeiro em Karlino

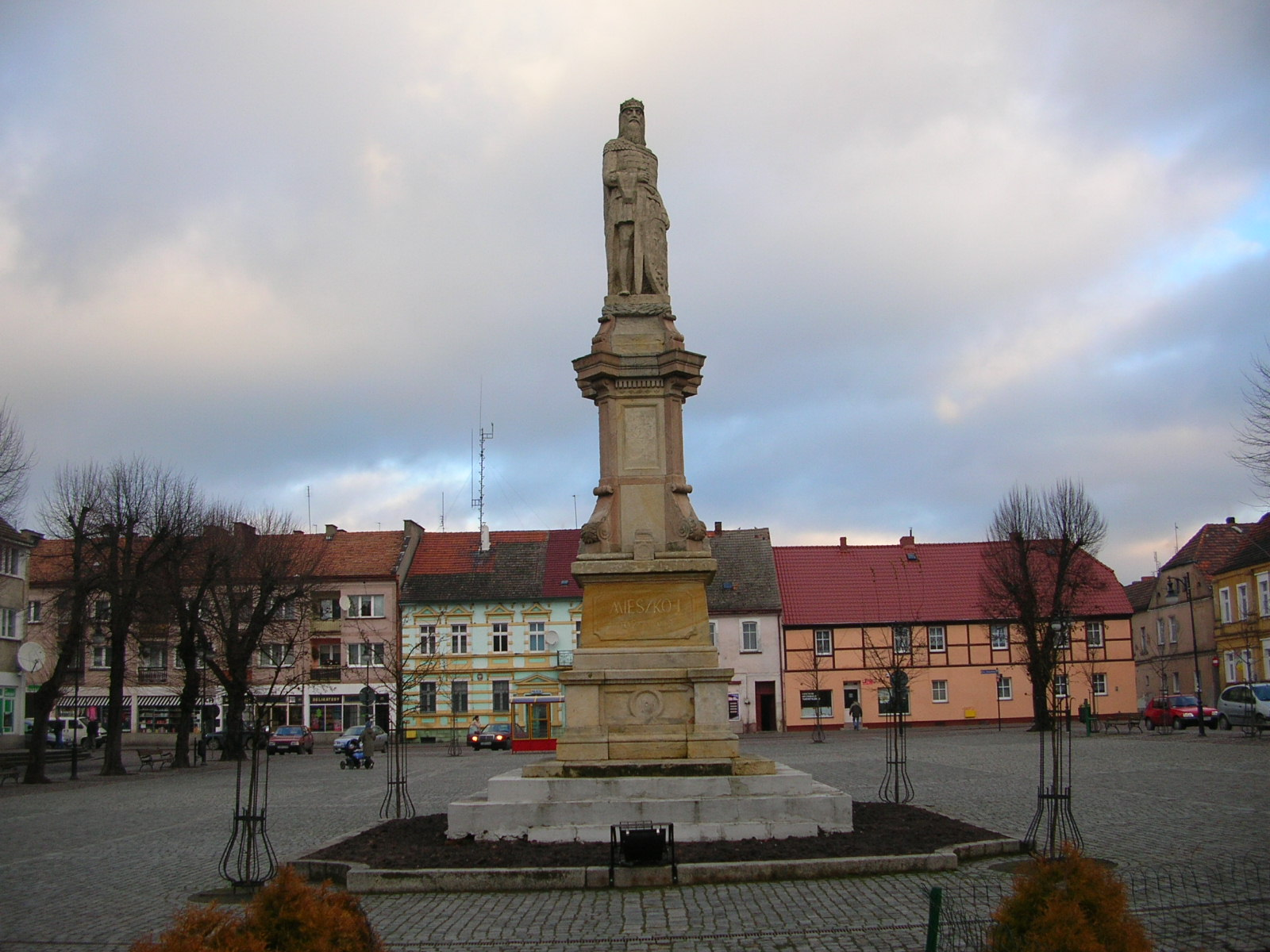
Praça principal em Mieszkowice

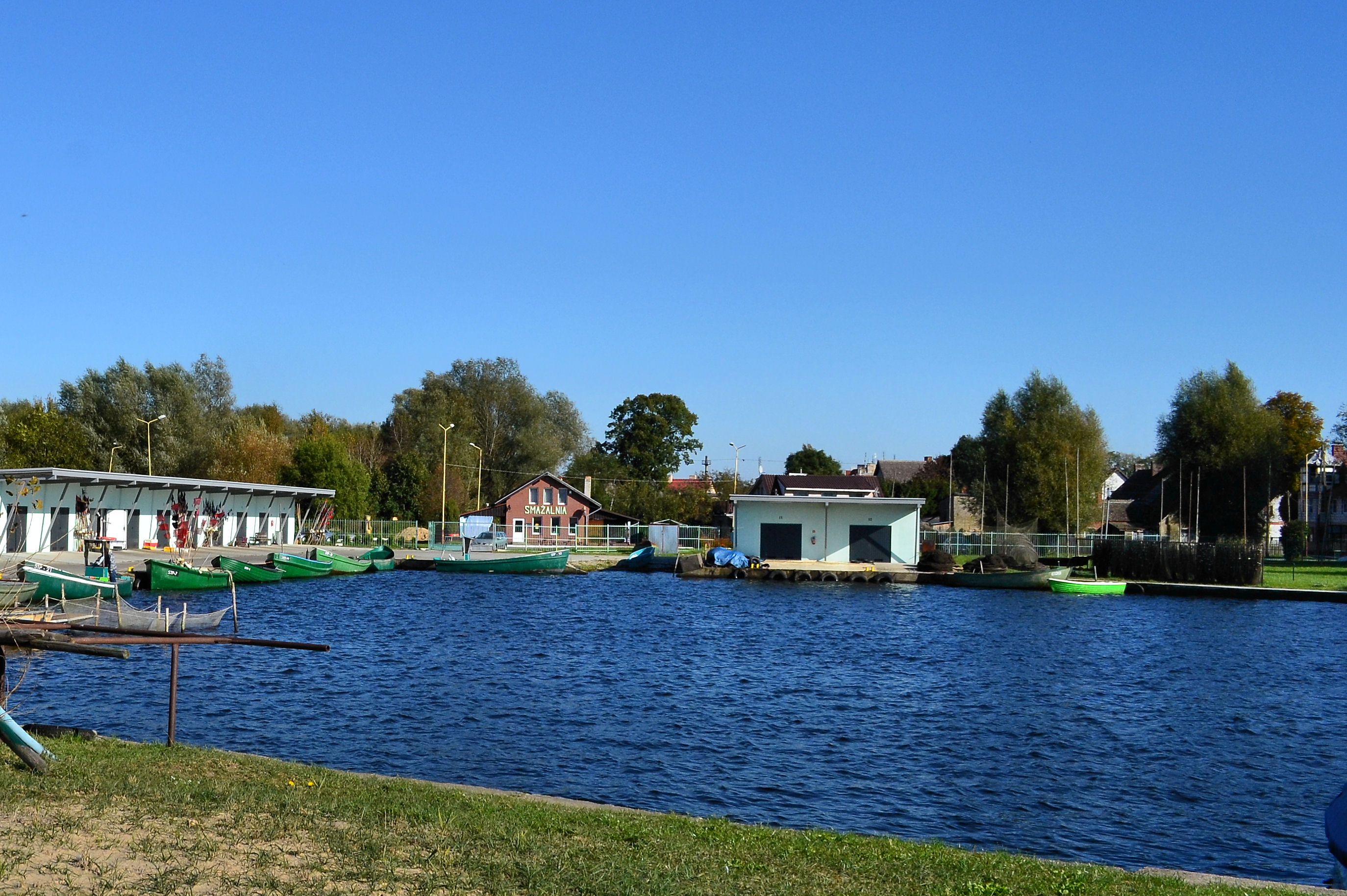
Porto marítimo em Stepnica

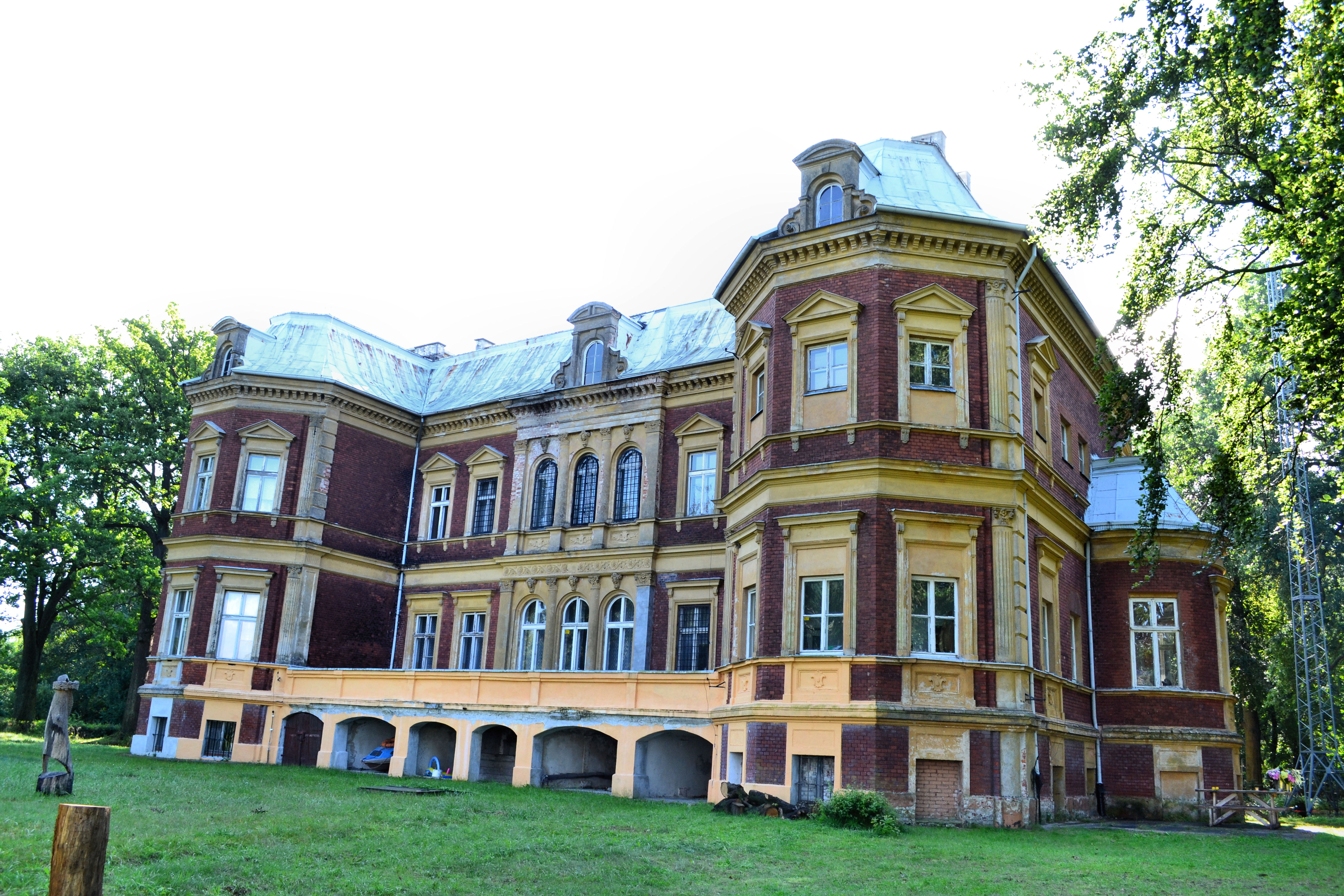
Palácio em Nowe Warpno

Existem 66 cidades na voivodia da Pomerânia Ocidental, incluindo 3 cidades com direitos de condado.
População de acordo com dados de 30 de junho de 2020 e área de superfície de acordo com os dados do Escritório Central de Estatística da Polônia de 30 de junho de 2014 (as sedes dos condados estão sublinhadas, cidades com direitos de condado em negrito):
| Brasão | Cidade            | População | Área (km²) |
| ------ | ----------------- | --------- | ---------- |
|        | Szczecin          | 400 990   | 300,55     |
|        | Koszalin          | 106 880   | 98,34      |
|        | Stargard          | 67 753    | 48,08      |
|        | Kołobrzeg         | 46 271    | 25,67      |
|        | Świnoujście       | 40 864    | 197,23     |
|        | Szczecinek        | 39 885    | 48,48      |
|        | Police            | 32 419    | 37,31      |
|        | Wałcz             | 25 115    | 38,17      |
|        | Białogard         | 24 049    | 25,73      |
|        | Goleniów          | 22 079    | 11,78      |
|        | Gryfino           | 21 070    | 9,58       |
|        | Nowogard          | 16 553    | 12,44      |
|        | Gryfice           | 16 296    | 12,40      |
|        | Świdwin           | 15 411    | 22,38      |
|        | Choszczno         | 15 032    | 9,58       |
|        | Darłowo           | 13 657    | 20,21      |
|        | Dębno             | 13 654    | 19,51      |
|        | Barlinek          | 13 625    | 17,55      |
|        | Złocieniec        | 12 796    | 32,28      |
|        | Pyrzyce           | 12 569    | 38,79      |
|        | Sławno            | 12 432    | 15,83      |
|        | Drawsko Pomorskie | 11 496    | 22,33      |
|        | Myślibórz         | 11 061    | 15,04      |
|        | Łobez             | 10 036    | 12,84      |
|        | Trzebiatów        | 9 930     | 10,25      |
|        | Kamień Pomorski   | 8 756     | 10,74      |
|        | Połczyn-Zdrój     | 7 994     | 7,21       |
|        | Chojna            | 7 416     | 12,12      |
|        | Czaplinek         | 7 110     | 13,62      |
|        | Sianów            | 6 602     | 15,88      |
|        | Karlino           | 5 896     | 9,40       |
|        | Międzyzdroje      | 5 318     | 4,50       |
|        | Borne Sulinowo    | 5 100     | 18,15      |
|        | Wolin             | 4 769     | 14,47      |
|        | Kalisz Pomorski   | 4 373     | 11,96      |
|        | Resko             | 4 174     | 4,49       |
|        | Bobolice          | 3 945     | 4,77       |
|        | Płoty             | 3 922     | 4,12       |
|        | Lipiany           | 3 894     | 5,54       |
|        | Barwice           | 3 619     | 7,52       |
|        | Mieszkowice       | 3 591     | 4,73       |
|        | Maszewo           | 3 349     | 5,54       |
|        | Chociwel          | 3 145     | 3,67       |
|        | Mirosławiec       | 3 070     | 2,13       |
|        | Mielno            | 2 933     | 33,45      |
|        | Polanów           | 2 882     | 7,37       |
|        | Recz              | 2 866     | 12,40      |
|        | Węgorzyno         | 2 770     | 6,85       |
|        | Golczewo          | 2 669     | 7,42       |
|        | Dziwnów           | 2 653     | 4,97       |
|        | Pełczyce          | 2 587     | 13,07      |
|        | Tychowo           | 2 519     | 4,10       |
|        | Stepnica          | 2 471     | 3,40       |
|        | Gościno           | 2 430     | 5,70       |
|        | Człopa            | 2 295     | 6,27       |
|        | Dobra             | 2 291     | 2,37       |
|        | Drawno            | 2 259     | 5,03       |
|        | Trzcińsko-Zdrój   | 2 241     | 2,33       |
|        | Dobrzany          | 2 225     | 5,34       |
|        | Biały Bór         | 2 192     | 12,82      |
|        | Ińsko             | 1 914     | 7,48       |
|        | Tuczno            | 1 913     | 9,21       |
|        | Moryń             | 1 627     | 5,54       |
|        | Cedynia           | 1 516     | 1,67       |
|        | Suchań            | 1 456     | 3,57       |
|        | Nowe Warpno       | 1 170     | 24,51      |

## Economia
| Ano  | PIB [milhões zł] | Crescimento do PIB | Fonte de dados |
| ---- | ---------------- | ------------------ | -------------- |
| 2011 | 57 698           | 5,5%               | [ 19 ]         |
| 2010 | 54 672           | 4,4%               | [ 19 ]         |
| 2009 | 52 389           | 2,0%               | [ 20 ]         |
| 2008 | 51 375           | 9,5%               | [ 20 ]         |
| 2007 | 46 904           | 9,4%               | [ 20 ]         |
| 2006 | 42 887           | 5,8%               | [ 21 ]         |
| 2005 | 40 533           | 6,3%               | [ 22 ]         |
| 2004 | 38 143           | desconhecido       | [ 23 ]         |

Em 2012, o produto interno bruto da voivodia da Pomerânia Ocidental totalizou 60,85 bilhões de złotys, o que representou 3,8% do PIB da Polônia. O produto interno bruto per capita foi de 35,3 milhões de zł (84,3% da média nacional), o que colocou a Pomerânia Ocidental em 8.º lugar em relação às outras voivodias.
O salário médio mensal de um habitante da voivodia da Pomerânia Ocidental no primeiro trimestre de 2014 ascendeu a 3 588,62 zł, o que a colocou em 8.º lugar em relação a todas as voivodias.

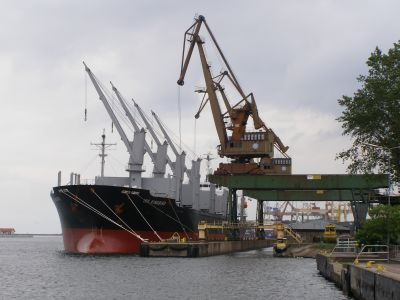
IVS Kingbird descarregado no porto de Świnoujście

Segundo dados de 2013, existiam 212,4 mil entidades empresariais privadas, das quais 164,1 mil eram de pessoas físicas que exerciam atividades comerciais. Eram 16,1 mil empresas comerciais e 4,7 mil delas tinham uma participação de capital estrangeiro. Além disso, existiam 7,1 mil entidades econômicas do setor público.
No final de setembro de 2019, o número de desempregados inscritos na voivodia ascendia a cerca de 40,2 mil habitantes, o que representa uma taxa de desemprego de 6,5% para os economicamente ativos. O mercado de trabalho da voivodia é caracterizado pela alta sazonalidade, onde um número significativo de empregos é gerado periodicamente na agricultura e no turismo, especialmente na faixa costeira. Na entressafra, os empregos criados tendem a desaparecer.
Segundo dados de 2013, 5,7% dos habitantes em domicílios da Pomerânia Ocidental tinham despesas abaixo da linha de pobreza extrema (ou seja, abaixo do nível mínimo de subsistência).
Em 2012, a venda da produção da indústria da voivodia da Pomerânia Ocidental ascendeu a 34,0 bilhões de zł, o que representou 2,9% da produção da indústria polonesa. As vendas da produção de construção e montagem na voivodia da Pomerânia Ocidental chegaram a 7,0 bilhões de zł, o que representou 4,3% da produção de construção e montagem polonesa.
| Atividade e local de trabalho                                           | Número empregados [mil] | Porcentagem empregados |
| ----------------------------------------------------------------------- | ----------------------- | ---------------------- |
| Agricultura, silvicultura, caça e pesca                                 | 50,0                    | 9,90%                  |
| Indústria                                                               | 100,1                   | 19,81%                 |
| Construção                                                              | 35,2                    | 6,97%                  |
| Comércio; conserto de veículos motorizados                              | 84,3                    | 16,68%                 |
| Gestão de transporte e armazenagem                                      | 34,0                    | 6,73%                  |
| Hospedagem e gastronomia                                                | 16,1                    | 3,19%                  |
| Informação e comunicação                                                | 7,6                     | 1,51%                  |
| Atividades financeiras e de seguros                                     | 10,8                    | 2,14%                  |
| Serviços do mercado imobiliário                                         | 7,9                     | 1,57%                  |
| Atividade profissional, científica e técnica                            | 17,0                    | 3,37%                  |
| Atividades de administração e suporte                                   | 16,3                    | 3,22%                  |
| Administração pública e defesa nacional; previdência social obrigatória | 31,0                    | 6,14%                  |
| Educação                                                                | 46,0                    | 9,09%                  |
| Saúde e assistência social                                              | 33,3                    | 6,59%                  |
| Atividades relacionadas à cultura, entretenimento e recreação           | 6,1                     | 1,21%                  |
| Outras atividades de serviço                                            | 9,5                     | 1,89%                  |
| Total (Σ)                                                               | 505,5                   | 100%                   |

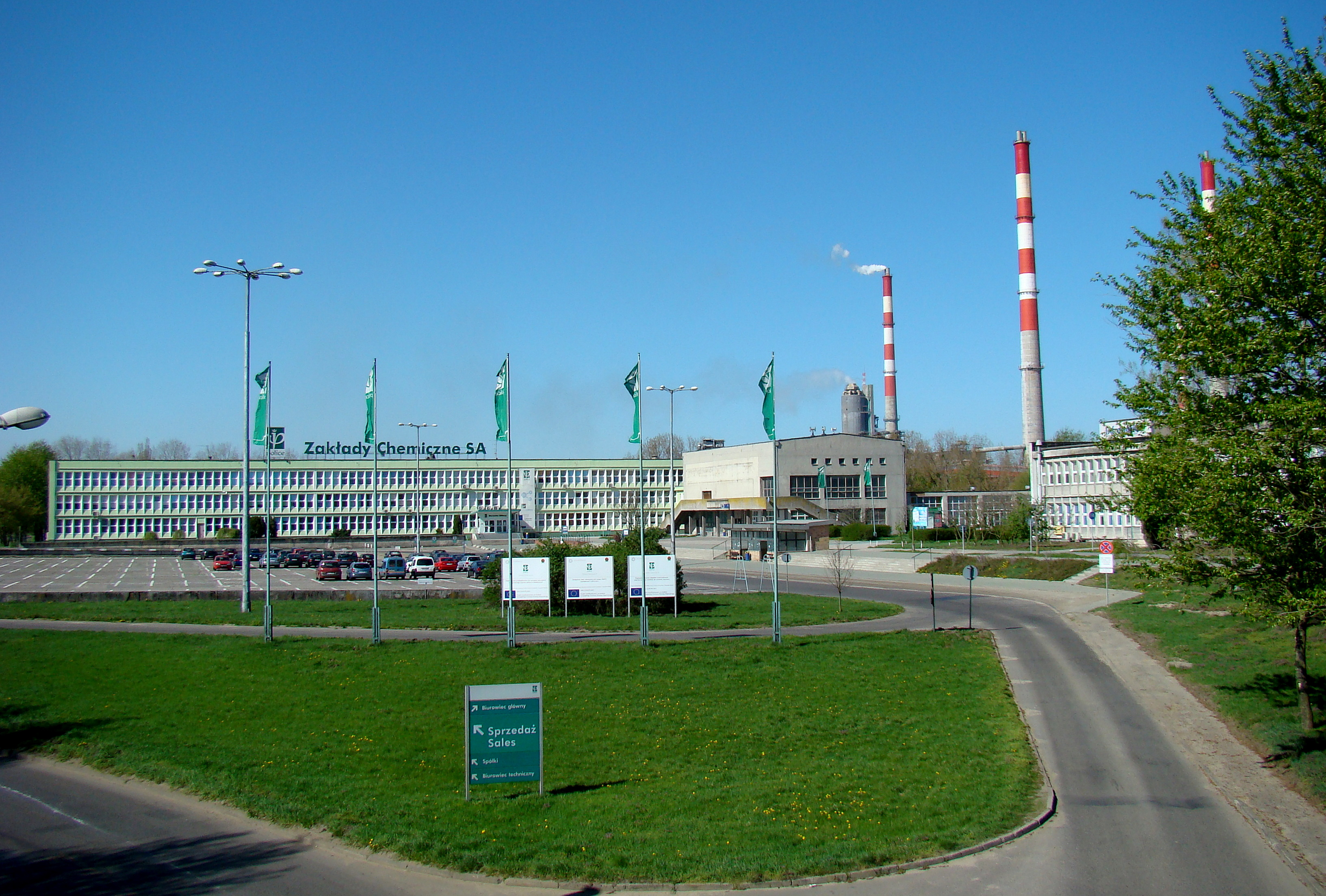
Fábrica de produtos químicos em Police

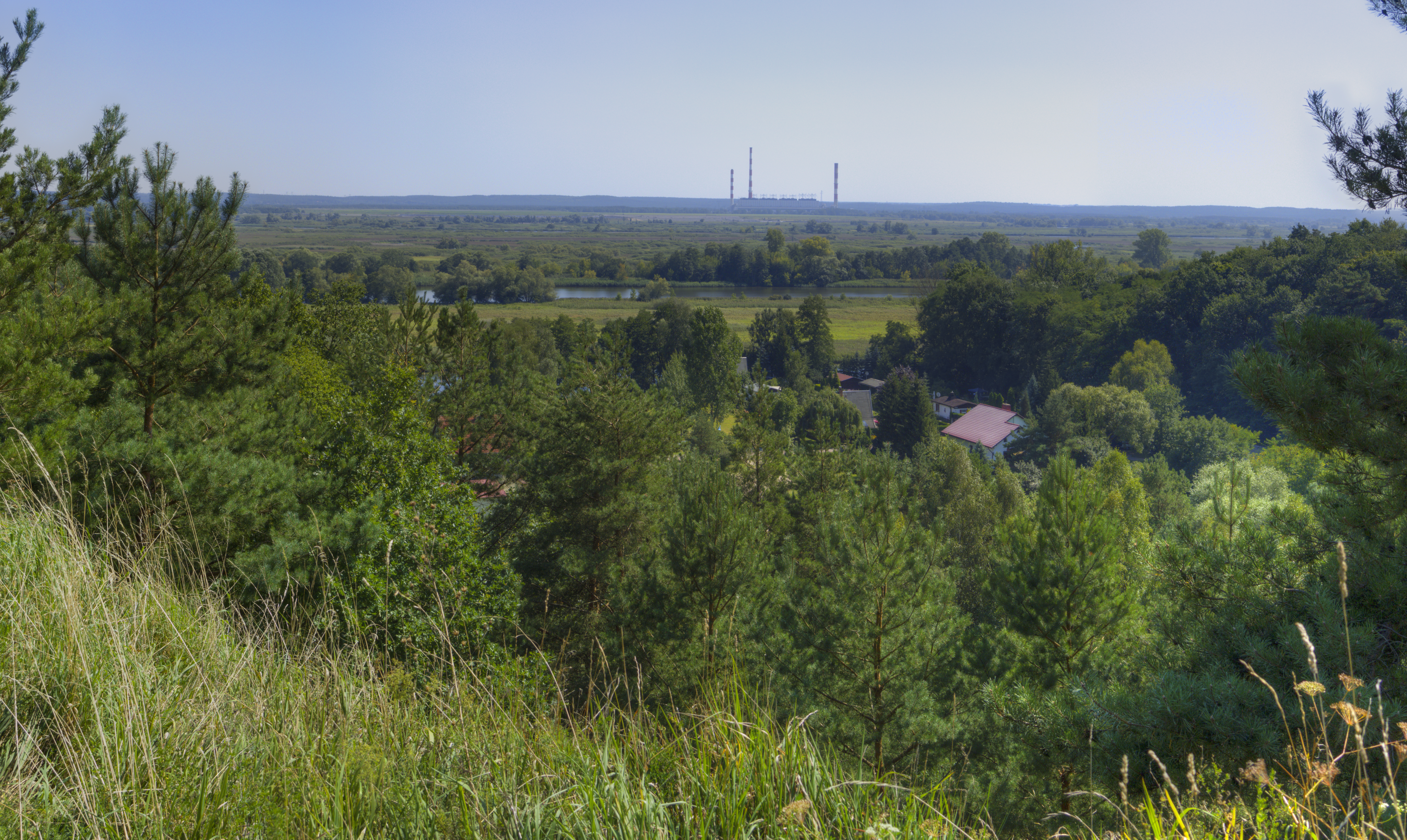
Vista da usina Dolna Odra

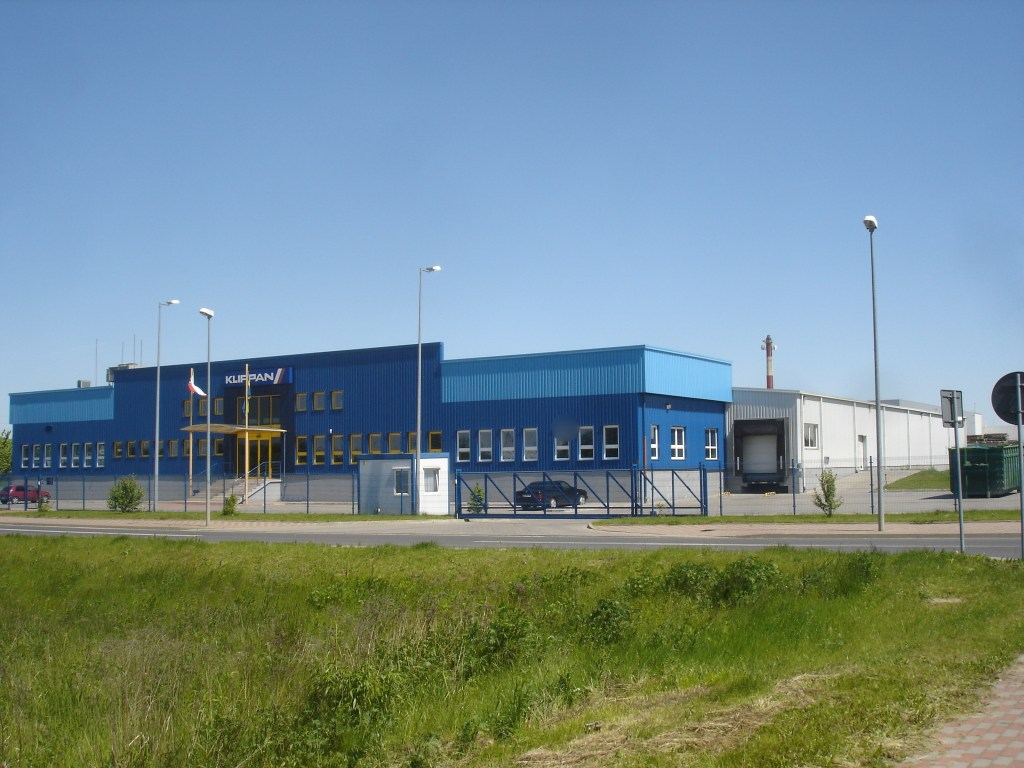
Fábrica Klippan no Parque Industrial Stargard

20 subzonas de quatro zonas econômicas especiais diferentes foram criadas na voivodia, onde os investidores se beneficiam de incentivos fiscais.
| Zona econômica                              | Comunas nas quais foram criadas subzonas                                                                     |
| ------------------------------------------- | --- |
| Zona econômica especial de Kostrzyn-Słubice | Barlinek, Białogard, Dębno, Kamień Pomorski, Łobez, Gryfino, Goleniów, Karlino, Nowogard, Pełczyce, Szczecin |
| Zona Econômica Especial da Pomerânia        | Stargard |
| Zona Econômica Especial de Słupsk           | Biesiekierz, Kalisz Pomorski, Karlino, Koszalin, Polanów, Szczecinek, Tychowo, Wałcz                         |
| Zona Econômica Especial Euro-Park Mielec    | Szczecin |

### Agricultura
| Terrestre          | Conjunto [mil ton] | Área semeada [mil ha.] |
| ------------------ | ------------------ | ---------------------- |
| trigo              | 908,2              | 394,6                  |
| centeio            | 233,5              | 166,9                  |
| hordeum            | 257,7              | 69,5                   |
| aveia              | 133,7              | 60,5                   |
| triticale          | 238,7              | 39,5                   |
| batata             | 351,7              | 58,1                   |
| beterraba-sacarina | 555,6              | 15,1                   |
| canola e agrimonia | 299,9              | 12,1                   |
| feno do prado      | 427,6              | 116,5                  |

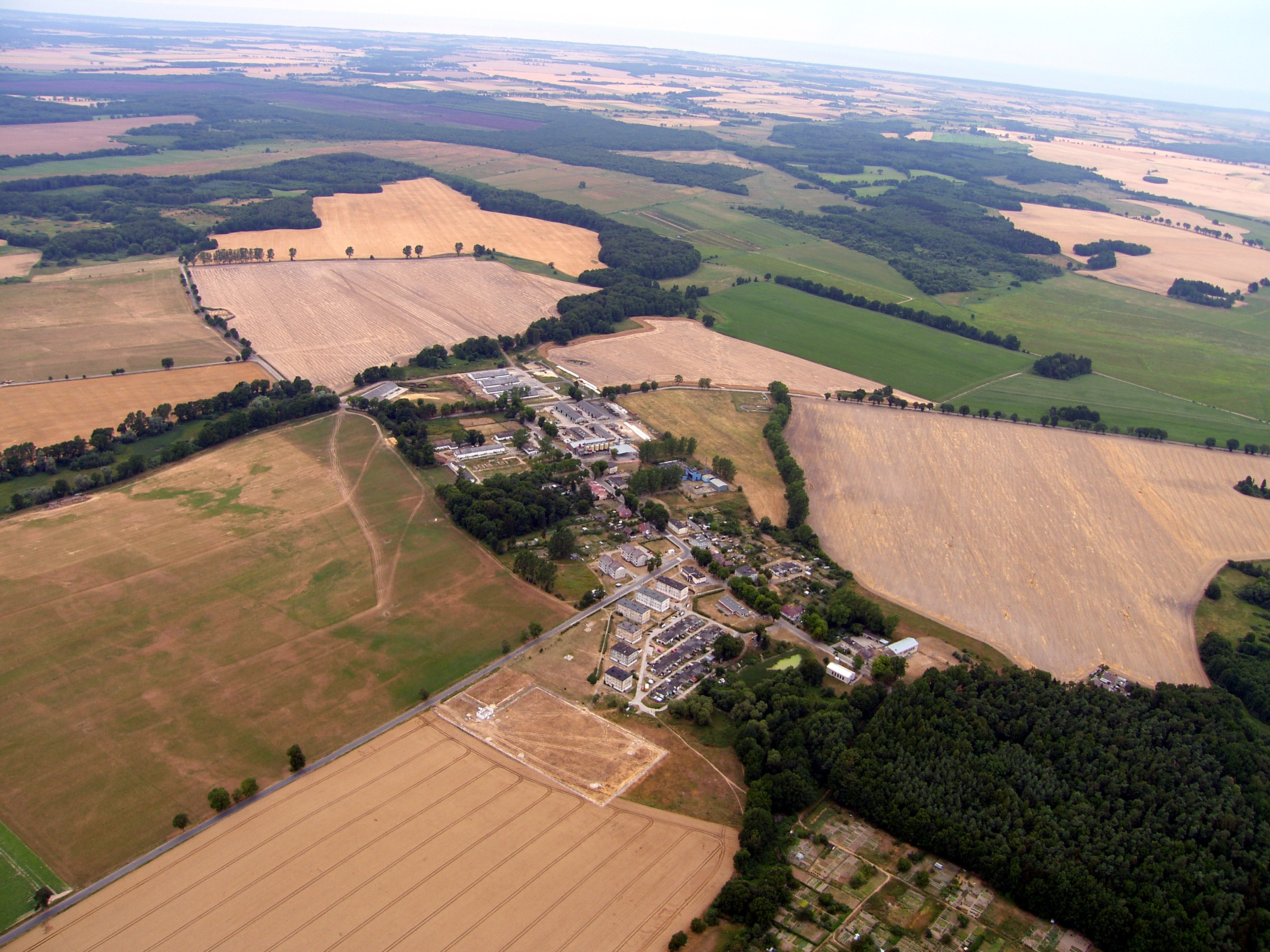
Campos aráveis ao redor da vila de Prusinowo

Em 2009, as terras agrícolas ocupavam um total de 925,3 mil hectares, dos quais as terras aráveis representavam 76,3%, pomares - 1,6%, prados - 11,6%, pastagens - 3,5%, outras terras aráveis - 7,0%. Em 2010, a área total semeada na voivodia era de 662,0 mil ha., da qual a maior parte (25,2%) foi semeada com trigo. Só a safra de cereais foi de 1 861,0 mil toneladas, o que representou 6,8% da colheita de cereais em toda a Polônia.
Em 2008, na voivodia da Pomerânia Ocidental, havia 59,6 mil fazendas, das quais 99,24% eram fazendas individuais. Na maioria das vezes (ou seja, 12%), a fazenda tinha uma área cultivada de 5 a 10 ha. para terras agrícolas.

## Transportes

### Transporte rodoviário
| Categoria de estrada | Comprimento total | % piso pavimentado | % piso pavimentado |
| -------------------- | ----------------- | ------------------ | ------------------ |
| Estradas nacionais   | 1 141,4 km        | 100%               | 100%               |
| Estradas da voivodia | 2 114,9 km        | 100%               | 99,9%              |
| Estradas de condado  | 7 872,5 km        | 91,2%              | 85,1%              |
| Estradas de comuna   | 7 111,6 km        | 44,0%              | 32,4%              |
| Total (Σ)            | 18 240,4 km       | 74,4%              | 67,2%              |

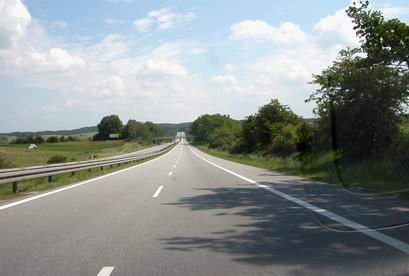
Autostrada A6

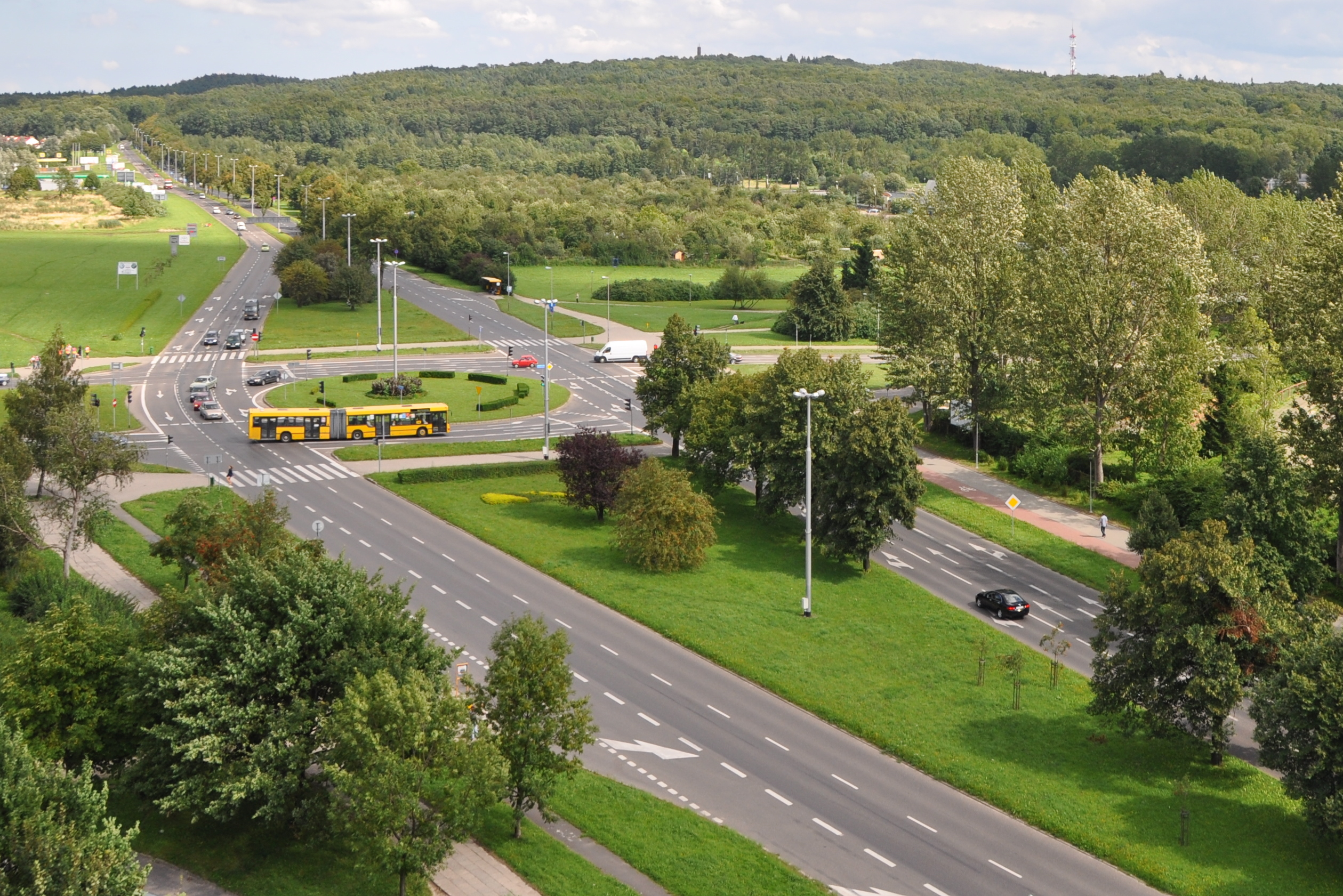
Estrada nacional n.º 6, interseção em Koszalin

De acordo com os dados de 31 de dezembro de 2009 na na voivodia da Pomerânia Ocidental havia 18,2 mil km de vias públicas, incluindo 1 141 km de estradas nacionais e 2 115 km de estradas da voivodia. 22,8% das estradas nacionais e 13,7% das estradas da voivodia passavam por cidades.
De acordo com dados de 31 de dezembro de 2008 na voivodia da Pomerânia Ocidental havia 855,3 mil veículos cadastrados, dos quais 649,7 mil eram automóveis de passageiros, 106,9 mil caminhões e 47,1 mil motocicletas.
Em 2009, 1 818 acidentes rodoviários ocorreram nas estradas da Pomerânia Ocidental, nos quais 206 pessoas morreram e 2 237 ficaram feridas.
Para a região da voivodia da Pomerânia Ocidental, foi criada em Szczecin uma seção da Direção-Geral das Estradas e Auto-estradas Nacionais, que desempenha as funções de gestor das estradas nacionais, vias rápidas e auto-estradas. O trecho de 12 km da via rápida S3 na fronteira da voivodia, gerido pela sucursal GDDKiA em Zielona Góra, foi excluído da sua área de operação. A filial GDDiKA em Szczecin criou 7 regiões (unidades organizacionais): Koszalin, Lipiany, Nowogard, Stargard, Szczecin, Szczecinek, Wałcz, que cumprem tarefas específicas.
| Estrada                                        | Rota | Comprimento atual na voivodia [km] | Observações            |
| ---------------------------------------------- | --- | ---------------------------------- | ---------------------- |
| Estrada Nacional N.º 3 (Polônia)               | Świnoujście – Szczecin – Gorzów Wielkopolski – Zielona Góra – Lubin – Legnica – Bolków – Jelenia Góra – Jakuszyce – fronteira do país com a República Tcheca                                                   | ?                                  | –                      |
| Via expressa S3 (Polônia) · E65                | Świnoujście – Goleniów – Szczecin (trevo "Rzęśnica") – ... – Szczecin (trevo "Klucz") – Parnica – Gorzów Wielkopolski – Zielona Góra – (Legnica) – Bolków – Lubawka – fronteira do país com a República Tcheca | ?                                  | parcialmente existente |
| Autoestrada A6 (Polônia) · E28 (rota europeia) | fronteira do país com a Alemanha – Kołbaskowo – Szczecin – Goleniów – Koszalin – Sławno – Słupsk – Lębork – Gdańsk – Łęgowo                                                                                    | ?                                  | –                      |
| Autoestrada A6 (Polônia)                       | fronteira do país com a Alemanha – Kołbaskowo – Szczecin (trevo "Rzęśnica") | 29 km                              | parcialmente existente |
| Via expressa S6 (Polônia)                      | (Goleniów) – Kołobrzeg – Koszalin – (Gdańsk) | 0 km                               | programado             |
| Estrada Nacional N.º 10 (Polônia)              | fronteira do país com a Alemanha – Lubieszyn – Szczecin – Stargard – Wałcz – Piła – Białe Błota – Wypaleniska – Przyłubie – Toruń – Lipno – Sierpc – Drobin – Płońsk                                           | ?                                  | –                      |
| Via expressa S10 (Polônia)                     | (Szczecin) – Stargard – Wałcz – Piła – Bydgoszcz – Toruń – (Płońsk) | 13,5 km                            | parcialmente existente |
| Estrada Nacional N.º 11 (Polônia)              | Kołobrzeg – Koszalin – Bobolice – Szczecinek – Piła – Poznań – Jarocin – Pleszew – Ostrów Wielkopolski – Kępno – Bytom                                                                                         | 124 km                             | –                      |
| Via expressa S11 (Polônia)                     | Koszalin – Piła – Poznań – Ostrów Wielkopolski – Tarnowskie Góry – | 0 km                               | programado             |
| Estrada Nacional N.º 13 (Polônia)              | Szczecin – Przecław – Rosówek – fronteira do país com a Alemanha | 10,6 km                            | –                      |
| Estrada Nacional N.º 20 (Polônia)              | Stargard – Drawsko Pomorskie – Szczecinek – Biały Bór – Miastko – Bytów – Żukowo – Gdynia | ?                                  | –                      |
| Estrada Nacional N.º 22 (Polônia)              | fronteira do país com a Alemanha – Kostrzyn nad Odrą – Gorzów Wielkopolski – Człopa – Wałcz – Człuchów – Starogard Gdański – Malbork – Elbląg – Grzechotki – fronteira do país com a Rússia                    | ?                                  | –                      |
| Estrada Nacional N.º 23 (Polônia)              | Myślibórz – Sarbinowo | 32,8 km                            | –                      |
| Estrada Nacional N.º 25 (Polônia)              | Bobolice – Biały Bór – Człuchów – Bydgoszcz – Inowrocław – Strzelno – Konin – Kalisz – Ostrów Wielkopolski – Oleśnica                                                                                          | ?                                  | –                      |
| Estrada Nacional N.º 26 (Polônia)              | fronteira do país com a Alemanha – Krajnik Dolny – Chojna – Myślibórz – Renice | 51 km                              | –                      |
| Estrada Nacional N.º 31 (Polônia)              | Szczecin – Gryfino – Chojna – Sarbinowo – Kostrzyn nad Odrą – Słubice | ?                                  | –                      |
| Estrada Nacional N.º 37 (Polônia)              | Darłowo – Karwice | 16 km                              | –                      |
| Estrada Nacional N.º 93 (Polônia)              | limite da cidade de Świnoujście – (Świnoujście) | 14 km                              | –                      |

O administrador das estradas provinciais é o Conselho da Voivodia da Pomerânia Ocidental, que estabeleceu a unidade organizacional e orçamentária do Conselho Rodoviário Provincial da Pomerânia Ocidental em Koszalin, que é o administrador da rede rodoviária provincial. Ele administra as estradas da voivodia com um comprimento total de 2 093,3 km nas áreas de planejamento, construção, reconstrução, renovação, manutenção e proteção de estradas. A administração rodoviária estabeleceu 7 unidades organizacionais locais na forma de Regiões Rodoviárias Provinciais (Białogard, Chojna, Drawsko Pomorskie, Gryfice, Koszalin, Pyrzyce, Stargard).
- Estradas da voivodia

102  • 103  • 105  • 106  • 107  • 108  • 109  • 110  • 112  • 113  • 114  • 115  • 119  • 120  • 121  • 122  • 124  • 125  • 126  • 127  • 128  • 129  • 130  • 141  • 142  • 144  • 146  • 147  • 148  • 151  • 152  • 156  • 160  • 162  • 163  • 165  • 166  • 167  • 168  • 169  • 171  • 172  • 173  • 175  • 177  • 178  • 179  • 201  • 203  • 205  • 206  • 208  • 209

### Transporte ferroviário

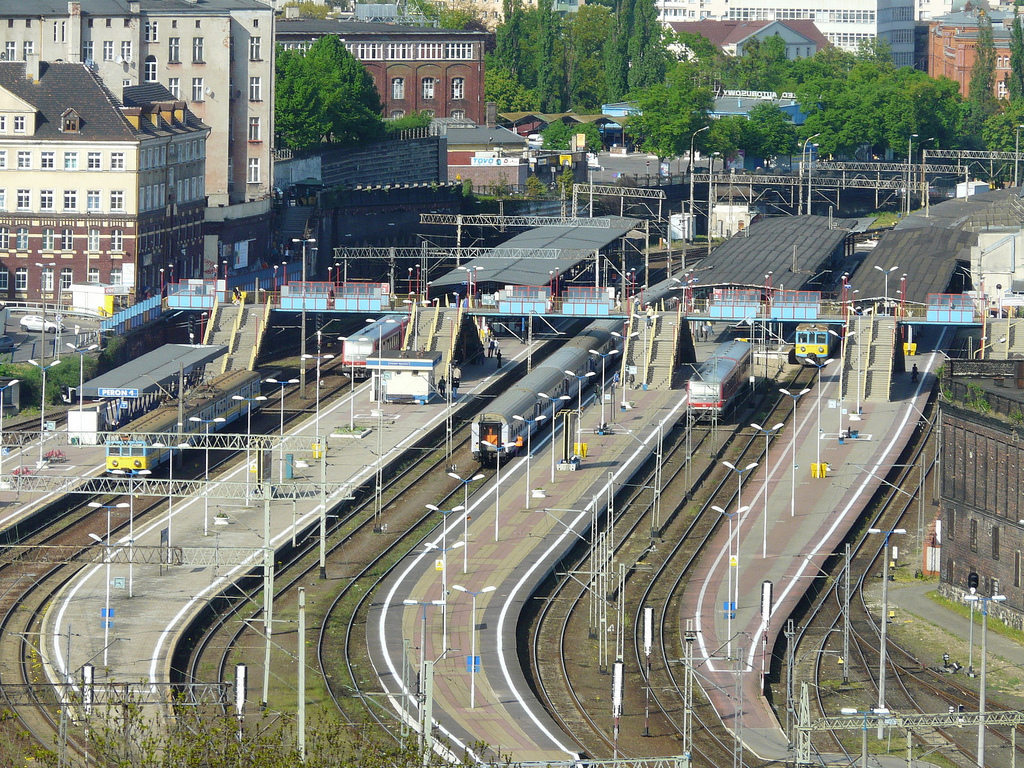
Estação principal de Szczecin

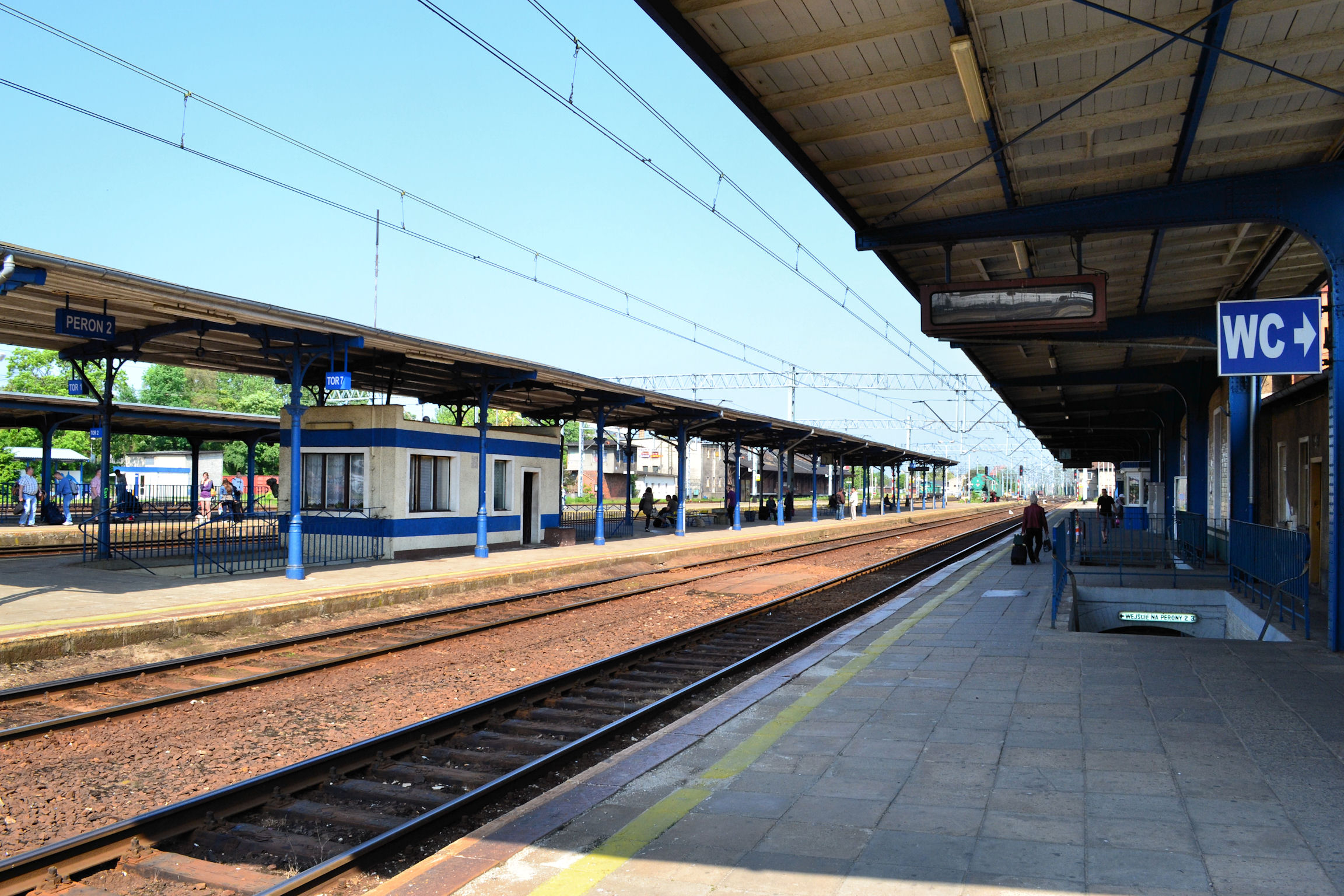
Stargard

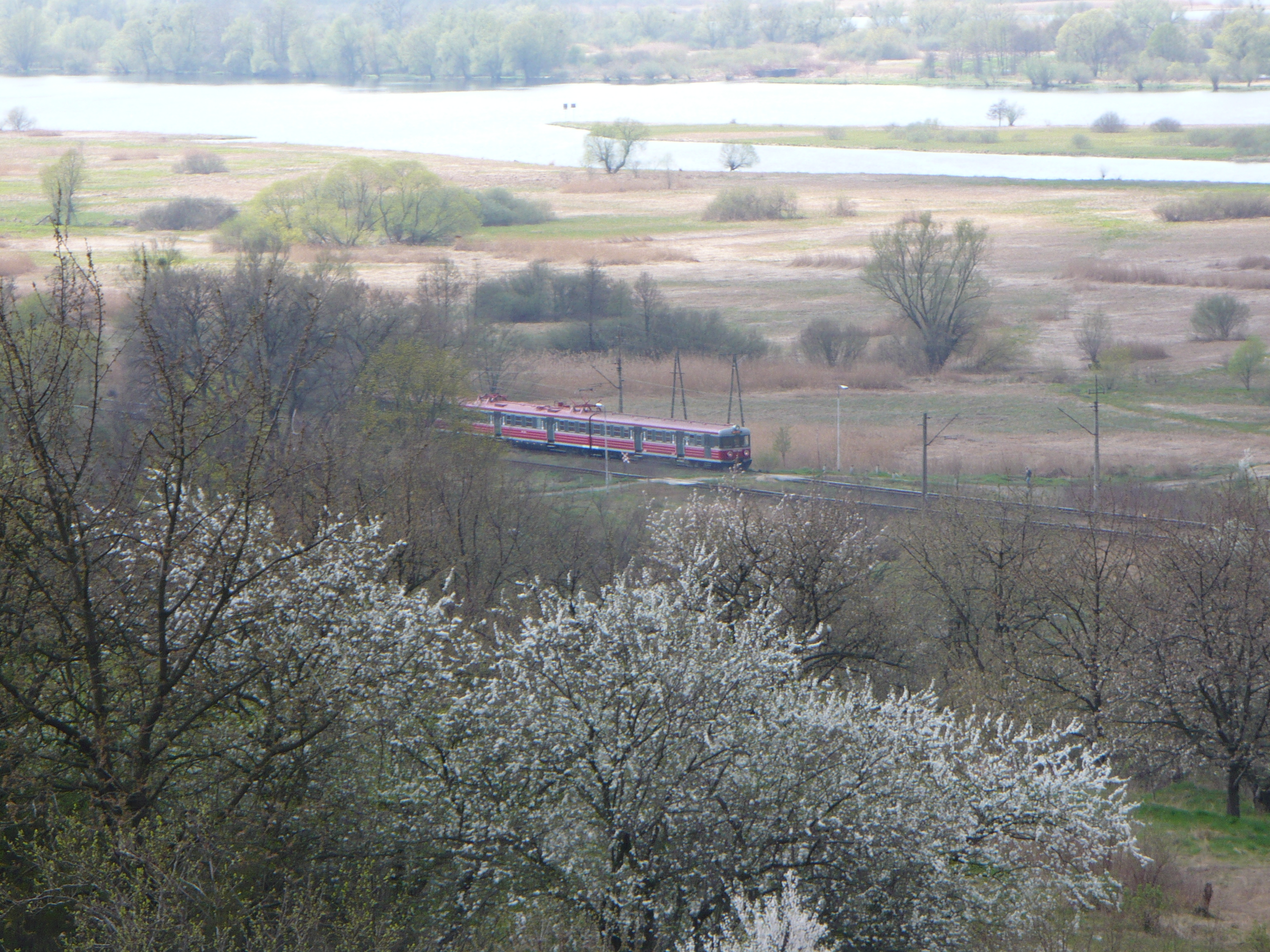
EN57 passa por uma parada fechada em Szczecin Klucz

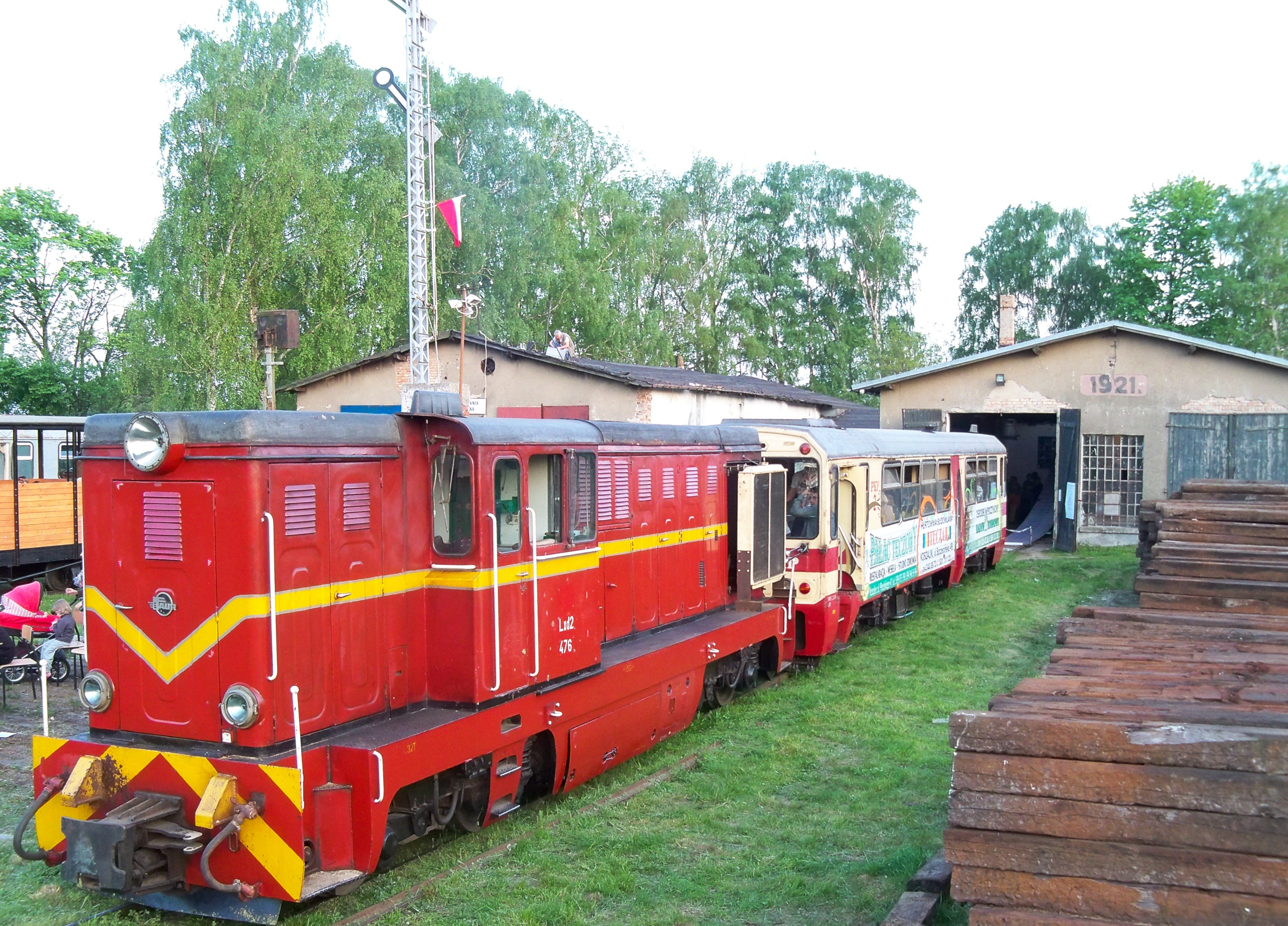
O depósito da ferrovia de bitola estreita em Koszalin

Segundo dados de 31 de dezembro de 2009, na voivodia da Pomerânia Ocidental, havia 1 206 km de linhas férreas de bitola padrão, dos quais 35,2% tinham duas ou mais vias. 62,5% de todas as linhas eram eletrificadas.
De acordo com dados de 2006, duas estações: Szczecin Główny e Stargard tinham categoria A para PKP S.A. Filial da estação ferroviária, o que significa que o check-in anual de viajantes cobre mais de 2 milhões de pessoas.
As maiores instalações de infraestrutura ferroviária na voivodia são: o entroncamento ferroviário de Szczecin e o entroncamento ferroviário de Stargard.
| Número | Trecho na província                                              | Trecho completo                                                  | Tráfego de passageiros | Tráfego de mercadorias |
| ------ | ---------------------------------------------------------------- | ---------------------------------------------------------------- | ---------------------- | ---------------------- |
| 202    | Wrześnica - Koszalin - Białogard – Stargard                      | Gdańsk Główny – Stargard                                         | sim                    | sim                    |
| 210    | Żółtnica - Szczecinek – Drawsko Pomorskie – Runowo Pomorskie     | Chojnice – Runowo Pomorskie                                      | sim                    | sim                    |
| 273    | Namyślin - Chojna – Gryfino – Szczecin Główny                    | Breslávia – Szczecin                                             | sim                    | sim                    |
| 351    | Bierzwnik - Choszczno - Stargard – Szczecin                      | Poznań – Szczecin                                                | sim                    | sim                    |
| 401    | Szczecin Dąbie – Goleniów – Wysoka Kamieńska – Świnoujście Port  | Szczecin Dąbie – Goleniów – Wysoka Kamieńska – Świnoujście Port  | sim                    | sim                    |
| 402    | Koszalin – Kołobrzeg – Gryfice – Goleniów                        | Koszalin – Kołobrzeg – Gryfice – Goleniów                        | sim                    | sim                    |
| 403    | Dobino Wałeckie – Wałcz – Kalisz Pomorski – Ulikowo              | Piła Północ – Ulikowo                                            | sim                    | sim                    |
| 404    | Szczecinek - Białogard – Kołobrzeg                               | Szczecinek - Białogard – Kołobrzeg                               | sim                    | sim                    |
| 405    | Turowo Pomorskie - Szczecinek - Biały Bór                        | Piła Główna – Ustka                                              | sim                    | sim                    |
| 406    | Szczecin – Police – Trzebież Szczeciński                         | Szczecin – Police – Trzebież Szczeciński                         | não                    | sim                    |
| 407    | Wysoka Kamieńska – Kamień Pomorski                               | Wysoka Kamieńska – Kamień Pomorski                               | sim                    | sim                    |
| 408    | Szczecin – Przejście graniczne Szczecin Gumieńce-Grambow         | Szczecin – Przejście graniczne Szczecin Gumieńce-Grambow         | sim                    | sim                    |
| 409    | Szczecin Gumieńce – Przejście graniczne Szczecin Gumieńce-Tantow | Szczecin Gumieńce – Przejście graniczne Szczecin Gumieńce-Tantow | sim                    | sim                    |
| 410    | Grotniki Drawskie – Mirosławiec                                  | Grotniki Drawskie – Choszczno                                    | não                    | sim                    |
| 410    | Mirosławiec – Kalisz Pomorski                                    | Grotniki Drawskie – Choszczno                                    | não                    | não                    |
| 410    | Kalisz Pomorski – Drawno                                         | Grotniki Drawskie – Choszczno                                    | não                    | sim                    |
| 410    | Drawno – Choszczno                                               | Grotniki Drawskie – Choszczno                                    | não                    | não                    |
| 411    | Stargard – Stargard Kluczewo                                     | Stargard – Pyrzyce                                               | não                    | sim                    |
| 411    | Stargard Kluczewo – Pyrzyce                                      | Stargard – Pyrzyce                                               | não                    | não                    |
| 417    | Szczecin Słoneczne – Szczecin Dąbie                              | Szczecin Słoneczne – Szczecin Dąbie                              | não                    | sim                    |
| 418    | Sławno – Darłowo                                                 | Sławno – Darłowo                                                 | sim                    | sim                    |
| 421    | Smardzko – Świdwin                                               | Smardzko – Świdwin                                               | não                    | sim                    |
| 422    | Pyrzyce – Głazów                                                 | Pyrzyce – Głazów                                                 | não                    | não                    |
| 427    | Mścice – Mielno Koszalińskie                                     | Mścice – Mielno Koszalińskie                                     | sim                    | não                    |
| 428    | Szczecin Dąbie – Szczecin Podjuchy                               | Szczecin Dąbie – Szczecin Podjuchy                               | não                    | sim                    |
| 429    | Stobno Szczecińskie – Dołuje                                     | Stobno Szczecińskie – Dołuje                                     | não                    | não                    |
| 430    | Barnówko – Dębno Lubuskie – Krześnica Sarbinowo                  | Barnówko – Kostrzyn                                              | não                    | sim                    |
| 431    | Police – Police Chemia                                           | Police – Police Chemia                                           | não                    | sim                    |
| 432    | Szczecin Wejherowo – Szczecin Turzyn                             | Szczecin Wejherowo – Szczecin Turzyn                             | não                    | sim                    |
| 433    | Szczecin – Szczecin Gumieńce                                     | Szczecin – Szczecin Gumieńce                                     | não                    | sim                    |
| 434    | Mosty – Port Lotniczy Szczecin Goleniów                          | Mosty – Port Lotniczy Szczecin Goleniów                          | sim                    | não                    |
| 435    | Mosty                                                            | Mosty                                                            | sim                    | não                    |
| 851    | Szczecin Wstowo – Szczecin Gumieńce                              | Szczecin Wstowo – Szczecin Gumieńce                              | não                    | sim                    |
| 854    | Szczecin Port Centralny – Szczecin Dziewoklicz                   | Szczecin Port Centralny – Szczecin Dziewoklicz                   | não                    | sim                    |
| 855    | Szczecin Port Centralny                                          | Szczecin Port Centralny                                          | sim                    | sim                    |
| 857    | Szczecin Dąbie                                                   | Szczecin Dąbie                                                   | não                    | sim                    |
| 990    | Szczecin Port Centralny                                          | Szczecin Port Centralny                                          | não                    | sim                    |
| 991    | Szczecin Port Centralny                                          | Szczecin Port Centralny                                          | não                    | sim                    |
| 992    | Szczecin Port Centralny                                          | Szczecin Port Centralny                                          | não                    | sim                    |
| 993    | Szczecin Port Centralny                                          | Szczecin Port Centralny                                          | não                    | sim                    |
| 994    | Szczecin Port Centralny                                          | Szczecin Port Centralny                                          | não                    | sim                    |
| 995    | Szczecin Port Centralny – Nabrzeże "Starówka"                    | Szczecin Port Centralny – Nabrzeże "Starówka"                    | não                    | sim                    |
| 996    | Lubiewo – Świnoujście                                            | Lubiewo – Świnoujście                                            | não                    | sim                    |
| 997    | Świnoujście – Baza Promów Morskich                               | Świnoujście – Baza Promów Morskich                               | não                    | sim                    |
| 998    | Szczecin Wstowo – Elektrownia Pomorzany                          | Szczecin Wstowo – Elektrownia Pomorzany                          | não                    | sim                    |
| 6768   | Świnoujście Centrum – Ahlbeck Grenze                             | Świnoujście Centrum – Ahlbeck Grenze                             | sim                    | não                    |
| NKW    | Gryfice Wąskotorowe – Pogorzelica Gryficka                       | Gryfice Wąskotorowe – Pogorzelica Gryficka                       | sim                    | não                    |
| KKWV   | Koszalin Wąskotorowy – Rosnowo Wąskotorowe                       | Koszalin Wąskotorowy – Rosnowo Wąskotorowe                       | sim                    | não                    |

#### Material rodante ferroviário

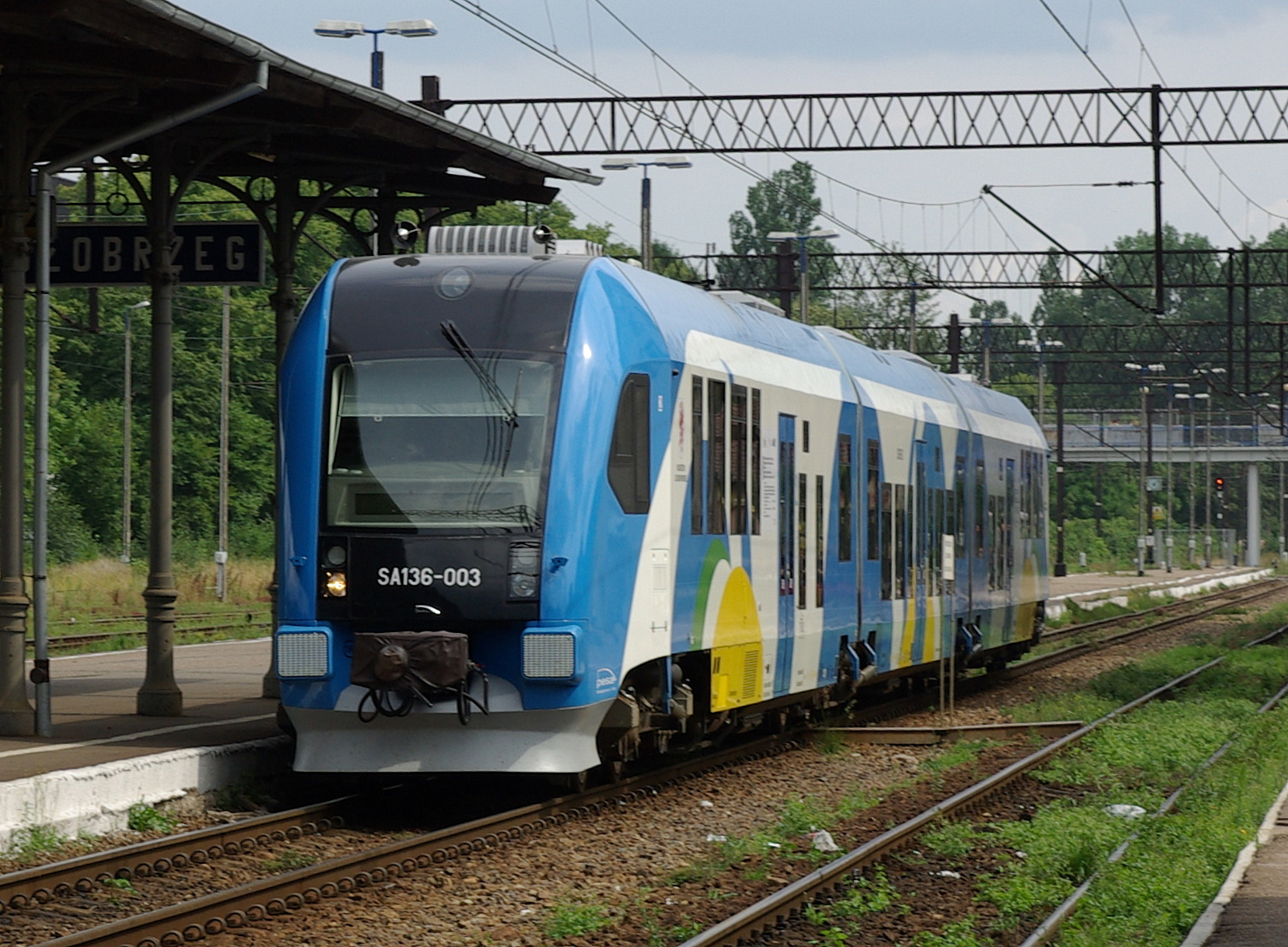
SA136-003 na estação de Kołobrzeg

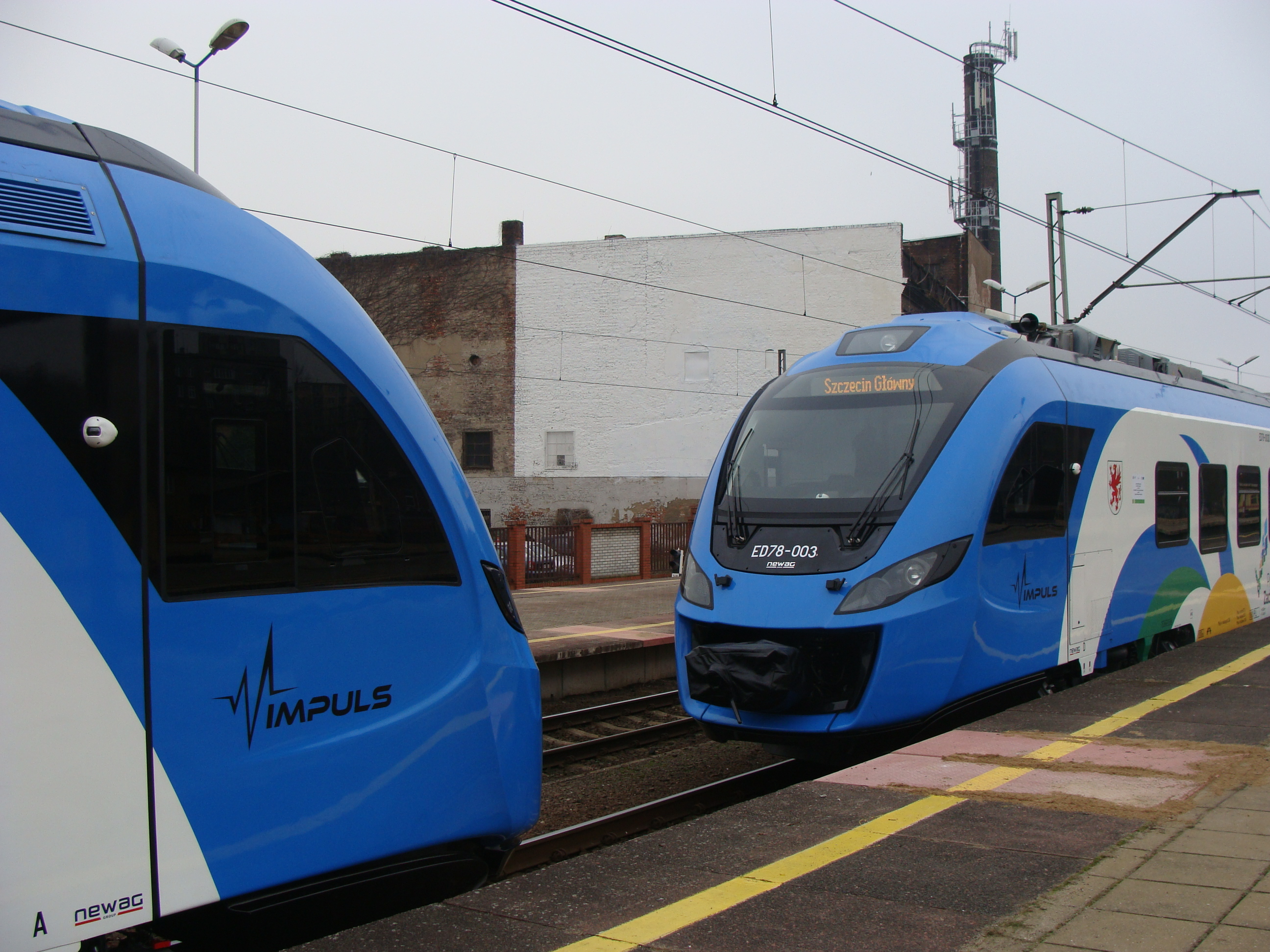
Pomerânia Ocidental ED78 na estação ferroviária de Szczecin Główny

A voivodia da Pomerânia Ocidental possui atualmente 19 veículos de combustão interna (incluindo um para um museu) e 54 veículos elétricos. Esses veículos são colocados à disposição da empresa Polregio para fins de conexão em trens de passageiros na voivodia e áreas adjacentes (incluindo Słupsk, Poznań ou Zielona Góra). Eles estão estacionados em dois depósitos - Szczecin Wzgórze Hetmańskie e Kołobrzeg. A voivodia foi a primeira na Polônia a encomendar duas unidades múltiplas a diesel com opção de mais 10 unidades. As entregas estão previstas para 2020–2021.
| Série        | Tipo  | Tipo de propulsão          | Números                                                                | Quantidade | Fabricante | Anos de produção |                      |
| ------------ | ----- | -------------------------- | ---------------------------------------------------------------------- | ---------- | ---------- | ---------------- | -------------------- |
| SN61         |       | combustão interna          | 183                                                                    | 1          | Ganz-MÁVAG | 1972             | [ 52 ] [ 53 ]        |
| SA103        | 214Ma | combustão interna          | 008 ÷ 010                                                              | 3          | Pesa       | 2005             | [ 54 ]               |
| SA109        | 212M  | combustão interna          | 001                                                                    | 1          | Kolzam     | 2003             | [ 54 ]               |
| SA136 Atribo | 219M  | combustão interna          | 001 ÷ 012                                                              | 12         | Pesa       | 2010–2011        | [ 54 ]               |
| SA139 Link   | 223M  | combustão interna          | 001 ÷ 002                                                              | 2          | Pesa       | 2012–2013        | [ 54 ]               |
| EN57AL       | 5B/6B | elétrico                   | 1083, 1148, 1296, 1515, 1519, 1522, 1527, 1528, 1530, 1557, 1570, 1574 | 12         | Pafawag    | 1976–1984        | [ 55 ] [ 56 ] [ 57 ] |
| EN63A Impuls | 36WEa | elétrico                   | 031 ÷ 048                                                              | 18         | Newag      | 2017–2018        | [ 58 ]               |
| ED78 Impuls  | 31WE  | elétrico                   | 001 ÷ 009, 011 ÷ 013, 015, 017 ÷ 021, 025 ÷ 028                        | 22         | Newag      | 2013–2018        | [ 59 ] [ 58 ]        |
| EN63H Impuls | 36WEh | elétrico-combustão interna | 001 ÷ 002                                                              | 2          | Newag      | 2020–2021        | [ 51 ]               |

### Transporte marítimo e fluvial

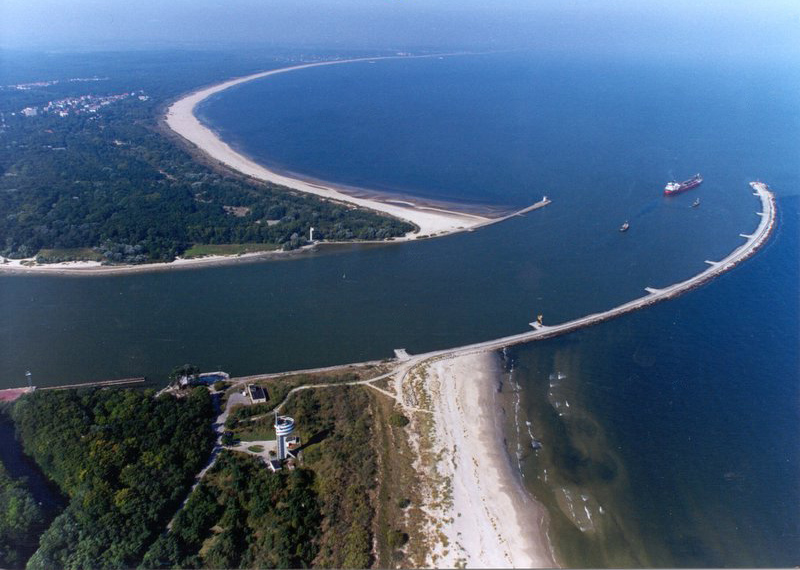
Quebra-mar do porto de Świnoujście na foz do rio Świna, mar Báltico

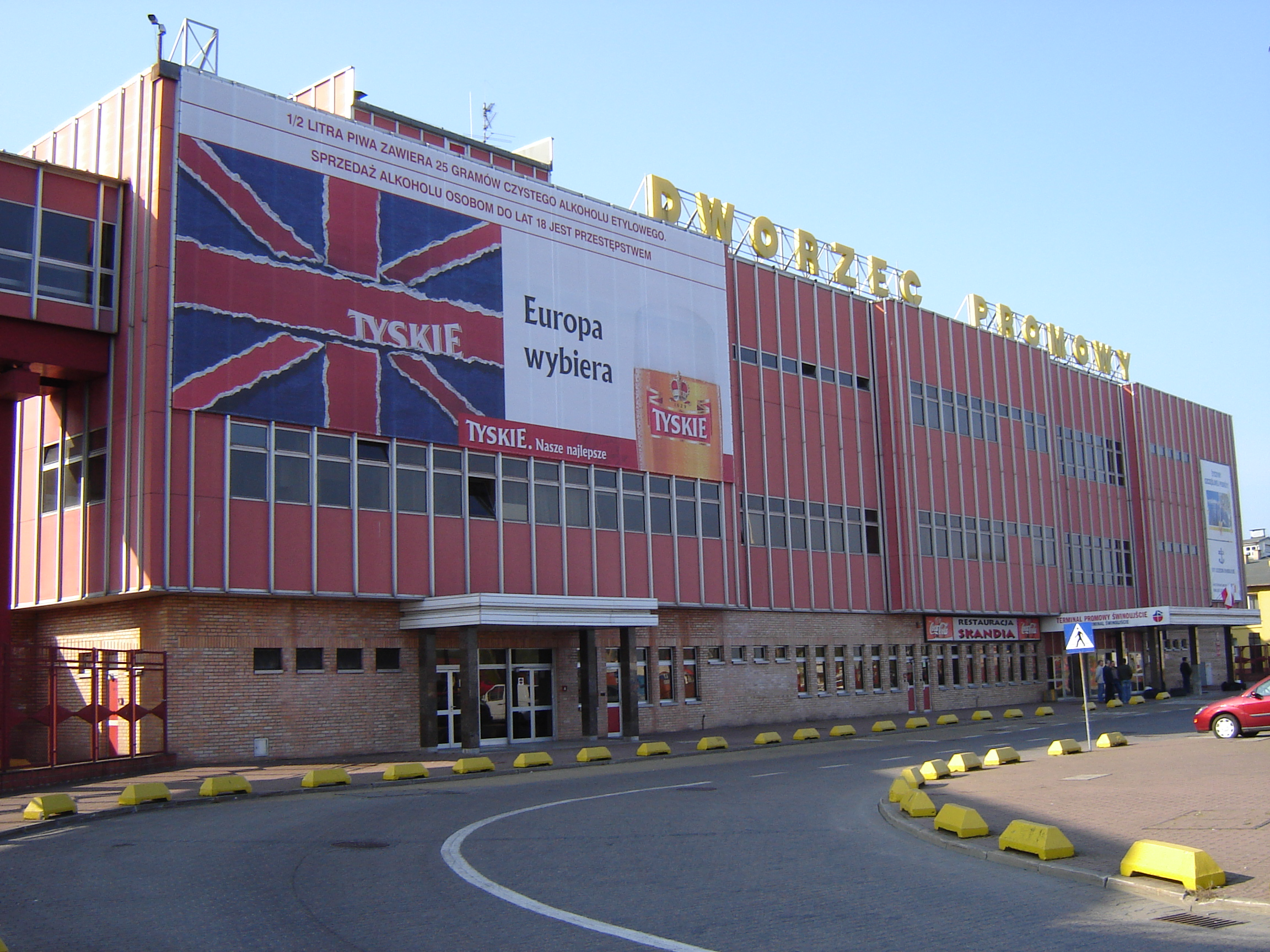
Terminal de balsas em Świnoujście

Existem cinco portos marítimos comerciais na costa da voivodia da Pomerânia Ocidental: em Szczecin, Świnoujście, Kołobrzeg, Police e Darłowo, bem como 9 pequenos portos bálticos e 13 portos seguros. Cerca de 90% do tráfego de balsas de passageiros e 47% dos transbordos na Polônia são realizados na voivodia. Devido às suas más condições técnicas, pequenos portos e portos seguros requerem trabalhos de modernização dispendiosos. Legalmente, 18 portos marítimos e 8 marinas foram estabelecidos na voivodia.
A região tem um sistema conveniente de vias navegáveis interiores que conectam os portos do estuário do rio Oder com os países da União Europeia, especialmente com a Alemanha. O atual estado de desenvolvimento da via hidrotécnica no trecho Szczecin-Kostrzyn nad Odrą não permite a plena utilização das suas possibilidades de transporte.
- Transporte marítimo:
  - Hidrovia artificial Świnoujście - Szczecin
- Transporte terrestre:
  - Hidrovia internacional: Świnoujście - Szczecin - Gryfino - Widuchowa - Hohensaaten - Eberswalde - Berlim
  - Rota de navegação interior no rio Oder
  - Porto de Szczecin - Porto de Police

Na voivodia da Pomerânia Ocidental, foram criadas 8 passagens de fronteira marítima em: Darłowo, Dziwnów, Kołobrzeg, Mrzeżyno, Nowy Warpno, Trzebież, Szczecin e Świnoujście.

### Transporte aéreo

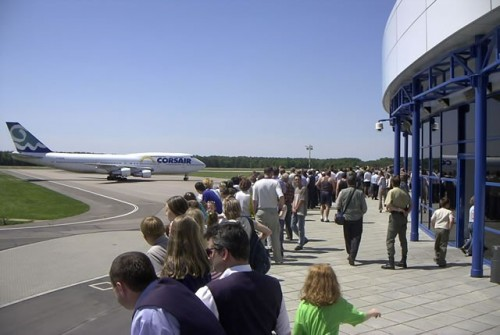
Aeroporto de Szczecin-Goleniów "Solidariedade"

Os seguintes aeroportos estão localizados na voivodia:
- Aeroporto de Szczecin-Goleniów - um aeroporto pertencente à rede básica de aeroportos do país. Totalmente adaptado para atender ao tráfego civil de passageiros e carga, de acordo com os requisitos da ICAO. É também uma passagem aérea de fronteira[61]
- Aeroporto de Szczecin-Dąbie - aeroporto civil com pista gramada (aeroclube, base de aviação sanitária)
- Aeroportos militares: Świdwin, Mirosławiec, Oleszno, Darłowo[62]
- Aeroportos pós-militares (cuja infraestrutura aeroportuária é geralmente degradada): Płoty, Dziwnów, Zegrze Pomorskie, Borne Sulinowo, Stargard-Kluczewo, Chojna, Wilcze Laski, Bagicz, Broczyno-Trzciniec

### Ciclovias
4 ciclovias principais estão em construção na voivodia:
- Velo Baltica (EuroVelo nº 10 e 13),
- Trilha Região dos Lagos Ocidental (Nº 20 e 20a),
- Antiga Trilha Ferroviária (Nº 15 e 15a),
- Blue Velo[h] (Nº 3).

## Turismo

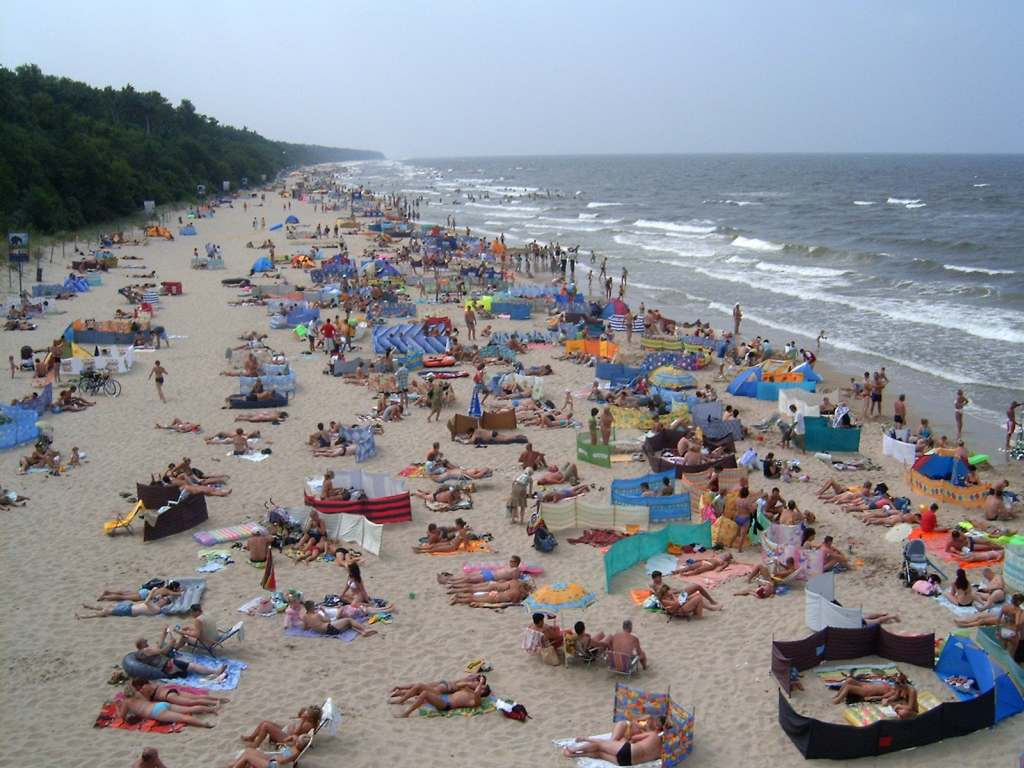
Praia de verão em Pobierowo

Ao longo de 2008, 1,74 milhão de turistas utilizaram as instalações localizadas na voivodia, dos quais 21,8% eram turistas estrangeiros. O maior afluxo de turistas ocorreu nos meses de junho, julho e agosto, quando o total de turistas foi de 45,7% de todo o ano. Em 2008, na voivodia existiam 840 alojamentos coletivos com 107 800 leitos. Havia 178 estabelecimentos hoteleiros na voivodia com 14 877 leitos. A maioria dos lugares, ou seja, 49 976, ficava em centros de férias.

## Demografia
| Descrição                        | Total      | Total | Mulheres   | Mulheres | Homens     | Homens |
| -------------------------------- | ---------- | ----- | ---------- | -------- | ---------- | ------ |
| Unidade                          | habitantes | %     | habitantes | %        | habitantes | %      |
| População                        | 1 692 271  | 100   | 870 319    | 51,43    | 821 952    | 48,57  |
| Idade pré-trabalho (0-17 anos)   | 329 706    | 19,48 | 160 630    | 9,49     | 169 076    | 9,99   |
| Idade ativa (18-65 anos)         | 1 115 412  | 65,91 | 539 463    | 31,88    | 575 949    | 34,03  |
| Idade pós-trabalho (acima de 65) | 247 153    | 14,6  | 170 226    | 10,06    | 76 927     | 4,55   |

|        | Total      | Total | Mulheres   | Mulheres | Homens     | Homens |
|        | habitantes | %     | habitantes | %        | habitantes | %      |
| ------ | ---------- | ----- | ---------- | -------- | ---------- | ------ |
| Total  | 1 722 149  | 100   | 883 318    | 51,29    | 838 831    | 48,71  |
| Cidade | 1 184 590  | 68,79 | 616 692    | 35,81    | 567 898    | 32,98  |
| Vila   | 537 559    | 31,21 | 266 626    | 15,48    | 270 933    | 15,73  |

Em 2002, no censo geral da voivodia da Pomerânia Ocidental, de 1 698 214 habitantes, a esmagadora maioria declarou a nacionalidade polonesa. O maior grupo de cidadãos poloneses na voivodia pertencente a uma minoria nacional ou étnica era a minoria ucraniana, que incluía 3 703 pessoas, o que constituía 0,218% da população total. O segundo grupo era a minoria alemã de 1 014 pessoas, constituindo 0,0597% da população.
Apenas 1 pessoa na voivodia da Pomerânia Ocidental declarou o uso da língua cassúbia em casa, que é a língua regional da Pomerânia.
| Minoria             | Número de pessoas | Participação percentual na voivodia | Número de pessoas que declaram o uso de uma língua minoritária em casa | Participação percentual na voivodia |
| ------------------- | ----------------- | ----------------------------------- | ---------------------------------------------------------------------- | ----------------------------------- |
| Minoria bielorrussa | 117               | 0,0069%                             | 39                                                                     | 0,0023%                             |
| Minoria tcheca      | 6                 | 0,0004%                             | 11                                                                     | 0,0007%                             |
| Minoria lituana     | 67                | 0,0039%                             | 23                                                                     | 0,0013%                             |
| Minoria lemka       | 66                | 0,0039%                             | 25                                                                     | 0,0015%                             |
| Minoria alemã       | 1014              | 0,0597%                             | 5581                                                                   | 0,3286%                             |
| Minoria armênia     | 8                 | 0,0005%                             | 13                                                                     | 0,0008%                             |
| Minoria cigana      | 699               | 0,0412%                             | 768                                                                    | 0,0452%                             |
| Minoria russa       | 221               | 0,0130%                             | 618                                                                    | 0,0364%                             |
| Minoria eslovaca    | 2                 | 0,0001%                             | 12                                                                     | 0,0007%                             |
| Minoria tártara     | 9                 | 0,0001%                             | 0                                                                      | 0,0000%                             |
| Minoria ucraniana   | 3703              | 0,2180%                             | 2407                                                                   | 0,1417%                             |
| Minoria judia       | 44                | 0,0026%                             | 3                                                                      | 0,0002%                             |

## Religião

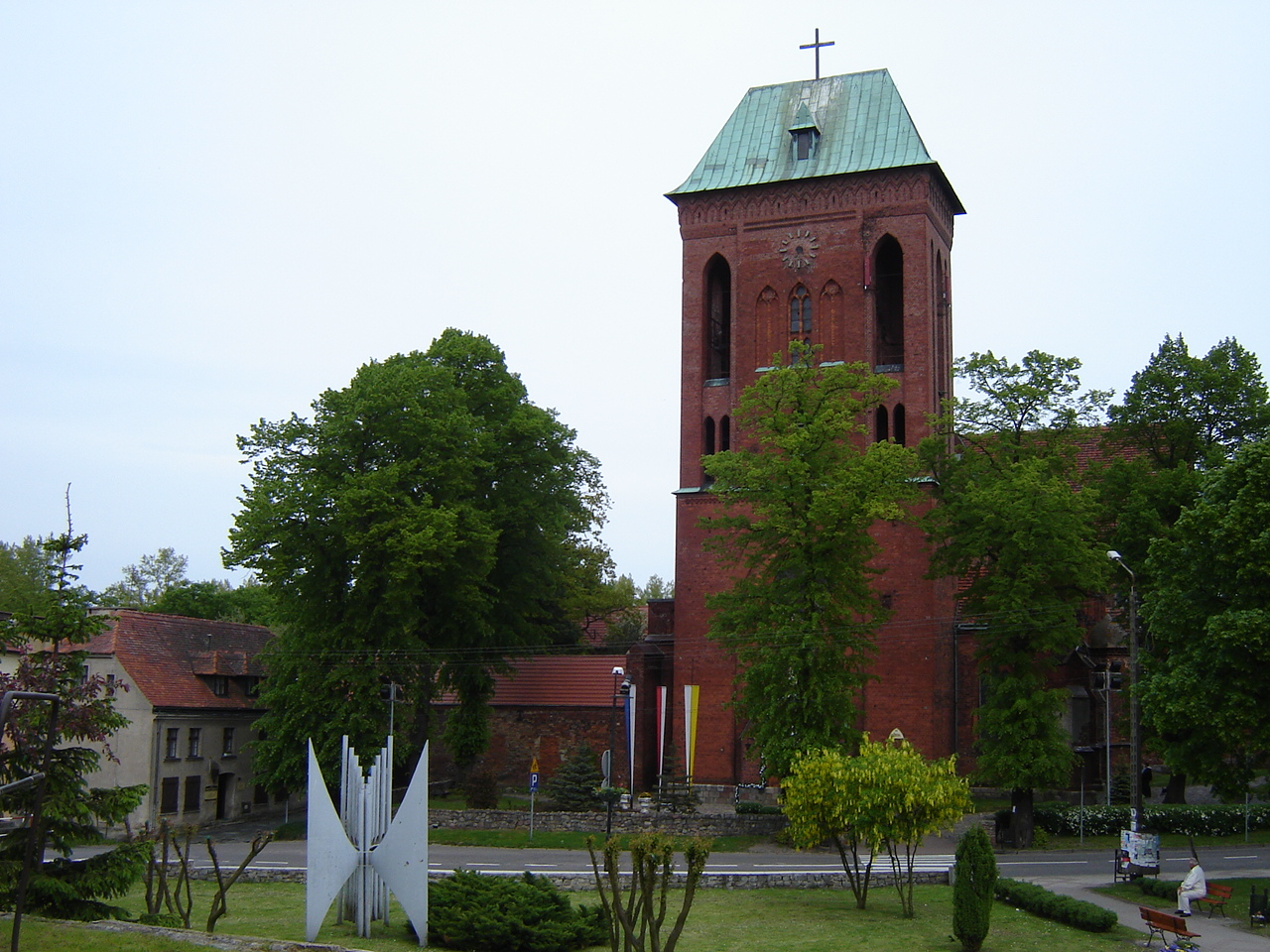
Catedral de São João Batista em Kamień Pomorski

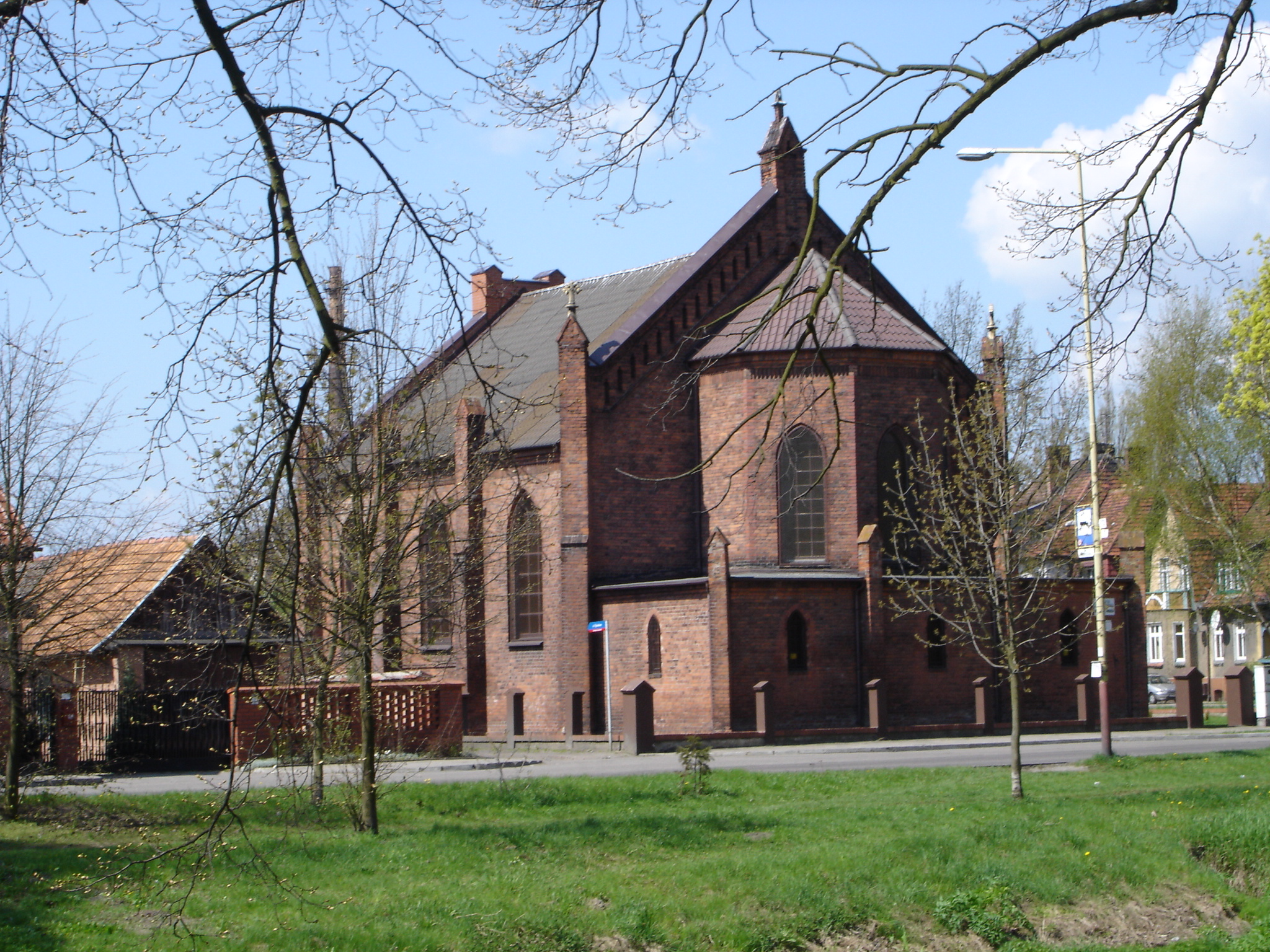
Igreja Católica Polonesa da Transfiguração em Stargard

Na voivodia da Pomerânia Ocidental operam as seguintes igrejas e associações religiosas:
Catolicismo
- Igreja Católica na Polônia: Igreja Católica de Rito Latino, Igreja Greco-Católica na Polônia, Igreja Católica Polonesa na República da Polônia, Igreja Católica Nacional Polonesa na República da Polônia, Igreja Católica Nacional na Polônia.

Ortodoxia
- Igreja Ortodoxa Polonesa

Protestantismo
- Luteranismo
- Metodismo
- Calvinismo
- Igreja Batista
- Pentecostalismo
- Igrejas de Cristo
- Evangelicalismo
- Assembleias dos Irmãos
- Adventismo

Restauracionismo: Testemunhas de Jeová, Movimento Missionário Secular "Epifania", Associação dos Estudantes livres da Bíblia, A Igreja de Jesus Cristo dos Santos dos Últimos Dias, Igreja Nova Apostólica.
Judaísmo - União das Comunidades Judaicas na República da Polônia
Budismo - Associação budista Karma Kagyu método Diamante, Escola Zen Kwan Um, Missão Budista - Três Refúgios na Polônia.

## Cultura

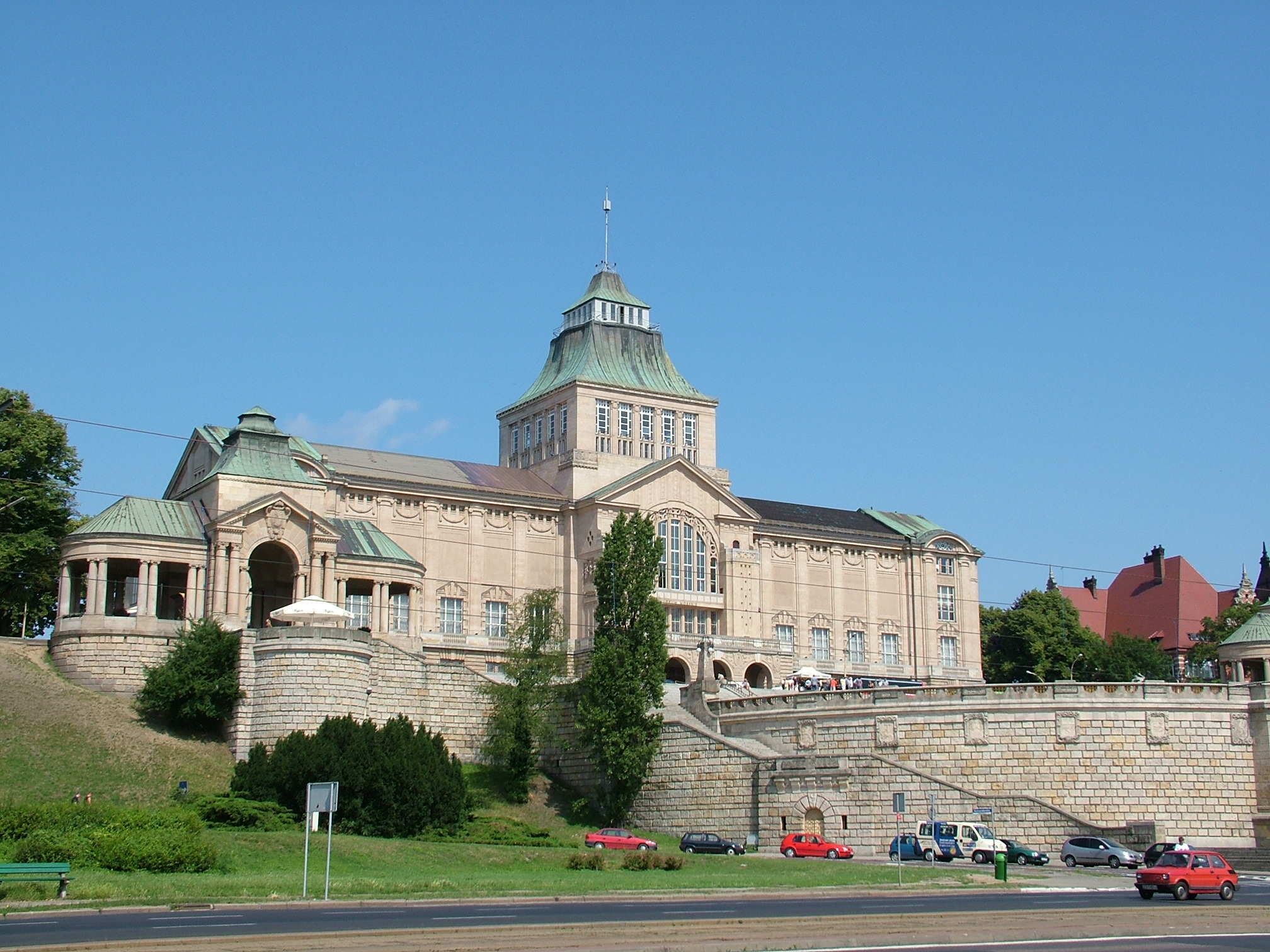
Teatro Contemporâneo e Museu Nacional em Szczecin

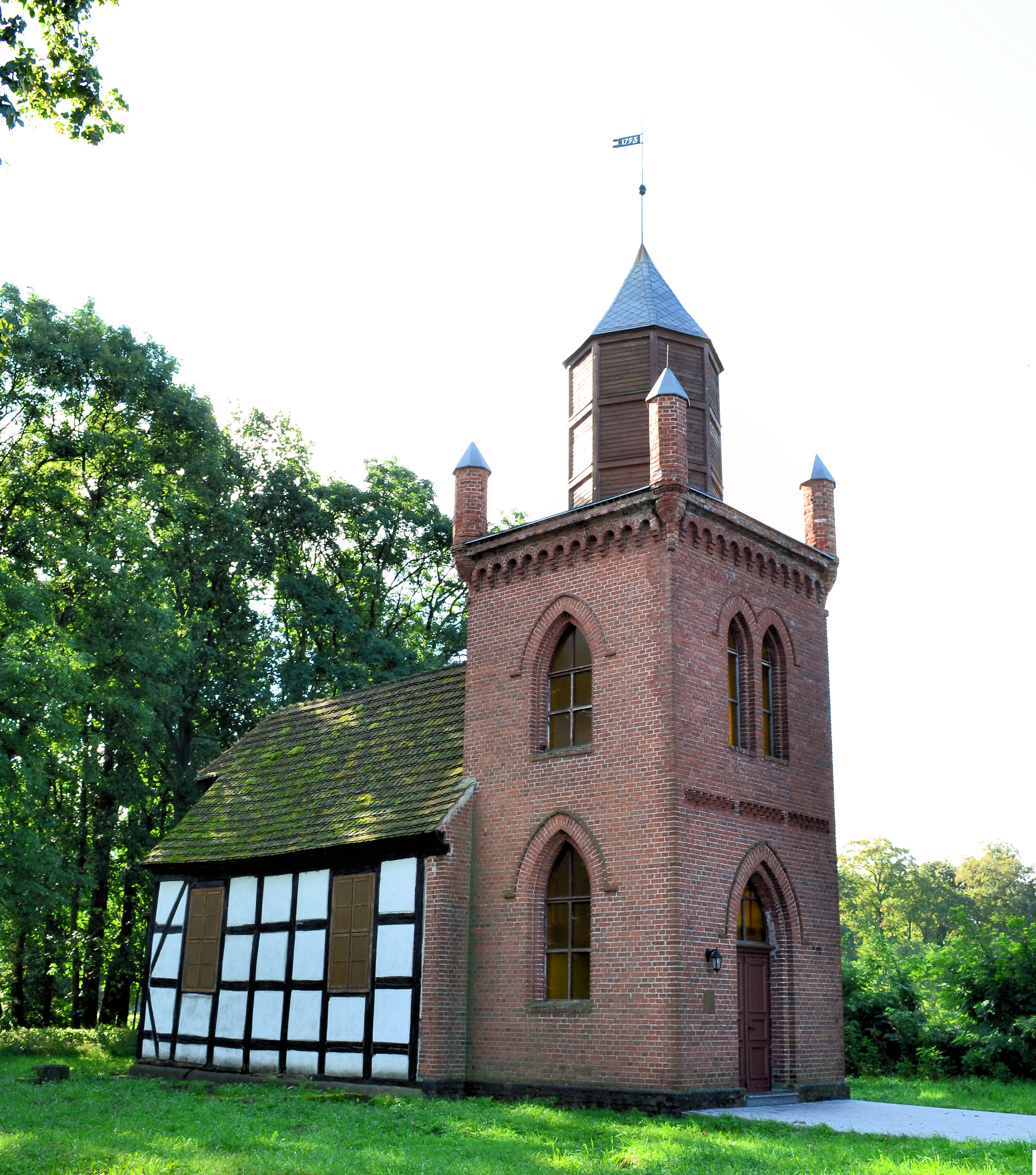
Igreja de Santo Huberto em Nowe Warpno

Em 2008, na voivodia havia 482 bibliotecas e 24 cinemas permanentes. Havia 22 museus, 12 teatros e instituições musicais, 15 galerias e salões de arte.
A maior biblioteca é a Biblioteca Pomerânia Stanisława Staszica em Szczecin, que em 31 de dezembro de 2006 tinha 1,05 milhão de livros e revistas, além de 453,8 mil itens de coleções especiais.

### Tradições
A lista de produtos tradicionais do Ministério da Agricultura e Desenvolvimento Rural inclui 32 produtos da voivodia da Pomerânia Ocidental:
- Patê de ganso
- Presunto Świdwinska
- Linguiça crocante caseira
- Szczecin paprykarz
- Peixe branco defumado do distrito de Drawskie Lake
- Viola miedwieńska (peixe branco)
- Peixe defumado de Medvedev (Miedwiańskie)
- Herring em Szczecin
- Pepino em conserva do lago
- Chucrute do barril
- Pepino kolobrzeg
- Geleia de Szczecin de roseira brava
- Geleia de Szczecin feita de tomate verde
- Batata wyszoborski
- Pão integral Koprzywieński
- Pão de gengibre de Estetino
- Pão de guerra da fazenda
- Pão Gwdowski
- Strudel de Choszczno com sementes de papoula
- Mel Drahimski
- Mel de Przelewice
- Méis Wałcz
- Mel de cedynia acácia
- Mel da floresta de Santa Maria
- Mel da floresta de Barlinek
- Mel do Lago Choszczno
- Empada de Estetino
- Linguiça sueca
- Hidromel
- Tintura de ameixa de Dębina
- Vinho de ameixa
- Cogumelos marinados com uma pinha

As tradições relacionadas com o mar são comemoradas na Pomerânia Ocidental, inclusive na forma de eventos cíclicos, como os Dias do Mar de junho em Szczecin e o Sailarpia Sail Festival em Police.

## Educação

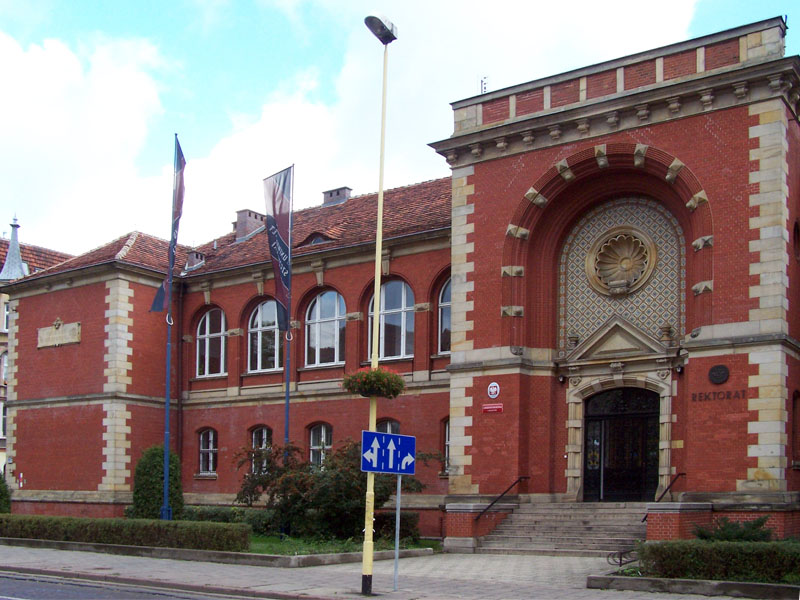
Edifício da reitoria da Universidade de Szczecin

A implementação da política educacional na voivodia é administrada pelo Superintendente de Educação da Pomerânia Ocidental. O conselho de curadores está baseado em Szczecin, e também tem duas filiais: em Koszalin e em Wałcz.
Na área da voivodia da Pomerânia Ocidental, havia 475 escolas primárias, 254 escolas secundárias, 125 escolas técnicas, 116 escolas secundárias gerais, 22 escolas de arte, 127 escolas pós-secundárias para adultos.
Em 2012, existiam 20 instituições de ensino superior na voivodia com um total de 62,5 mil alunos. A maior universidade da Pomerânia Ocidental é a Universidade de Szczecin, onde, de acordo com os dados de 30 de novembro de 2012, estudaram 19,7 mil alunos. No ano letivo de 2007/2008, havia 448,6 alunos por 10 mil habitantes da voivodia.
O governo autônomo da voivodia administra dois centros de formação de professores, cujo objetivo é fornecer acesso a várias formas de treinamento e educação em serviço, bem como informações pedagógicas abrangentes. O Centro de Formação de Professores da Pomerânia Ocidental, com sede em Szczecin, opera em toda a voivodia, e também tem filiais em Goleniów, Gryfice, Myślibórz, Pyrzyce e Świnoujście. Nos seguintes condados: Białogard, Drawski, Kołobrzeg, Koszalin, Sławieński, Świdwiński, Szczecinek e em Koszalin, há um Centro de Formação de Professores em Koszalin.

## Esportes

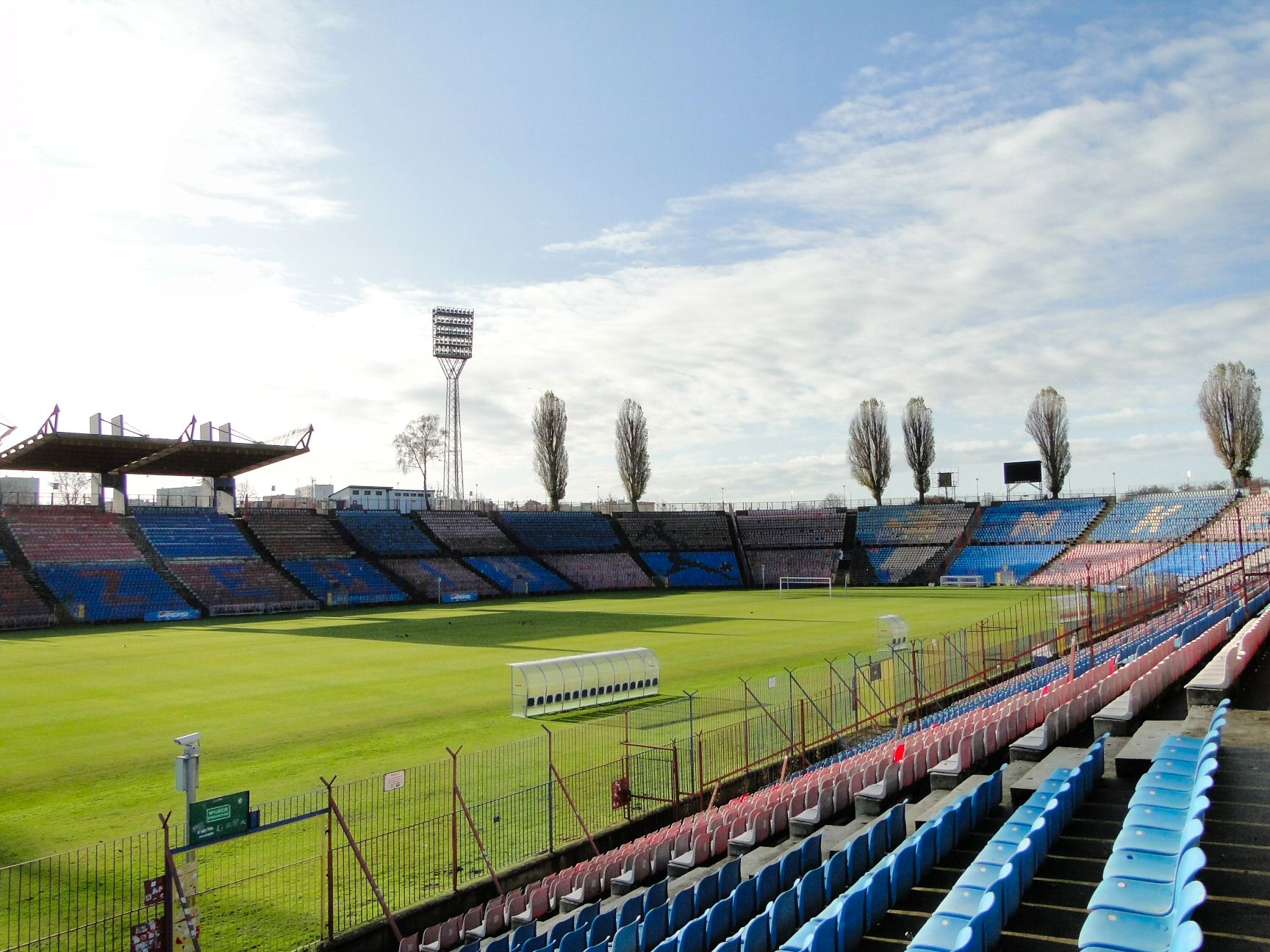
Estádio Municipal em Szczecin

Na voivodia, em 2008, estavam presentes 643 clubes desportivos em todas as disciplinas, dos quais um total de 43,1 mil pessoas.
Na maior competição nacional de 2014 na Liga Polonesa de Basquetebol da voivodia dois times jogaram na região da Pomerânia Ocidental: AZS Koszalin e Wilki Morskie Szczecin. A equipe que joga no Campeonato Polonês de Futebol é o MKS Pogoń Szczecin. A equipe Pogoń 04 Szczecin joga na melhor liga de futsal da Ekstraklasa. A KPS Chemik Police joga na classe mais alta de jogos de voleibol feminino. A superliga de handebol masculino é disputada pelo Gaz-System Pogoń Szczecin, e a superliga de handebol feminino é disputada por: Energa AZS Koszalin e SPR Pogoń Baltica Szczecin.
A maior instalação esportiva da voivodia é o Estádio Municipal de Szczecin, que pode acomodar 18 mil pessoas. O estádio é usado para jogos de futebol. Os estádios de atletismo estão localizados em Szczecin, Białogard e Koszalin.

## Administração e política

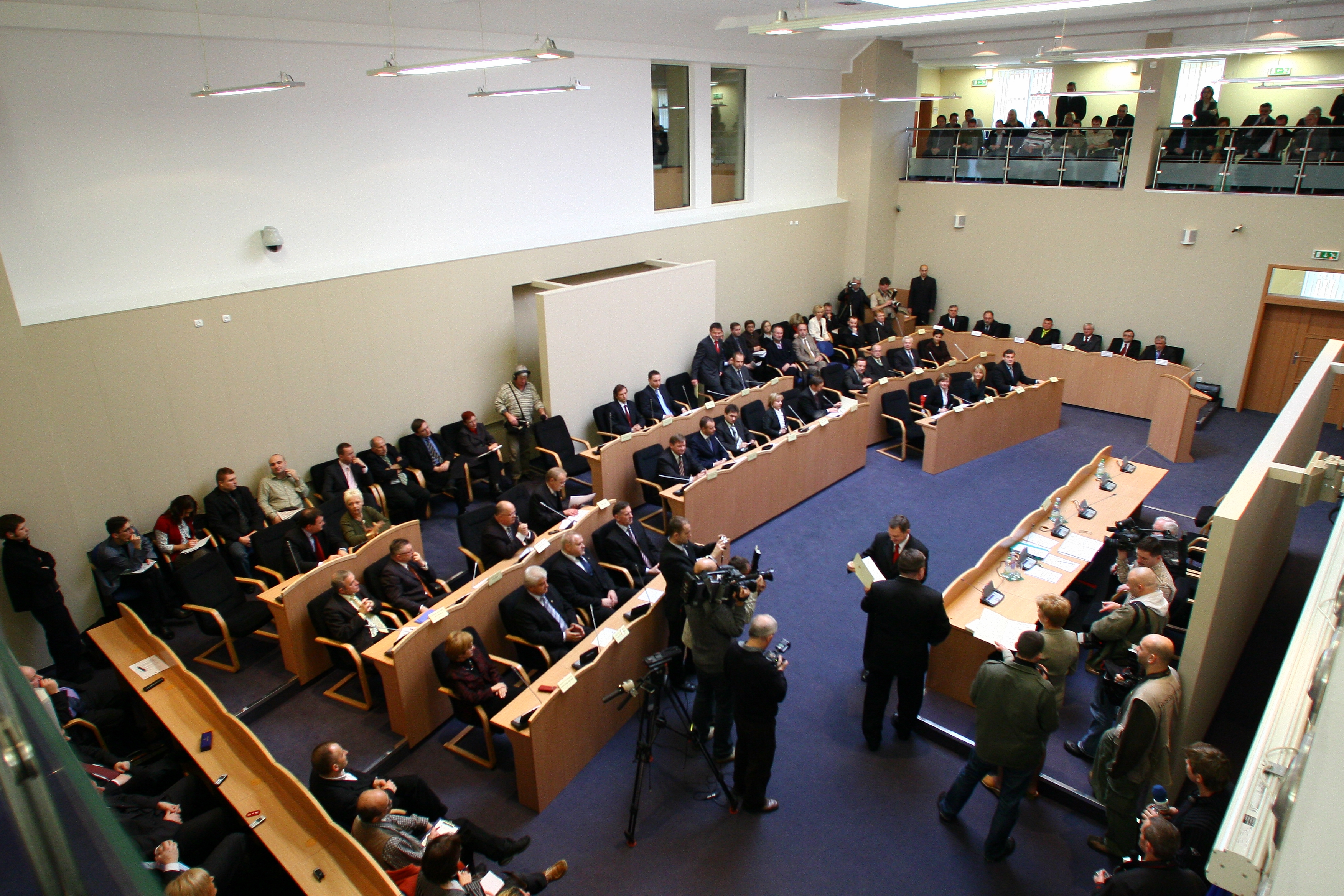
Sessão do Sejmik da voivodia da Pomerânia Ocidental

Embora o sejmik, o marechal e o voivoda residam em Szczecin, algumas instituições de nível provincial têm sua sede em Koszalin.

### Autogoverno da voivodia
O órgão constitutivo do governo autônomo é o Seymik da voivodia da Pomerânia Ocidental, que consiste em 30 conselheiros eleitos pelos habitantes da voivodia em 5 constituintes. A sede do conselho da voivodia é Szczecin. O conselho regional elege o órgão executivo da voivodia, que é a junta da voivodia, composta por 5 membros com o seu presidente, o marechal. Há também uma filial do Escritório do Marechal em Koszalin.
Em 2016, as despesas do orçamento do governo local da voivodia da Pomerânia Ocidental ascendeu a 576,75 milhões de PLN e a receita orçamental foi de 667,4 milhões de PLN. De acordo com os dados do final de 2016, o passivo (dívida pública) da administração local ascendia a 272,4 milhões de PLN, o que representou 40,8% do montante das receitas geradas. Os maiores fundos do orçamento de governo autônomo da voivodia são atribuídos aos transportes e comunicações (em 2016 - 51,8% das despesas, ou seja, 298,9 milhões de PLN).
| Ano  | Despesas [milhões PLN] | Receitas [milhões de PLN] | Passivos [milhões PLN] | Relação dívida/renda [%] |
| ---- | ---------------------- | ------------------------- | ---------------------- | ------------------------ |
| 2016 | 576,75                 | 667,42                    | 272,39                 | 40,8%                    |
| 2015 | 738,58                 | 770,23                    | 315,81                 | 41,0%                    |
| 2014 | 870,66                 | 844,64                    | 323,50                 | 38,3%                    |
| 2013 | 829,58                 | 792,32                    | 308,39                 | 38,9%                    |
| 2012 | 822,68                 | 786,68                    | 267,70                 | 34,0%                    |
| 2011 | 852,51                 | 743,12                    | 250,23                 | 33,7%                    |
| 2010 | 786,13                 | 735,79                    | 153,86                 | 20,9%                    |
| 2009 | 1091,43                | 1075,12                   | 53,75                  | 5,0%                     |
| 2008 | 536,04                 | 541,06                    | 37,23                  | 6,9%                     |
| 2007 | 452,16                 | 485,80                    | 62,25                  | 12,8%                    |
| 2006 | 376,07                 | 375,10                    | 60,00                  | 16,0%                    |
| 2005 | 328,32                 | 272,66                    | 53,30                  | 19,5%                    |
| 2004 | 235,00                 | 254,60                    | 8,01                   | 3,1%                     |
| 2003 | 210,36                 | 203,44                    | 8,76                   | 4,3%                     |
| 2002 | 200,70                 | 201,52                    | 2,64                   | 1,3%                     |

Passivos (dívida pública) do governo local da voivodia da Pomerânia Ocidental em milhões de PLN em 2002–2016:
Em 2012, o emprego médio da administração autônoma da voivodia era de 1 443 pessoas.
Marechais da voivodia da Pomerânia Ocidental:
- Zbigniew Zychowicz – (de 6 de novembro de 1998 a 26 de janeiro de 2000)[103][104]
- Józef Jerzy Faliński – (de 26 de janeiro de 2000)[105]
- Zygmunt Meyer – (de 9 de dezembro de 2002)[106]
- Norbert Obrycki – (de 18 de dezembro de 2006 a 22 de abril de 2008)[107][108]
- Władysław Husejko – (de 22 de abril de 2008)[109]
- Olgierd Geblewicz – (de 29 de novembro de 2010)[110]

### Orçamentos das unidades do governo local na voivodia da Pomerânia Ocidental
Em 2013, as despesas dos orçamentos de todos os governos autônomos dos condados ascenderam a 1 266,4 milhões de PLN e as receitas orçamentais a 1 223,3 milhões de PLN. A dívida dos autogovernos dos condados no final de 2013 ascendia a 370,0 milhões de PLN, o que representava 30,2% do montante das receitas geradas.
Em 2013, as despesas dos orçamentos de todos os governos locais das cidades com direitos de condado ascenderam a 2 465,1 milhões de PLN e as receitas orçamentais a 2 436,4 milhões de PLN. A dívida das autarquias locais das cidades com direitos de no final de 2013 ascendia a 1 310,9 milhões de PLN, o que representava 53,8% do montante das receitas geradas.
Em 2013, as despesas dos orçamentos de todos os governos municipais ascenderam a 4 057,1 milhões de PLN e as receitas orçamentais a 4 056,9 milhões de PLN. A dívida dos autogovernos comunais no final de 2013 ascendia a 1 688,1 milhões de PLN, o que representou 41,6% do montante das receitas geradas.

### Administração estatal

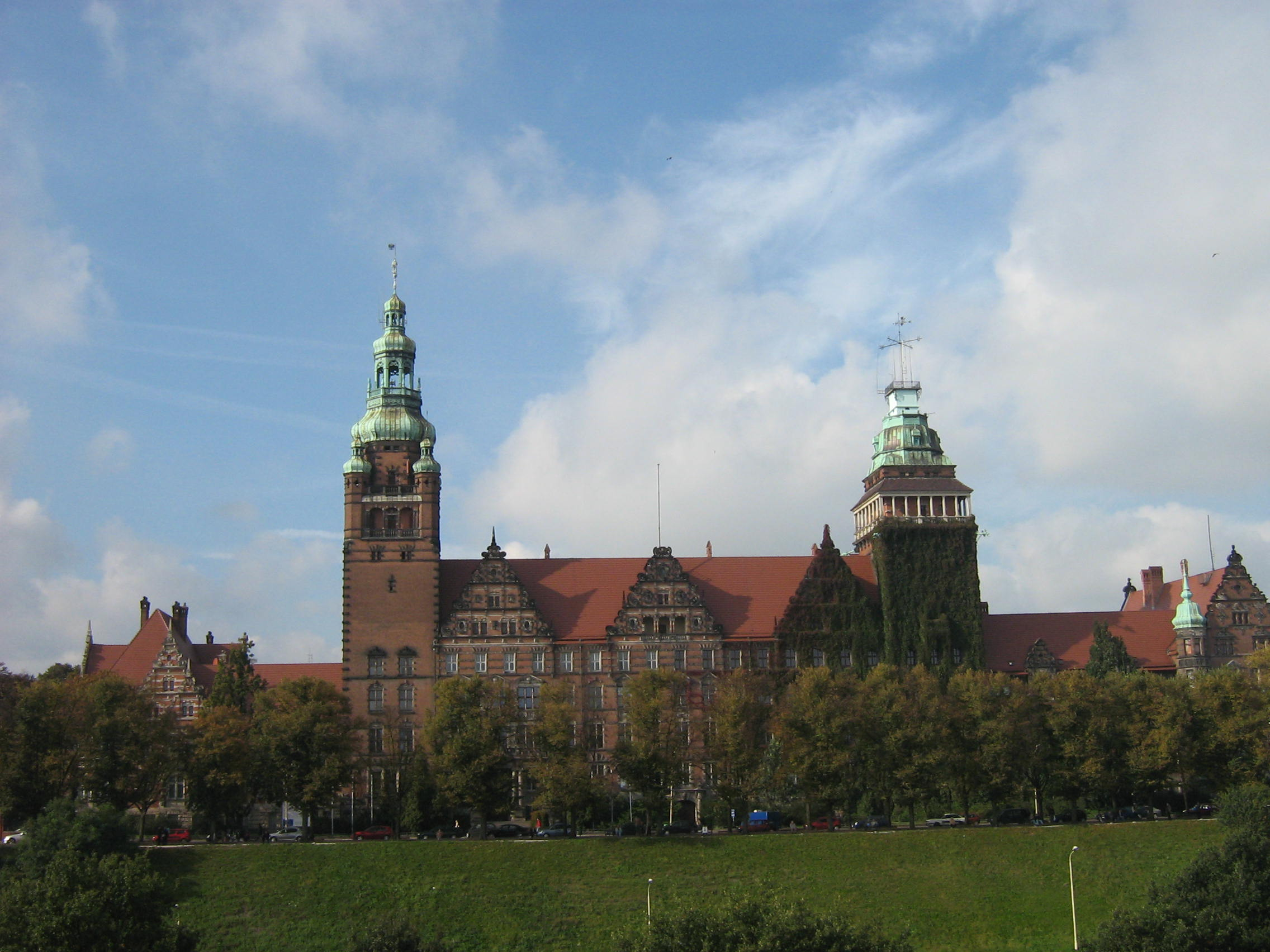
Edifício do Gabinete da Voivodia da Pomerânia Ocidental em Wały Chrobrego, Szczecin

Em 2012, a média de empregos da administração estatal na voivodia era de 7 285 pessoas.
O órgão de administração do governo local é o voivoda da Pomerânia Ocidental, nomeado pelo primeiro-ministro. A sede do voivoda é Szczecin, onde o gabinete da voivodia está localizado. Também há uma delegação em Koszalin.
Voivodas da Pomerânia Ocidental:
- Władysław Lisewski – de 1 de janeiro de 1999 a 20 de outubro de 2001
- Stanisław Wziątek – de 20 de outubro de 2001 a 17 de outubro de 2005
- Robert Krupowicz – de 12 de dezembro de 2005 a 29 de novembro de 2007
- Marcin Zydorowicz – de 29 de novembro de 2007 a 27 de fevereiro de 2014
- Marek Tałasiewicz – de 12 de março de 2014 a 8 de dezembro de 2015
- Piotr Jania – de 8 de dezembro de 2015 a 14 de agosto de 2016
- Krzysztof Kozłowski – de 7 de setembro de 2016 a 23 de janeiro de 2018
- Tomasz Hinc – de 5 de março de 2018 a 29 de novembro de 2020
- Zbigniew Bogucki – de 30 de novembro de 2020

Vice-voivodas:
- Andrzej Durka – de 2001 a 2003
- Jan Sylwestrzak – de 2003 a 2005
- Marcin Sychowski  – de 2005 a 2007
- Andrzej Chmielewski – de 2007 a 2010
- Ryszard Mićko – de 2011 a 2015
- Marek Subocz – a partir de 15 de dezembro de 2015

### Política
Os habitantes da voivodia elegem um total de 20 deputados para o Sejm em 2 círculos eleitorais: No. 41 (sede do distrito de Szczecin) e No. 40 (sede de Koszalin). Os habitantes elegem 4 senadores em círculos eleitorais uninominais: No. 97, No. 98, No. 99, No. 100.
Os membros do Parlamento Europeu são eleitos pelo círculo eleitoral n.º 13, que também inclui a voivodia da Lubúsquia.

Círculos eleitorais para a escolha de um único membro para o Senado da República da Polônia
Circunscrições ao Sejm da República da Polônia
Distritos eleitorais para a assembleia regional

### Judiciário

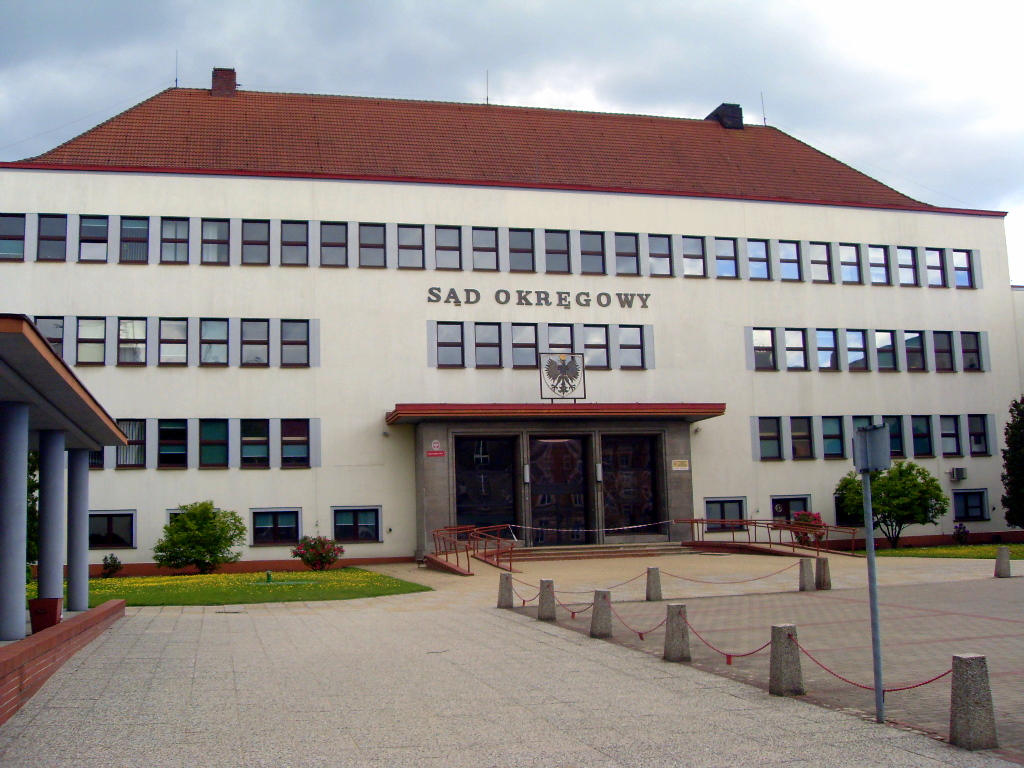
Tribunal Distrital em Koszalin

Há um Tribunal de Recurso na voivodia em Szczecin, com 3 tribunais regionais (também em Gorzów Wielkopolski) dentro da sua jurisdição. A área da voivodia da Pomerânia Ocidental está sob a jurisdição de dois tribunais regionais (em Szczecin e Koszalin) e 18 tribunais distritais. Além disso, existem 4 sedes nas divisões locais dos tribunais distritais. Os departamentos de direito do trabalho estão localizados em 4 tribunais distritais. O exame dos casos comerciais foi transferido para o Tribunal Distrital de Koszalin e para o Tribunal Distrital de Szczecin-Centrum em Szczecin.
Tribunais comuns na voivodia da Pomerânia Ocidental é acompanhada por 1 promotor público de apelação, 2 promotores públicos distritais e 21 promotores públicos comunais.
Há também um tribunal administrativo provincial em Szczecin. A voivodia da Pomerânia Ocidental tem 2 juntas de apelação do governo local (Koszalin, Szczecin) com sua jurisdição local.

## Segurança Pública
Na voivodia da Pomerânia Ocidental, há um centro de notificação de emergência, localizado em Szczecin, que lida com relatórios de emergência para os números 112, 997, 998 e 999.

### Polícia
A Polícia da Pomerânia Ocidental possui 17 unidades nos condados e 3 unidades municipais.
A taxa de deteção de perpetradores de crimes identificados em 2009 na voivodia foi de 68,6%, sendo que a maior taxa de detecção se referia aos seguintes condados: Drawsko (87,7%), Choszczno (86,2%), Szczecinek (84,0%) e a menor em Szczecin (55,1%).

### Brigada de incêndio

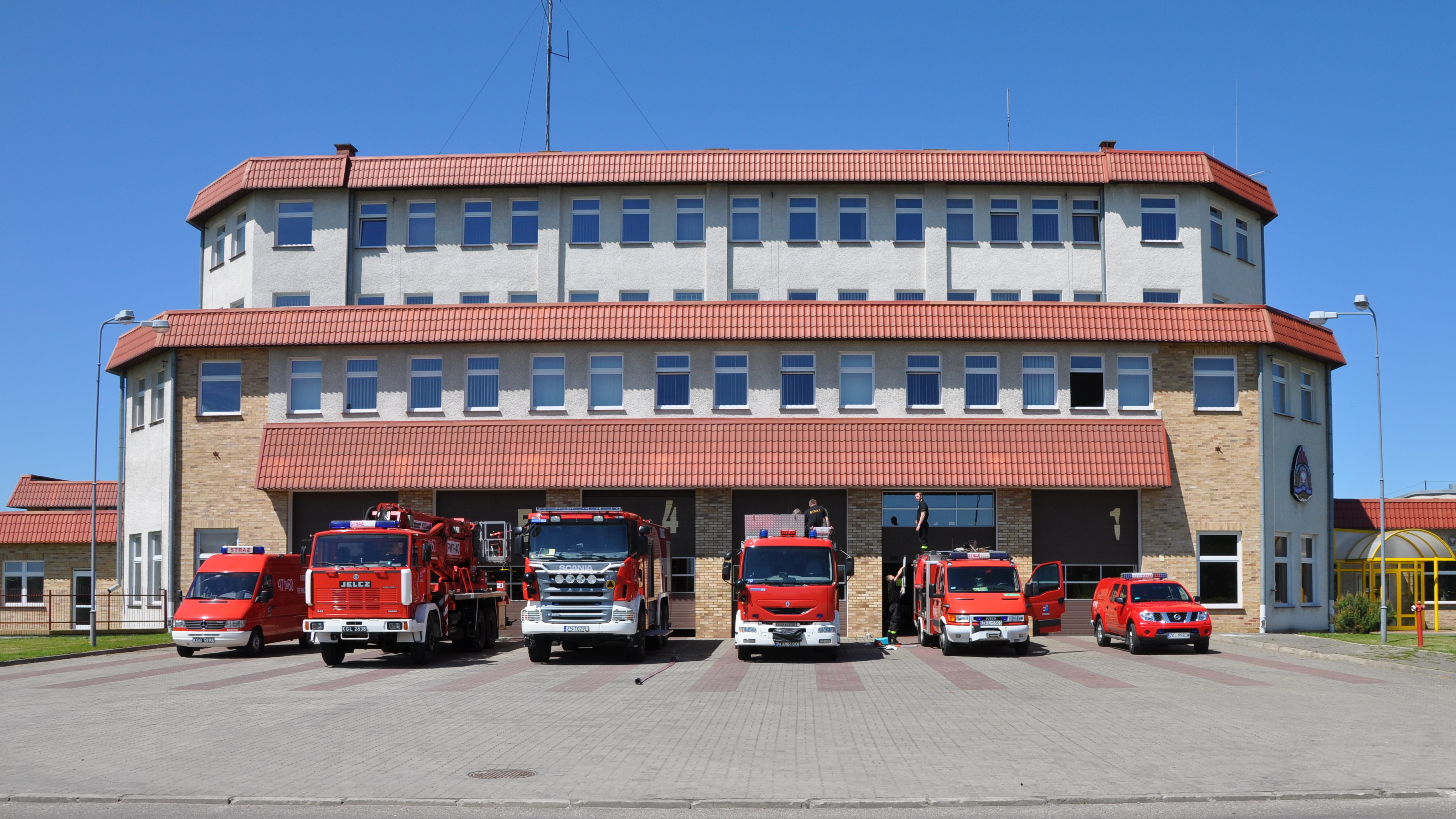
Corpo de bombeiros da Sede Distrital do Corpo de Bombeiros do Estado em Kołobrzeg

A principal sede da brigada de incêndio é a Sede Provincial do Serviço de Bombeiros do Estado em Szczecin. Além disso, 17 sedes distritais do Corpo de Bombeiros do Estado e 3 sedes municipais operam na voivodia. Além delas, segundo dados de fevereiro de 2011, 160 unidades do Corpo de Bombeiros Voluntários atuam na voivodia como parte do sistema nacional de resgate e combate a incêndios.
Na voivodia, em Borne Sulinowo, funciona um Centro de Formação de Bombeiros.

### Exército
- Corpo Multinacional do Nordeste
- 12.ª Divisão Mecanizada
- 8 Flotilha de Defesa Costeira
- Campo de treinamento em Drawsko
- 44 Base de Aviação Naval

Existem 2 bases marítimas na costa da voivodia: o porto militar Kołobrzeg e o porto militar Świnoujście.

### Cuidados com a saúde

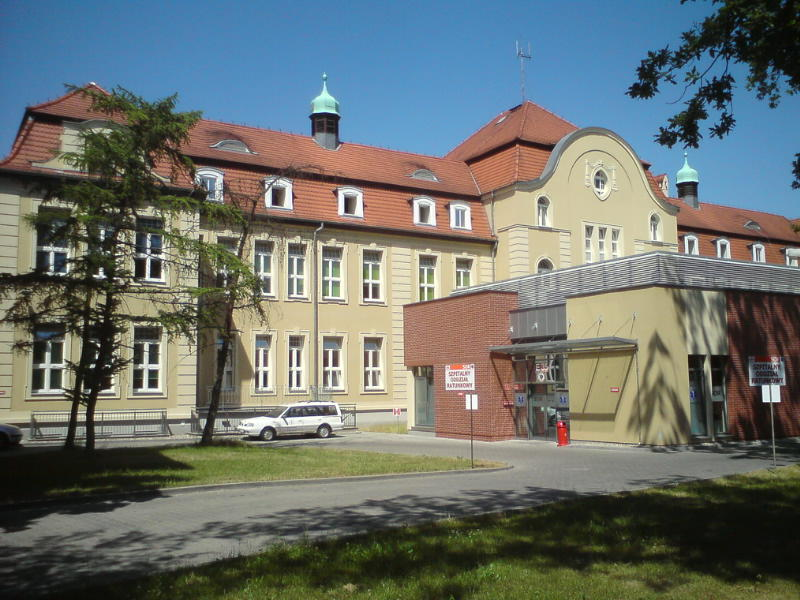
Hospital em Stargard

Em 2009, havia 32 hospitais gerais na voivodia, onde foram atendidos 312,3 mil pacientes.
O atendimento médico para pessoas em condições de emergência de saúde é fornecido pela Estação Provincial de Ambulâncias de Emergência em Szczecin, que tem dois centros de despacho (em Szczecin e Kołobrzeg) e 89 equipes médicas de emergência em 47 locais, equipadas com aproximadamente 140 ambulâncias. A Estação Provincial de Ambulâncias de Emergência emprega aproximadamente 60 médicos, 850 paramédicos e 50 atendentes (dados de 2019).

## Cemitérios de guerra

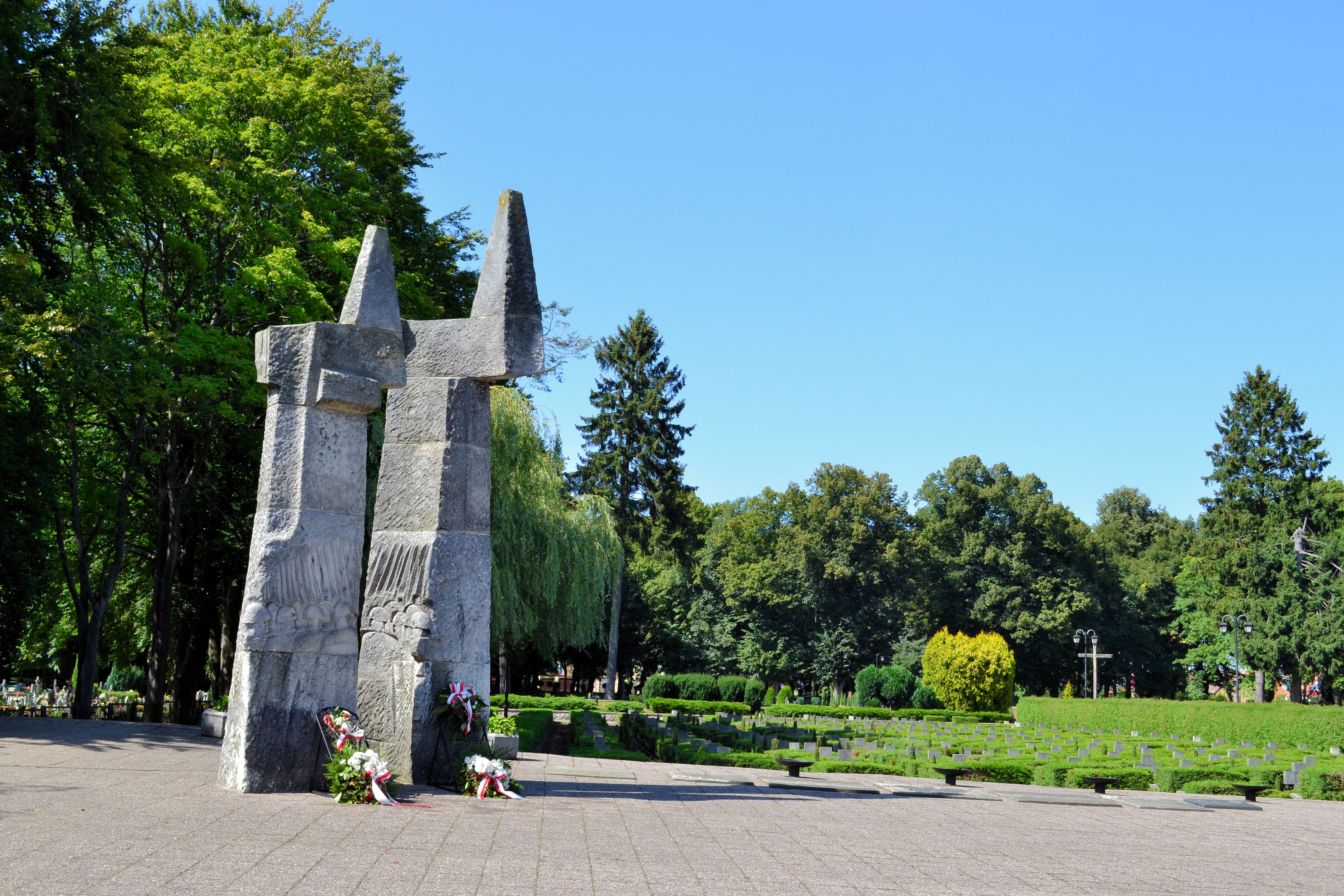
Cemitério de guerra em Drawsko Pomorskie

Existem muitos locais de sepultamento de soldados e prisioneiros de guerra de várias nacionalidades (poloneses, russos, franceses, britânicos, belgas, italianos, alemães, etc.) na voivodia. A grande maioria deles morreu durante a Segunda Guerra Mundial. Os túmulos das vítimas da Primeira Guerra Mundial e da Guerra Franco-Prussiana de 1870-1871 também foram preservados.
Cemitérios ou locais de guerra separados estão localizados nas seguintes cidades da voivodia da Pomerânia Ocidental: Barlinek, Białogard, Borne Sulinowo, Bobolice, Chojna, Choszczno, Czaplinek, Dębno, Drawsko Pomorskie, Glinna (o único cemitério de guerra alemão na Pomerânia Ocidental), Golczewo, Gryfino, Kamień Pomorski, Kołobrzeg, Koszalin, Łobez, Myślibórz, Połczyn-Zdrój, Resko, Siekierki, Sławno, Stargard, Szczecin, Szczecinek, Trzcińsko-Zdrój, Tychowo, Wałcz, Wolin, Złocieniec.